# 2014
Portal Geschichte | Portal Biografien | Aktuelle Ereignisse | Jahreskalender | Tagesartikel

◄ |
20. Jahrhundert |
21. Jahrhundert

◄ |
1980er |
1990er |
2000er |
2010er
| 2020er | 2030er | 2040er

◄◄ |
◄ |
2010 |
2011 |
2012 |
2013 |
2014
| 2015 | 2016 | 2017 | 2018 | ► | ►►
 Jan.
| Feb.
| Mär.
| Apr.
| Mai
| Jun.
| Jul.
| Aug.
| Sep.
| Okt.
| Nov.
| Dez.
Staatsoberhäupter · Wahlen · Nekrolog  · Literaturjahr · Musikjahr · Filmjahr · Rundfunkjahr · Sportjahr
| Januar | Januar | Januar | Januar | Januar | Januar | Januar | Januar |
| Kw     | Mo     | Di     | Mi     | Do     | Fr     | Sa     | So     |
| ------ | ------ | ------ | ------ | ------ | ------ | ------ | ------ |
| 1      |        |        | 1      | 2      | 3      | 4      | 5      |
| 2      | 6      | 7      | 8      | 9      | 10     | 11     | 12     |
| 3      | 13     | 14     | 15     | 16     | 17     | 18     | 19     |
| 4      | 20     | 21     | 22     | 23     | 24     | 25     | 26     |
| 5      | 27     | 28     | 29     | 30     | 31     |        |        |

| Februar | Februar | Februar | Februar | Februar | Februar | Februar | Februar |
| Kw      | Mo      | Di      | Mi      | Do      | Fr      | Sa      | So      |
| ------- | ------- | ------- | ------- | ------- | ------- | ------- | ------- |
| 5       |         |         |         |         |         | 1       | 2       |
| 6       | 3       | 4       | 5       | 6       | 7       | 8       | 9       |
| 7       | 10      | 11      | 12      | 13      | 14      | 15      | 16      |
| 8       | 17      | 18      | 19      | 20      | 21      | 22      | 23      |
| 9       | 24      | 25      | 26      | 27      | 28      |         |         |

| März | März | März | März | März | März | März | März |
| Kw   | Mo   | Di   | Mi   | Do   | Fr   | Sa   | So   |
| ---- | ---- | ---- | ---- | ---- | ---- | ---- | ---- |
| 9    |      |      |      |      |      | 1    | 2    |
| 10   | 3    | 4    | 5    | 6    | 7    | 8    | 9    |
| 11   | 10   | 11   | 12   | 13   | 14   | 15   | 16   |
| 12   | 17   | 18   | 19   | 20   | 21   | 22   | 23   |
| 1    | 24   | 25   | 26   | 27   | 28   | 29   | 30   |
| 14   | 31   |      |      |      |      |      |      |

| April | April | April | April | April | April | April | April |
| Kw    | Mo    | Di    | Mi    | Do    | Fr    | Sa    | So    |
| ----- | ----- | ----- | ----- | ----- | ----- | ----- | ----- |
| 14    |       | 1     | 2     | 3     | 4     | 5     | 6     |
| 15    | 7     | 8     | 9     | 10    | 11    | 12    | 13    |
| 16    | 14    | 15    | 16    | 17    | 18    | 19    | 20    |
| 17    | 21    | 22    | 23    | 24    | 25    | 26    | 27    |
| 18    | 28    | 29    | 30    |       |       |       |       |

| Mai | Mai | Mai | Mai | Mai | Mai | Mai | Mai |
| Kw  | Mo  | Di  | Mi  | Do  | Fr  | Sa  | So  |
| --- | --- | --- | --- | --- | --- | --- | --- |
| 18  |     |     |     | 1   | 2   | 3   | 4   |
| 19  | 5   | 6   | 7   | 8   | 9   | 10  | 11  |
| 20  | 12  | 13  | 14  | 15  | 16  | 17  | 18  |
| 21  | 19  | 20  | 21  | 22  | 23  | 24  | 25  |
| 22  | 26  | 27  | 28  | 29  | 30  | 31  |     |

| Juni | Juni | Juni | Juni | Juni | Juni | Juni | Juni |
| Kw   | Mo   | Di   | Mi   | Do   | Fr   | Sa   | So   |
| ---- | ---- | ---- | ---- | ---- | ---- | ---- | ---- |
| 22   |      |      |      |      |      |      | 1    |
| 23   | 2    | 3    | 4    | 5    | 6    | 7    | 8    |
| 24   | 9    | 10   | 11   | 12   | 13   | 14   | 15   |
| 25   | 16   | 17   | 18   | 19   | 20   | 21   | 22   |
| 26   | 23   | 24   | 25   | 26   | 27   | 28   | 29   |
| 27   | 30   |      |      |      |      |      |      |

| Juli | Juli | Juli | Juli | Juli | Juli | Juli | Juli |
| Kw   | Mo   | Di   | Mi   | Do   | Fr   | Sa   | So   |
| ---- | ---- | ---- | ---- | ---- | ---- | ---- | ---- |
| 27   |      | 1    | 2    | 3    | 4    | 5    | 6    |
| 2    | 7    | 8    | 9    | 10   | 11   | 12   | 13   |
| 29   | 14   | 15   | 16   | 17   | 18   | 19   | 20   |
| 30   | 21   | 22   | 23   | 24   | 25   | 26   | 27   |
| 31   | 28   | 29   | 30   | 31   |      |      |      |

| August | August | August | August | August | August | August | August |
| Kw     | Mo     | Di     | Mi     | Do     | Fr     | Sa     | So     |
| ------ | ------ | ------ | ------ | ------ | ------ | ------ | ------ |
| 31     |        |        |        |        | 1      | 2      | 3      |
| 32     | 4      | 5      | 6      | 7      | 8      | 9      | 10     |
| 33     | 11     | 12     | 13     | 14     | 15     | 16     | 17     |
| 34     | 18     | 19     | 20     | 21     | 22     | 23     | 24     |
| 35     | 25     | 26     | 27     | 28     | 29     | 30     | 31     |

| September | September | September | September | September | September | September | September |
| Kw        | Mo        | Di        | Mi        | Do        | Fr        | Sa        | So        |
| --------- | --------- | --------- | --------- | --------- | --------- | --------- | --------- |
| 36        | 1         | 2         | 3         | 4         | 5         | 6         | 7         |
| 37        | 8         | 9         | 10        | 11        | 12        | 13        | 14        |
| 38        | 15        | 16        | 17        | 18        | 19        | 20        | 21        |
| 39        | 22        | 23        | 24        | 25        | 26        | 27        | 28        |
| 40        | 29        | 30        |           |           |           |           |           |

| Oktober | Oktober | Oktober | Oktober | Oktober | Oktober | Oktober | Oktober |
| Kw      | Mo      | Di      | Mi      | Do      | Fr      | Sa      | So      |
| ------- | ------- | ------- | ------- | ------- | ------- | ------- | ------- |
| 40      |         |         | 1       | 2       | 3       | 4       | 5       |
| 41      | 6       | 7       | 8       | 9       | 10      | 11      | 12      |
| 42      | 13      | 14      | 15      | 16      | 17      | 18      | 19      |
| 43      | 20      | 21      | 22      | 23      | 24      | 25      | 26      |
| 44      | 27      | 28      | 29      | 30      | 31      |         |         |

| November | November | November | November | November | November | November | November |
| Kw       | Mo       | Di       | Mi       | Do       | Fr       | Sa       | So       |
| -------- | -------- | -------- | -------- | -------- | -------- | -------- | -------- |
| 44       |          |          |          |          |          | 1        | 2        |
| 45       | 3        | 4        | 5        | 6        | 7        | 8        | 9        |
| 46       | 10       | 11       | 12       | 13       | 14       | 15       | 16       |
| 47       | 17       | 18       | 19       | 20       | 21       | 22       | 23       |
| 48       | 24       | 25       | 26       | 27       | 28       | 29       | 30       |

| Dezember | Dezember | Dezember | Dezember | Dezember | Dezember | Dezember | Dezember |
| Kw       | Mo       | Di       | Mi       | Do       | Fr       | Sa       | So       |
| -------- | -------- | -------- | -------- | -------- | -------- | -------- | -------- |
| 49       | 1        | 2        | 3        | 4        | 5        | 6        | 7        |
| 50       | 8        | 9        | 10       | 11       | 12       | 13       | 14       |
| 51       | 15       | 16       | 17       | 18       | 19       | 20       | 21       |
| 52       | 22       | 23       | 24       | 25       | 26       | 27       | 28       |
| 1        | 29       | 30       | 31       |          |          |          |          |

| Januar | Januar | Januar | Januar | Januar | Januar | Januar | Januar |
| Kw     | Mo     | Di     | Mi     | Do     | Fr     | Sa     | So     |
| ------ | ------ | ------ | ------ | ------ | ------ | ------ | ------ |
| 1      |        |        | 1      | 2      | 3      | 4      | 5      |
| 2      | 6      | 7      | 8      | 9      | 10     | 11     | 12     |
| 3      | 13     | 14     | 15     | 16     | 17     | 18     | 19     |
| 4      | 20     | 21     | 22     | 23     | 24     | 25     | 26     |
| 5      | 27     | 28     | 29     | 30     | 31     |        |        |

| Februar | Februar | Februar | Februar | Februar | Februar | Februar | Februar |
| Kw      | Mo      | Di      | Mi      | Do      | Fr      | Sa      | So      |
| ------- | ------- | ------- | ------- | ------- | ------- | ------- | ------- |
| 5       |         |         |         |         |         | 1       | 2       |
| 6       | 3       | 4       | 5       | 6       | 7       | 8       | 9       |
| 7       | 10      | 11      | 12      | 13      | 14      | 15      | 16      |
| 8       | 17      | 18      | 19      | 20      | 21      | 22      | 23      |
| 9       | 24      | 25      | 26      | 27      | 28      |         |         |

| März | März | März | März | März | März | März | März |
| Kw   | Mo   | Di   | Mi   | Do   | Fr   | Sa   | So   |
| ---- | ---- | ---- | ---- | ---- | ---- | ---- | ---- |
| 9    |      |      |      |      |      | 1    | 2    |
| 10   | 3    | 4    | 5    | 6    | 7    | 8    | 9    |
| 11   | 10   | 11   | 12   | 13   | 14   | 15   | 16   |
| 12   | 17   | 18   | 19   | 20   | 21   | 22   | 23   |
| 1    | 24   | 25   | 26   | 27   | 28   | 29   | 30   |
| 14   | 31   |      |      |      |      |      |      |

| April | April | April | April | April | April | April | April |
| Kw    | Mo    | Di    | Mi    | Do    | Fr    | Sa    | So    |
| ----- | ----- | ----- | ----- | ----- | ----- | ----- | ----- |
| 14    |       | 1     | 2     | 3     | 4     | 5     | 6     |
| 15    | 7     | 8     | 9     | 10    | 11    | 12    | 13    |
| 16    | 14    | 15    | 16    | 17    | 18    | 19    | 20    |
| 17    | 21    | 22    | 23    | 24    | 25    | 26    | 27    |
| 18    | 28    | 29    | 30    |       |       |       |       |

| Mai | Mai | Mai | Mai | Mai | Mai | Mai | Mai |
| Kw  | Mo  | Di  | Mi  | Do  | Fr  | Sa  | So  |
| --- | --- | --- | --- | --- | --- | --- | --- |
| 18  |     |     |     | 1   | 2   | 3   | 4   |
| 19  | 5   | 6   | 7   | 8   | 9   | 10  | 11  |
| 20  | 12  | 13  | 14  | 15  | 16  | 17  | 18  |
| 21  | 19  | 20  | 21  | 22  | 23  | 24  | 25  |
| 22  | 26  | 27  | 28  | 29  | 30  | 31  |     |

| Juni | Juni | Juni | Juni | Juni | Juni | Juni | Juni |
| Kw   | Mo   | Di   | Mi   | Do   | Fr   | Sa   | So   |
| ---- | ---- | ---- | ---- | ---- | ---- | ---- | ---- |
| 22   |      |      |      |      |      |      | 1    |
| 23   | 2    | 3    | 4    | 5    | 6    | 7    | 8    |
| 24   | 9    | 10   | 11   | 12   | 13   | 14   | 15   |
| 25   | 16   | 17   | 18   | 19   | 20   | 21   | 22   |
| 26   | 23   | 24   | 25   | 26   | 27   | 28   | 29   |
| 27   | 30   |      |      |      |      |      |      |

| Juli | Juli | Juli | Juli | Juli | Juli | Juli | Juli |
| Kw   | Mo   | Di   | Mi   | Do   | Fr   | Sa   | So   |
| ---- | ---- | ---- | ---- | ---- | ---- | ---- | ---- |
| 27   |      | 1    | 2    | 3    | 4    | 5    | 6    |
| 2    | 7    | 8    | 9    | 10   | 11   | 12   | 13   |
| 29   | 14   | 15   | 16   | 17   | 18   | 19   | 20   |
| 30   | 21   | 22   | 23   | 24   | 25   | 26   | 27   |
| 31   | 28   | 29   | 30   | 31   |      |      |      |

| August | August | August | August | August | August | August | August |
| Kw     | Mo     | Di     | Mi     | Do     | Fr     | Sa     | So     |
| ------ | ------ | ------ | ------ | ------ | ------ | ------ | ------ |
| 31     |        |        |        |        | 1      | 2      | 3      |
| 32     | 4      | 5      | 6      | 7      | 8      | 9      | 10     |
| 33     | 11     | 12     | 13     | 14     | 15     | 16     | 17     |
| 34     | 18     | 19     | 20     | 21     | 22     | 23     | 24     |
| 35     | 25     | 26     | 27     | 28     | 29     | 30     | 31     |

| September | September | September | September | September | September | September | September |
| Kw        | Mo        | Di        | Mi        | Do        | Fr        | Sa        | So        |
| --------- | --------- | --------- | --------- | --------- | --------- | --------- | --------- |
| 36        | 1         | 2         | 3         | 4         | 5         | 6         | 7         |
| 37        | 8         | 9         | 10        | 11        | 12        | 13        | 14        |
| 38        | 15        | 16        | 17        | 18        | 19        | 20        | 21        |
| 39        | 22        | 23        | 24        | 25        | 26        | 27        | 28        |
| 40        | 29        | 30        |           |           |           |           |           |

| Oktober | Oktober | Oktober | Oktober | Oktober | Oktober | Oktober | Oktober |
| Kw      | Mo      | Di      | Mi      | Do      | Fr      | Sa      | So      |
| ------- | ------- | ------- | ------- | ------- | ------- | ------- | ------- |
| 40      |         |         | 1       | 2       | 3       | 4       | 5       |
| 41      | 6       | 7       | 8       | 9       | 10      | 11      | 12      |
| 42      | 13      | 14      | 15      | 16      | 17      | 18      | 19      |
| 43      | 20      | 21      | 22      | 23      | 24      | 25      | 26      |
| 44      | 27      | 28      | 29      | 30      | 31      |         |         |

| November | November | November | November | November | November | November | November |
| Kw       | Mo       | Di       | Mi       | Do       | Fr       | Sa       | So       |
| -------- | -------- | -------- | -------- | -------- | -------- | -------- | -------- |
| 44       |          |          |          |          |          | 1        | 2        |
| 45       | 3        | 4        | 5        | 6        | 7        | 8        | 9        |
| 46       | 10       | 11       | 12       | 13       | 14       | 15       | 16       |
| 47       | 17       | 18       | 19       | 20       | 21       | 22       | 23       |
| 48       | 24       | 25       | 26       | 27       | 28       | 29       | 30       |

| Dezember | Dezember | Dezember | Dezember | Dezember | Dezember | Dezember | Dezember |
| Kw       | Mo       | Di       | Mi       | Do       | Fr       | Sa       | So       |
| -------- | -------- | -------- | -------- | -------- | -------- | -------- | -------- |
| 49       | 1        | 2        | 3        | 4        | 5        | 6        | 7        |
| 50       | 8        | 9        | 10       | 11       | 12       | 13       | 14       |
| 51       | 15       | 16       | 17       | 18       | 19       | 20       | 21       |
| 52       | 22       | 23       | 24       | 25       | 26       | 27       | 28       |
| 1        | 29       | 30       | 31       |          |          |          |          |

Das Jahr 2014 war international vom Beginn des Kriegs Russlands in der Ukraine, den anhaltenden Konflikten im Nahen Osten, verschärft durch das staatenübergreifende Auftreten der terroristischen Organisation Islamischer Staat, sowie von der Ebolafieber-Epidemie in Westafrika geprägt. 2014 stellte zum damaligen Zeitpunkt in mehreren west- und mitteleuropäischen Ländern, darunter Deutschland und Österreich, einen Hitzerekord auf und war generell in Europa das wärmste Jahr seit Beginn der Wetteraufzeichnungen. In Deutschland war die Edathy-Affäre sowie die für 2016 geplante PKW-Maut ein bedeutendes Thema, aber auch der Sieg Deutschlands bei der Fußball-Weltmeisterschaft in Brasilien.

## Ereignisse

### Politik und Weltgeschehen
- 01. Januar: Lettland tritt als 18. Land der Eurozone bei.
- 01. Januar bis 30. Juni: Griechenland hat turnusgemäß den Vorsitz im Rat der Europäischen Union (EU-Ratspräsidentschaft)
- 01. Januar: Didier Burkhalter wird Schweizer Bundespräsident.
- 07. Januar: In Nigeria setzt Präsident Jonathan den vom Parlament bereits beschlossenen Same Sex Marriage Prohibition Act in Kraft. Es gehört weltweit zu den drakonischsten Gesetzen gegen queere Menschen.[2]
- 31. Januar bis 2. Februar: 50. Münchner Sicherheitskonferenz
- 02. Februar: Vorgezogene Parlamentswahlen in Thailand
- 18./19. Februar: 17. Europäischer Polizeikongress in Berlin
- 18. Februar: eskalierte die Gewalt gegen die Demonstranten auf dem Euromaidan in Kiew. Kurz darauf begann Russlands Krieg gegen die Ukraine.
- Ab 7. Februar: Edathy-Affäre
- 22. Februar: Das ukrainische Parlament setzt infolge der Euromaidan-Proteste Präsident Wiktor Janukowytsch ab.
- 11. März: Annexion der Krim – Das Parlament der Autonomen Republik Krim erklärt deren Unabhängigkeit von der Ukraine.
- 27. März: Resolution 68/262 der UN-Generalversammlung über territoriale Integrität der Ukraine unterstreicht die Ungültigkeit des Krim-Referendums vom 16. März 2014.
- 15. März: Präsidentschaftswahl in der Slowakei
- 16. März: Kommunalwahlen in Bayern
- 16. März: Völkerrechtswidriges Referendum über den Status der Krim.
- 20. März: Der 18. Deutsche Bundestag setzt im Auftrag aller Fraktionen den NSA-Untersuchungsausschuss ein.
- 14. April: in Chibok, Nigeria, werden 276 Schulmädchen von Boko Haram entführt. Viele von ihnen werden nie zurückgefunden.
- 01. Mai: Start des Fahreignungsregisters (FAER) zur Ablösung des Verkehrszentralregisters (VZR)
- 7. Mai: das Verfassungsgericht setzt Thailands Premierministerin Yingluck Shinawatra ab
- 11. Mai: Präsidentschaftswahl in Litauen (Stichwahl am 25. Mai 2014)
- 22. Mai: Militärputsch in Thailand
- 22.–25. Mai: Europawahl
- 25. Mai: Kommunalwahlen in Baden-Württemberg, Brandenburg, Hamburg, Nordrhein-Westfalen, Rheinland-Pfalz, Mecklenburg-Vorpommern, Saarland, Sachsen, Sachsen-Anhalt und Thüringen
- 25. Mai: Präsidentschaftswahl in der Ukraine
- 25. Mai: Parlamentswahl in Belgien
- 26./27. Mai: Präsidentschaftswahl in Ägypten
- 03. Juni: Präsidentschaftswahlen in Syrien
- 08. Juni: Parlamentswahl im Kosovo
- 10. Juni: Gipfeltreffen des Ostseerates (CBSS) in Finnland
- 10. Juni: Die islamistische Organisation ISIS erobert im Rahmen einer größeren Offensive die nordirakische Großstadt Mossul, was unter anderem die Zerstörung einiger historischer Stätten zur Folge hat.
- 14. Juni: Der G77+China-Gipfel in Bolivien gibt der Süd-Süd-Kooperation und der Emanzipation von der Westlichen Welt wichtige Impulse.
- 01. Juli: Italien übernimmt die EU-Ratspräsidentschaft für ein halbes Jahr.
- Ab 8. Juli: Israel unternimmt eine Militäroffensive, ab Mitte Juli unter Einschluss einer Bodenoffensive, im Gazastreifen. Bei schweren Bombardierungen und Beschießungen werden bis zum 25. August 2014 mehr als 2100 Palästinenser getötet und mehr als zehntausend verletzt, die meisten davon Zivilisten.
- 24. Juli: Reuven Rivlin wird als Nachfolger von Schimon Peres zehnter Staatspräsident Israels.
- 03. August: Die Terrororganisation „Islamischer Staat“ beginnt mit einem Völkermord an den Jesiden in der irakischen Stadt Sindschar und dem Umland.
- 10. August: Bei der Präsidentschaftswahl in der Türkei wird bereits im 1. Wahlgang Recep Tayyip Erdoğan zum 12. türkischen Staatspräsidenten gewählt; er tritt sein Amt am 28. August 2014 an.
- 15. August: Der „Islamische Staat“ (IS) verübt ein Massaker an Jesiden in Kocho. IS-Terroristen töten die Männer aus dem Dorf und verschleppt die Frauen und Kinder.
- 26. August: Klaus Wowereit, der langjährige Regierende Bürgermeister von Berlin, kündigt seinen Rücktritt zum 11. Dezember 2014 an.
- 31. August: Landtagswahl in Sachsen
- 04./5. September: NATO-Gipfeltreffen in Newport, Vereinigtes Königreich
- 14. September: Parlamentswahl in Schweden
- 14. September: Landtagswahl in Brandenburg und Landtagswahl in Thüringen
- 18. September: Referendum über die Unabhängigkeit Schottlands
- 21. September: Landtagswahl in Vorarlberg
- 15. Oktober: Die Zahl der nach Europa Flüchtenden oder Migrierenden erreicht den höchsten Stand seit 1949.[3]
- 04. November: Halbzeitwahlen in den Vereinigten Staaten
- 09. November: Unverbindliche Volksbefragung über die politische Zukunft Kataloniens
- 15./16. November: Gipfeltreffen der Gruppe der zwanzig wichtigsten Industrie- und Schwellenländer (G-20) in Brisbane, Australien
- ab 24. November: In Verbindung mit dem Todesfall Michael Brown und weiteren Todesfällen aufgrund von Polizeigewalt kommt es in Ferguson (Missouri) sowie in zahlreichen weiteren Orten in den USA zu anhaltenden Demonstrationen (Black Lives Matter#2014).[4]
- 01. Dezember: Donald Tusk wird in Nachfolge von Herman Van Rompuy neuer Präsident des Europäischen Rates.
- 05. Dezember: Mit der Wahl von Bodo Ramelow zum Ministerpräsidenten des Landes Thüringen wird erstmals ein Politiker der Partei Die Linke Ministerpräsident eines Bundeslandes.
- 08. Dezember: Eine Demonstration der seit Oktober 2014 agierenden Bürgerbewegung PEGIDA mit etwa 10.000 Teilnehmern in Dresden löst eine gesellschaftliche Diskussion über diese Gruppierung und ihre Unterstützer aus.
- 13. Dezember: Die 20. UN-Klimakonferenz im peruanischen Lima endet nach Verlängerung mit vagen, unverbindlichen Absichtserklärungen.
- 17. Dezember: Kuba und die Vereinigten Staaten kündigen die Normalisierung ihrer Beziehungen einschließlich der Wiederaufnahme diplomatischer Beziehungen zwischen beiden Staaten an.
- 19. Dezember: Als Reaktion auf einen Terroranschlag in Peschawar mit 148 Todesopfern hat Pakistan ein Moratorium zur Todesstrafe im Falle terroristischer Straftaten aufgehoben und mit den Hinrichtungen verurteilter Terroristen begonnen; in der weiteren Folge beschließt die Regierung zudem die Einrichtung militärischer Sondertribunale für mutmaßliche Terroristen.
- 31. Dezember 2014: Offizielles Ende des Kampfeinsatzes und (Teil-[5])Abzug der „Internationalen Sicherheitsunterstützungstruppe“ aus Afghanistan; 13.500 Soldaten aus mehreren Staaten werden in Afghanistan verbleiben.

### Sport
- 01. Januar: Michael van Gerwen gewinnt die PDC World Darts Championship
- 12. – 26. Januar: 11. Handball-Europameisterschaft der Männer in Dänemark
- 24. Januar: Rückrundenstart in der Fußball-Bundesliga
- 02. Februar: Super Bowl XLVIII im MetLife Stadium in East Rutherford, New Jersey
- 07. – 23. Februar: Olympische Winterspiele in Sotschi
- 25. Februar bis 2. März: Internationale Badmintonmeisterschaften von Deutschland (German Open)
- 07. – 16. März: Paralympische Winterspiele 2014 in Sotschi
- 16. März bis 23. November: Austragung der 65. Formel-1-Weltmeisterschaft
- 23. März – 9. November: Austragung der 66. FIM-Motorrad-Straßenweltmeisterschaft
- 6. April: Sri Lanka gewinnt die fünfte World Twenty20 in Bangladesch, indem es im Finale Indien mit 6 Wickets besiegt.
- 04. Mai: Erstmaliges Stattfinden des Wings for Life World Run
- 14. Mai: Finale der UEFA Europa League 2013/14 im Juventus Stadium in Turin
- 17. Mai: DFB-Pokalfinale der Männer in Berlin und das DFB-Pokalfinale der Frauen in Köln
- 22. Mai: Finale der UEFA Women’s Champions League 2013/14 im Estádio do Restelo in Lissabon
- 24. Mai: Finale der UEFA Champions League 2013/14 im Estádio da Luz in Lissabon
- 30. Mai bis 1. Juni: Ruder-Europameisterschaften in Belgrad
- 12. Juni bis 13. Juli: 20. Fußball-Weltmeisterschaft in Brasilien; Sieger wird Deutschland.
- 05. – 27. Juli: Tour de France
- 18. Juli: Der deutsche Fußballspieler Philipp Lahm erklärt seinen Rücktritt als Nationalspieler.
- 19. – 31. Juli: 30. U-19-Fußball-Europameisterschaft in Ungarn; Sieger wird Deutschland.
- 11. August: Der deutsche Fußballspieler Miroslav Klose erklärt seinen Rücktritt als Nationalspieler.
- 12. – 17. August: Leichtathletik-EM in Zürich
- 13. – 24. August: Schwimmeuropameisterschaften 2014 in Berlin
- 17. August: England gewinnt das Finale der Frauen-Rugby-Union-Weltmeisterschaft in Paris 21:9 gegen Kanada.
- 24. – 31. August: Ruder-Weltmeisterschaften auf der Bosbaan in Amsterdam
- 30. August bis 21. September: Volleyball-Weltmeisterschaft der Männer in Polen
- 05. Oktober: Jules Bianchi verunglückt beim Großen Preis von Japan schwer. Im Juli 2015 stirbt er an seinen Verletzungen.
- 11. Oktober: Die New Yorker Lions aus Braunschweig gewinnen den German Bowl XXXV
- 12. Oktober: Marc Márquez gewinnt zum zweiten Mal die MotoGP-Weltmeisterschaft.
- 05. – 25. November: Bei der Schachweltmeisterschaft 2014 verteidigt Magnus Carlsen den Titel erfolgreich gegen Viswanathan Anand.
- 23. November: Lewis Hamilton wird zum zweiten Mal Weltmeister in der Formel 1.

### Kultur und Gesellschaft
- 31. Januar: Chinesisches Neujahrsfest, 馬 Jahr des Holz-Pferdes (甲午 jiǎwǔ 31)
- 06. – 16. Februar: 64. Internationale Filmfestspiele Berlin (Berlinale)
- 02. März: Oscarverleihung im Dolby Theatre in Hollywood, Los Angeles, USA
- 6., 8. und 10. Mai: 59. Eurovision Song Contest in Kopenhagen, Dänemark
- 06. – 8. Juni: 22. Düsseldorfer Jazz-Rally in Düsseldorf
- 06. – 15. Juni: 54. Hessentag in Bensheim
- 07. – 9. Juni: Rock am Ring auf dem Nürburgring bei Adenau
- 20. – 22. Juni: 11. Mecklenburg-Vorpommern-Tag in Neustrelitz
- 20. – 22. Juni: Hurricane Festival in Scheeßel
- 26. – 29. Juni: 11. Fusion Festival in Lärz, MV
- 27. – 29. Juni: Nordrhein-Westfalen-Tag in Bielefeld
- 03. – 6. Juli: 24. TFF Rudolstadt in Rudolstadt
- 05. – 6. Juli: 14. Brandenburg-Tag in Spremberg
- 18. Juli – 28. September: 8. internationale Ausstellung für zeitgenössische Künste Dresden (Ostrale 014)
- 18. – 20. Juli: 31. Rheinland-Pfalz-Tag in Neuwied
- 18. – 20. Juli: 18. Sachsen-Anhalt-Tag in Wernigerode
- 18. – 20. Juli: 10. Tomorrowland in Boom, Belgien
- 23. – 27. Juli: Breminale – Open-Air-Kulturfestival in Bremen
- 25. – 27. Juli: Das Fest (Open-Air-Musikfestival) in Karlsruhe
- 31. Juli – 2. August: 25. Wacken Open Air in Wacken
- 01. – 3. August: 38. Bardentreffen (Open-Air-Musikfestival) in Nürnberg
- 22. – 31. August: 292. Rudolstädter Vogelschießen in Rudolstadt
- 05. – 7. September: 23. Tag der Sachsen in Großenhain
- 20. September: 10. Bundesvision Song Contest in Göttingen
- 21. September bis 5. Oktober: Oktoberfest in München
- 08. – 12. Oktober: Frankfurter Buchmesse; Gastland: Finnland
- 03. November: In New York City wird das One World Trade Center eröffnet.
- 13. Dezember: Mit der 215. Ausgabe endet die mehr als 33-jährige Geschichte von Wetten, dass..?, Europas größter Fernsehshow.

### Religion
- 20. April: Ostern
- 27. April: Heiligsprechung der Päpste Johannes XXIII. und Johannes Paul II. in Rom
- 14. Mai: Vesakh
- 28. Mai – 1. Juni: 99. Deutscher Katholikentag in Regensburg
- 29. Mai: Christi Himmelfahrt
- 06. – 8. Juni: Internationaler Kirchentag der Neuapostolischen Kirche in München
- 08. Juni: Pfingsten
- 19. Juni: Fronleichnam
- 28. Juni – 28. Juli: Ramadan
- 03. Oktober: Tag der offenen Moschee
- 04. Oktober: Jom Kippur
- 04. Oktober: Islamisches Opferfest
- 23. Oktober: Diwali
- 17. – 24. Dezember: Chanukka
- 22. Dezember: In einer Weihnachtsansprache kritisiert Papst Franziskus in ungewöhnlich scharfer Form die Missstände in der Kurie.
- 25. Dezember: Weihnachten

### Wirtschaft
- 10. Januar: Die in katholischer Trägerschaft bestehende Verlagsgruppe Weltbild beantragt die Eröffnung eines Insolvenzverfahrens.
- 17. – 26. Januar: Internationale Grüne Woche Berlin
- 22. – 25. Januar: Weltwirtschaftsforum in Davos (Schweiz)
- Januar: Das US-amerikanische Unternehmen Chrysler wird von dem italienischen Unternehmen Fiat S.p.A. vollständig übernommen.
- 19. Februar: Das US-amerikanische Unternehmen Facebook kauft das US-amerikanische Unternehmen WhatsApp.
- 10. – 14. März: CeBIT; Messe für Informationstechnik in Hannover
- 7. – 11. April: Hannover Messe
- 20. – 25. Mai: ILA Berlin Air Show
- 31. Mai – 8. Juni: Auto Mobil International (AMI) in Leipzig
- August: Das US-amerikanische Unternehmen Burger King übernimmt das kanadische Unternehmen Tim Hortons.
- 14. – 17. August: Gamescom in Köln
- 5. – 10. September: Internationale Funkausstellung in Berlin
- 23. September: Einführung neuer 10-Euro-Banknoten in der Eurozone
- 25. September bis 2. Oktober: 65. IAA Nutzfahrzeuge in Hannover
- 03. Oktober: Nach der von der EU-Kommission erteilten Genehmigung zur Fusion des US-amerikanischen Konzerns Chiquita Brands International und des irischen Unternehmens Fyffes entsteht der weltweit größte Bananenhändler.
- 06. Oktober: Der Medienkonzern Bertelsmann gibt die vollständige Übernahme des Druck- und Verlagshauses Gruner + Jahr bekannt.
- 04. November: Die Europäische Zentralbank übernimmt die einheitliche Bankenaufsicht über die Großbanken in der Eurozone.
- 05. Dezember: Im Opel-Werk Bochum wird das letzte Fahrzeug vor der Schließung dieses Werks montiert.
- 06. Dezember: Auf einer außerordentlichen Hauptversammlung beschließt der ADAC eine Trennung seiner wirtschaftlichen Aktivitäten von den Vereinsaufgaben; u. a. ist dazu die Gründung einer Aktiengesellschaft sowie einer Stiftung vorgesehen.
- 22. Dezember: Das erste Langstrecken-Großraumflugzeug des Typs Airbus A350 wird an Qatar Airways ausgeliefert.
- Dezember: Die EU kündigt die Einführung von Registern wirtschaftlicher Eigentümer von Unternehmen und Großbritannien für April 2015 die Erhebung von Steuern auf umgeleitete Profite an. Zuvor erregten die Luxemburg-Leaks eine Diskussion um Steuervermeidung globaler Konzerne.

### Wissenschaft und Technik
- Ab Januar gilt in Deutschland offiziell nur noch die elektronische Gesundheitskarte (eGK) als gültiger Versicherungsnachweis der Patienten. Im Rahmen einer unbefristeten Übergangsregelung können aber die alten Krankenversichertenkarten weiterhin eingelesen werden.
- Am 8. April wurde der Support von Microsoft Windows XP und Microsoft Office 2003 eingestellt.
- Am 13. August erhält die iranische Mathematikerin Maryam Mirzakhani als erste Frau die höchste Auszeichnung für Mathematiker, die Fields-Medaille.

### Raumfahrt

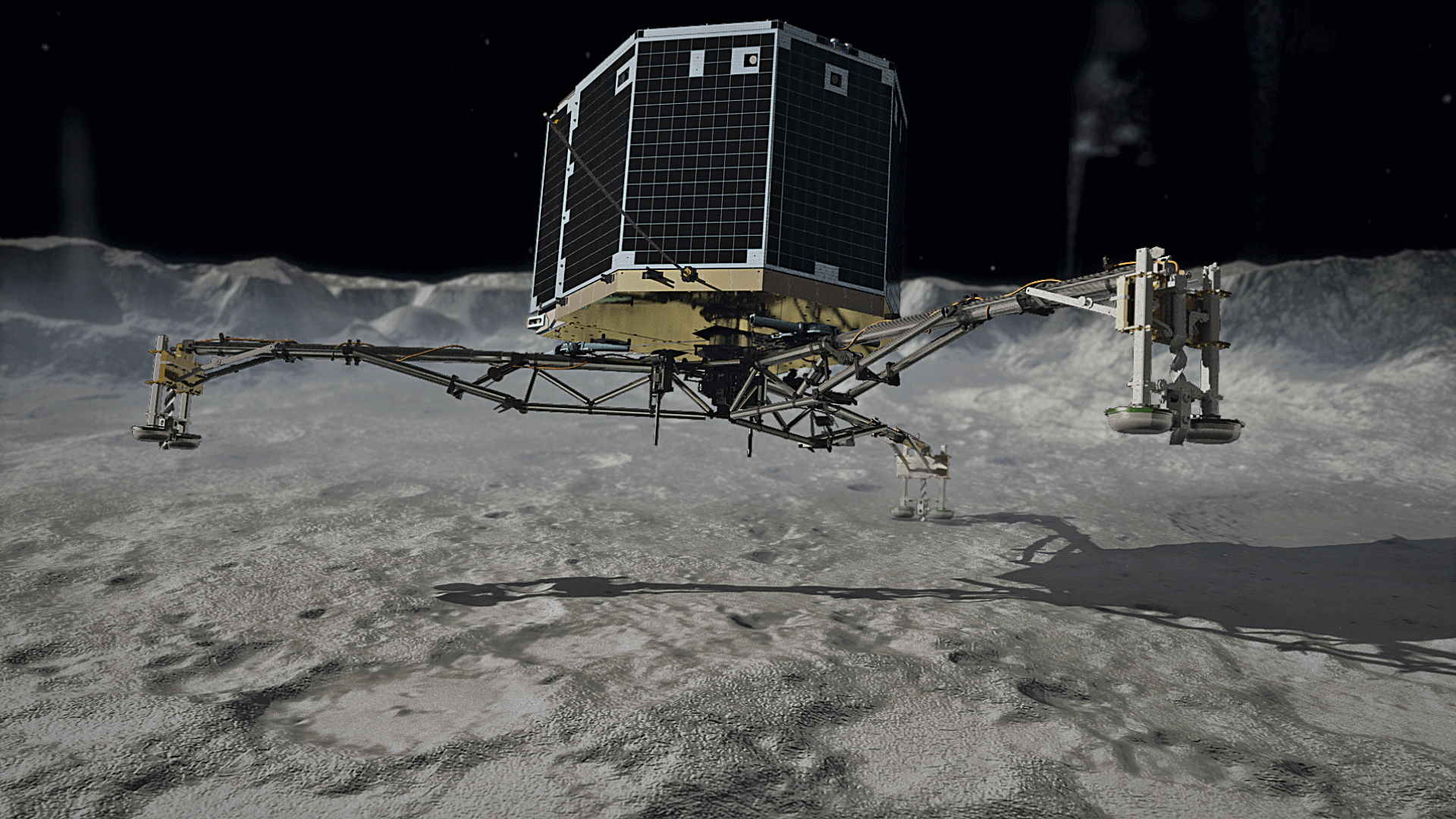
Landung von Philae auf dem Kometen Tschurjumow-Gerassimenko (künstlerische Darstellung)

- Mai: Die Sonde Rosetta nähert sich erstmals ihrem Zielkometen 67P an.
- August: Die Sonde Rosetta kartografiert erstmals aus nächster Nähe den Zielkometen 67P.
- 12. November: Mit dem von der Sonde Rosetta auf dem Kometen 67P abgesetzten Lander Philae landet erstmals ein Raumfahrzeug auf einem Kometen.
- Dezember: Start des Orion Multi-Purpose Crew Vehicle im Rahmen des Fluges EFT-1 der NASA

### Katastrophen
- Ab Mitte des Jahres breitet sich das Ebolafieber in Westafrika zunehmend aus und nimmt epidemische Ausmaße an. Am 8. August wird die Ebola-Epidemie in Westafrika von der WHO zum Internationalen Gesundheitsnotfall erklärt; bei angenommener hoher Dunkelziffer hat bis 28. Dezember 2014 die Zahl der Todesopfer 7905 erreicht.

#### Naturkatastrophen
- Januar: Kältewelle in Nordamerika
- Januar: Extreme Niederschläge in Bolivien
- Januar und Februar: Dürre in Kalifornien
- Januar und Februar: Unwetter in Südeuropa
- Februar: Überschwemmungen in England (ab Dezember 2013)
- Februar: Sturmflut an der europäischen Atlantikküste
- 01. April: Erdbeben vor Iquique, Chile
- 02. Mai: Bei Bergrutschen aufgrund zweier Schlammlawinen kommen in der afghanischen Provinz Badachschan eventuell mehr als 2100 Menschen ums Leben.[6]
- 11. – 19. Mai: Das Sturmtief Yvette fordert (großteils in Bosnien und Herzegowina, Kroatien und Serbien) rund 60 Menschenleben. Sturm und Regenmassen verursachen Schäden in Milliardenhöhe.
- 09. Juni: Bei einem ungewöhnlich starken Unwetter zu Pfingsten kommen in Deutschland mehrere Menschen ums Leben und es entstehen insbesondere in Nordrhein-Westfalen hohe Sachschäden.
- 03. August: Bei einem Erdbeben in der südchinesischen Provinz Yunnan kommen mehr als 400 Menschen ums Leben.[7]
- November: Bei anhaltendem Dauerregen im Tessin kommen bei mehreren Erdrutschen 4 Menschen ums Leben. Mehrere werden verletzt. Die Magadinoebene stand dabei zum Teil mehrere Tage unter Wasser.

#### Schwere Unglücksfälle
- 08. März: Ein Flugzeug der Malaysia-Airlines mit 239 Menschen an Bord verschwindet im Bereich des Indischen Ozeans spurlos. Mitte 2015 wurden Wrackteile der Maschine an den Strand der Insel La Réunion gespült.
- 16. April: Vor der Südwestküste Südkoreas kentert die Fähre Sewol und sinkt. 174 der 476 Menschen an Bord können gerettet werden.
- 13. Mai: Bei einem Grubenunglück im westtürkischen Soma sterben mehr als 300 Bergleute. In Nordkorea stürzte ein Wohnhaus ein, vermutlich gab es hunderte Tote.
- 17. Juli: Ein Flugzeug der Malaysia-Airlines mit 298 Menschen an Bord stürzt über der Ostukraine nahe der russischen Grenze ab.
- 10. September: Ein Flüchtlingsboot wird auf dem Weg vom ägyptischen Damiette nach Malta absichtlich von Schleusern gerammt. Etwa 500 Menschen kommen ums Leben.[8]
- 14. September: Ein Flüchtlingsboot sinkt vor der libyschen Küste. 164 Menschen ertrinken.[9]
- 28. Dezember: Ein Flugzeug der Indonesia AirAsia mit 162 Menschen an Bord verunglückt über der Karimata-Straße vor der Küste Borneos; es gibt keine Überlebenden.

### Wissenschaftspreise

#### Nobelpreise
Die Bekanntgabe der Nobelpreisträger des Jahres 2014 erfolgte vom 6. bis zum 13. Oktober 2014. Die Verleihungen fanden am 10. Dezember, dem Todestag Alfred Nobels, in Stockholm und Oslo statt.
- Physiologie oder Medizin: John O’Keefe, May-Britt Moser und Edvard Moser „für Entdeckungen von Zellen, die ein Positionierungssystem im Gehirn bilden“.[11][12]
- Physik: Isamu Akasaki, Hiroshi Amano und Shuji Nakamura „für die Erfindung effizienter, blaues Licht ausstrahlender Dioden, die helle und energiesparende weiße Lichtquellen ermöglicht haben“.[13]
- Chemie: Eric Betzig, Stefan Hell und William Moerner „für die Entwicklung von superauflösender Fluoreszenzmikroskopie“.[14]
- Literatur: Patrick Modiano „für die Kunst der Erinnerung, mit der er die ungreifbarsten menschlichen Schicksale und die Lebenswelt der Besetzung hervorgerufen hat“.[15]
- Frieden: Kailash Satyarthi und Malala Yousafzai „für ihren Kampf gegen die Unterdrückung von Kindern und Jugendlichen und für das Recht aller Kinder auf Bildung“.[16]
- Alfred-Nobel-Gedächtnispreis für Wirtschaftswissenschaften: Jean Tirole „für seine Analyse der Macht und der Regulierung der Märkte“.[17]

#### Fields-Preis
- Artur Ávila, für Grundlegende Beiträge zu dynamischen Systemen mit der Renormierungsgruppe als vereinheitlichendem Prinzip
- Manjul Bhargava, für Beiträge zur Zahlentheorie, Entwicklung mächtiger neuer Methoden in der Geometrie der Zahlen zum Beispiel in einer neuen Interpretation und Erweiterung der Kompositionsgesetze quadratischer Formen von Gauß und Schranken für den gemittelten Rang elliptischer Kurven
- Martin Hairer, für Beiträge zu stochastischen partiellen Differentialgleichungen und speziell die Entwicklung einer Regularitätsstruktur für diese
- Maryam Mirzakhani, für Beiträge zur (hyperbolischen) Geometrie in Zusammenhang mit Modulräumen Riemannscher Flächen (Teichmüllerräume) und deren Dynamik

#### Turing Award
- Michael Stonebraker, für Beiträge zu Konzepten und Verfahren, die modernen Datenbanksystemen zugrunde liegen.

### Gedenktage
(für jährlich wiederkehrende Tage: siehe → Liste von Gedenk- und Aktionstagen)
- Siehe auch: Literatur-Gedenktage
- 06. Januar: 100. Geburtstag des deutschen Kunstsammlers Heinz Berggruen
- 28. Januar: 1.200. Todestag Kaiser Karls des Großen
- 29. Januar: 200. Todestag des deutschen Philosophen Johann Gottlieb Fichte
- 29./30. Januar: 125. Jahrestag des Todes von Kronprinz Rudolf (österreichisch-ungarischer Thronfolger) und seiner Geliebten Mary Vetsera im Schloss Mayerling
- 30. Januar: 100. Geburtstag des deutschen Komponisten Franz Josef Breuer
- 04. Februar: 100. Geburtstag des deutschen Schriftstellers Alfred Andersch
- 14. Februar: 1000. Jahrestag der Kaiserkrönung von Heinrich II.
- 06. März: 300. Jahrestag der Unterzeichnung des Rastatter Friedens
- 12. März: 100. Todestag des US-amerikanischen Erfinders George Westinghouse
- 02. April: 100. Geburtstag des britischen Schauspielers Alec Guinness
- 07. April: 400. Todestag des Malers El Greco
- 15. April: 250. Todestag von Madame de Pompadour
- 20. April: 700. Todestag des Papstes Clemens V.
- 21. April: 150. Geburtstag des deutschen Ökonomen und Soziologen Max Weber
- 25. April: 800. Geburtstag des französischen Königs Ludwig IX.
- 02. Mai: 150. Todestag des deutschen Komponisten Giacomo Meyerbeer
- 07. Mai: 60. Jahrestag der Schlacht um Điện Biên Phủ
- 20. Mai: 250. Geburtstag des Grafikers und Bildhauers Johann Gottfried Schadow
- 24. Mai: 100. Geburtstag der deutschen Schauspielerin Lilli Palmer
- 08. Juni: 300. Todestag von Sophie von der Pfalz
- 21. Juni: 100. Todestag der österreichischen Friedensnobelpreisträgerin Bertha von Suttner
- 28. Juni: 100. Jahrestag des Attentats von Sarajevo
- 02. Juli: 300. Geburtstag des deutschen Komponisten Christoph Willibald Gluck
- 27. Juli: 800. Jahrestag der Schlacht bei Bouvines
- 28. Juli: 100. Jahrestag des Beginns des Ersten Weltkriegs
- 31. Juli: 100. Geburtstag des französischen Schauspielers Louis de Funès
- 01. August: 70. Jahrestag des Beginns des Warschauer Aufstands
- 12. August: 300. Todestag der britischen Königin Anne Stuart.
- 19. August: 2000. Todestag des römischen Kaisers Augustus
- 20. August: 100. Todestag des Papstes Pius X.
- 24. August: 200. Jahrestag der Schlacht bei Bladensburg.
- 27. August: 100. Geburtstag der deutschen Schauspielerin Heidi Kabel
- 31. August: 150. Todestag des deutschen Politikers Ferdinand Lassalle
- 01. September: 75. Jahrestag des Beginns des Zweiten Weltkriegs
- 07. September: 300. Jahrestag der Unterzeichnung des Friedens von Baden
- 09. September: 1800. Geburtstag des römischen Kaisers Aurelian
- 18. September: 200. Jahrestag des Beginns des Wiener Kongresses (bis 9. Juni 1815)
- 26. September: 100. Todestag des deutschen Malers August Macke
- 05. November: 600. Jahrestag des Beginns des Konzils von Konstanz
- 05. November: 100. Todestag des deutschen Biologen August Weismann
- 06. November: 200. Geburtstag des Instrumentenbauers Adolphe Sax
- 09. November: 25. Jahrestag des Mauerfalls
- 24. November: 150. Geburtstag des französischen Malers Henri de Toulouse-Lautrec
- 28. November: 100. Todestag des deutschen Chemikers und Physikers Johann Wilhelm Hittorf
- 14. Dezember: 100. Geburtstag des deutschen Politikers Karl Carstens
- 24. Dezember: 200. Jahrestag des Friedens von Gent
- 26. Dezember: 10. Jahrestag des schweren Tsunami im Indischen Ozean
- 31. Dezember: 500. Geburtstag des Anatomen Andreas Vesalius
- 300. Jahrestag der Einführung der Fahrenheit-Skala durch Daniel Gabriel Fahrenheit aus Danzig

### Astronomie

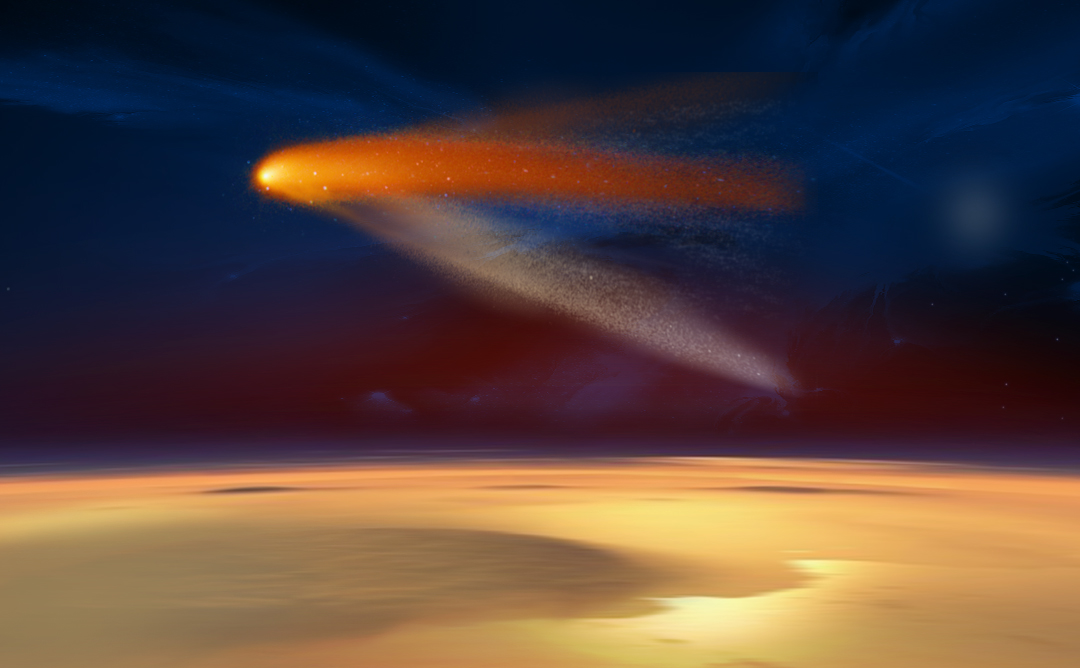
Künstlerische Darstellung des Kometen, der den Mars passiert

- Ringförmige Sonnenfinsternis am 29. April; sichtbar in der östlichen Antarktis.
- Partielle Sonnenfinsternis am 23. Oktober; sichtbar in Nordamerika.
- Der Komet C/2013 A1 (Siding Spring) entgeht am 19. Oktober knapp einer Kollision mit dem Mars.

### Wetter / Klima
Das Jahr 2014 war global gesehen und in einigen Ländern (z. B. Deutschland, Österreich, Frankreich, Großbritannien, Schweden) das heißeste Jahr seit Beginn der NOAA-Wetteraufzeichnungen 1880.
Die Durchschnittstemperatur über Land und Meeren lag bei 14,6 Grad Celsius (um 0,69 Grad Celsius höher als die mittlere Temperatur des 20. Jahrhunderts, 13,9 Grad Celsius). Dies gab die NOAA (National Oceanic and Atmospheric Administration, eine US-Behörde) bekannt.
Neun der zehn global wärmsten Jahre seit 1880 liegen damit im 21. Jahrhundert. Eine Trendwende der globalen Erwärmung ist nicht zu erkennen.
In Deutschland war die mittlere Temperatur zum ersten Mal zweistellig (10,3 Grad Celsius).

## Jahreswidmungen

### Initiativen
- Wissenschaftsjahr 2014: Die digitale Gesellschaft
- Internationales Jahr der familienbetriebenen Landwirtschaft (UNO)[22]
- Internationales Jahr der Kristallographie (UNO[23])
- Internationales Jahr der kleinen Inselentwicklungsländer (UNO)[24]
- Der Grünspecht (Picus viridis) ist Vogel des Jahres (Naturschutzbund Deutschland NABU)[25]
- Die Schwanenblume (Butomus umbellatus) ist Blume des Jahres (Loki Schmidt Stiftung)[26]
- Die Traubeneiche (Quercus petraea) ist Baum des Jahres (Dr. Silvius Wodarz Stiftung)
- Der Wolfsmilchschwärmer (Hyles euphorbiae) ist Schmetterling des Jahres (Bund für Umwelt und Naturschutz Deutschland BUND)[27]
- Der Blattlose Widerbart (Epipogium aphyllum) ist Orchidee des Jahres (Arbeitskreis Heimische Orchideen AHO)[28]
- Der Stör (Acipenseridae) ist Fisch des Jahres (Deutscher Angelfischerverband DAFV)[29]

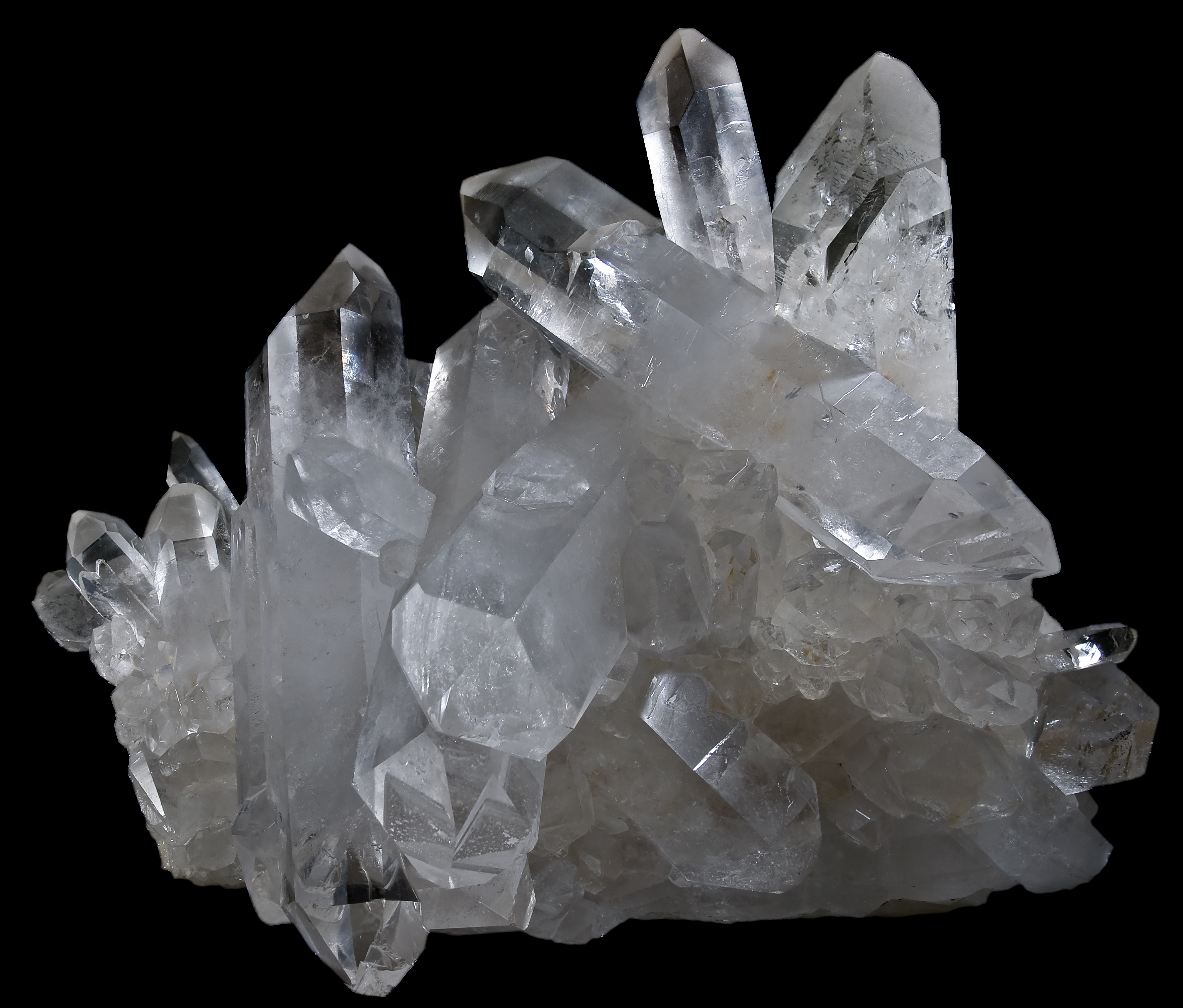
Jahr der Kristallographie
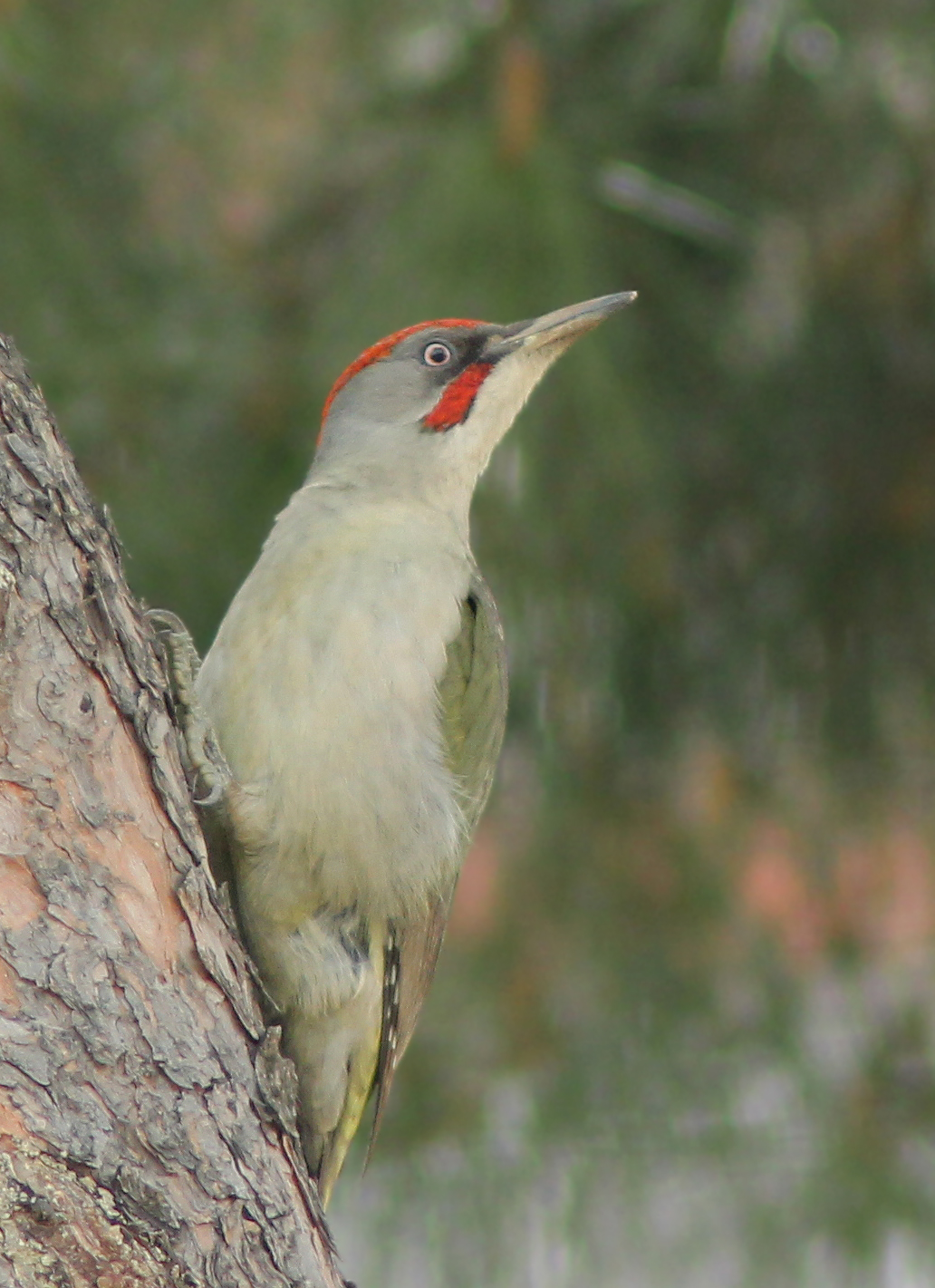
Grünspecht (Picus viridis)
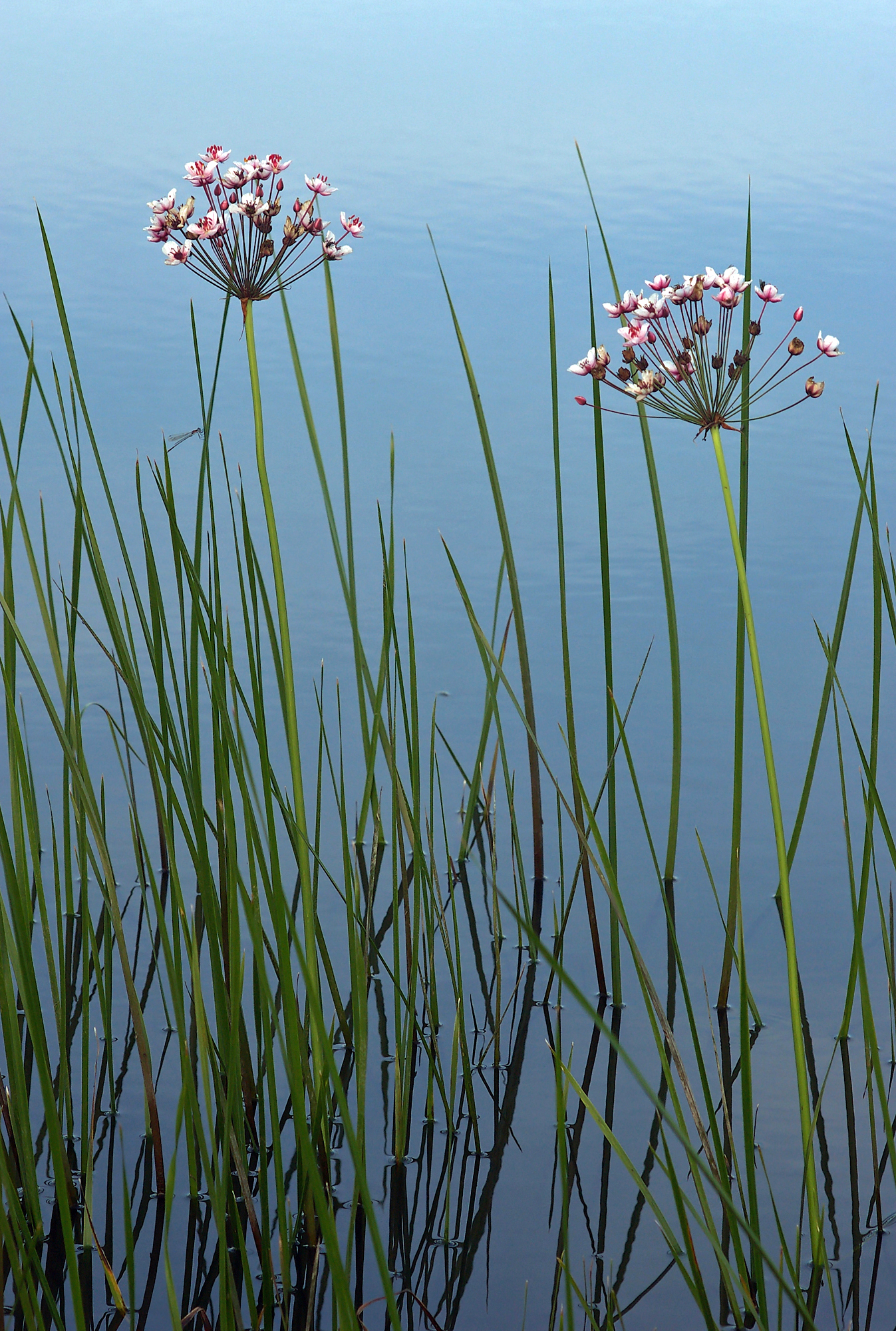
Schwanenblume (Butomus umbellatus)
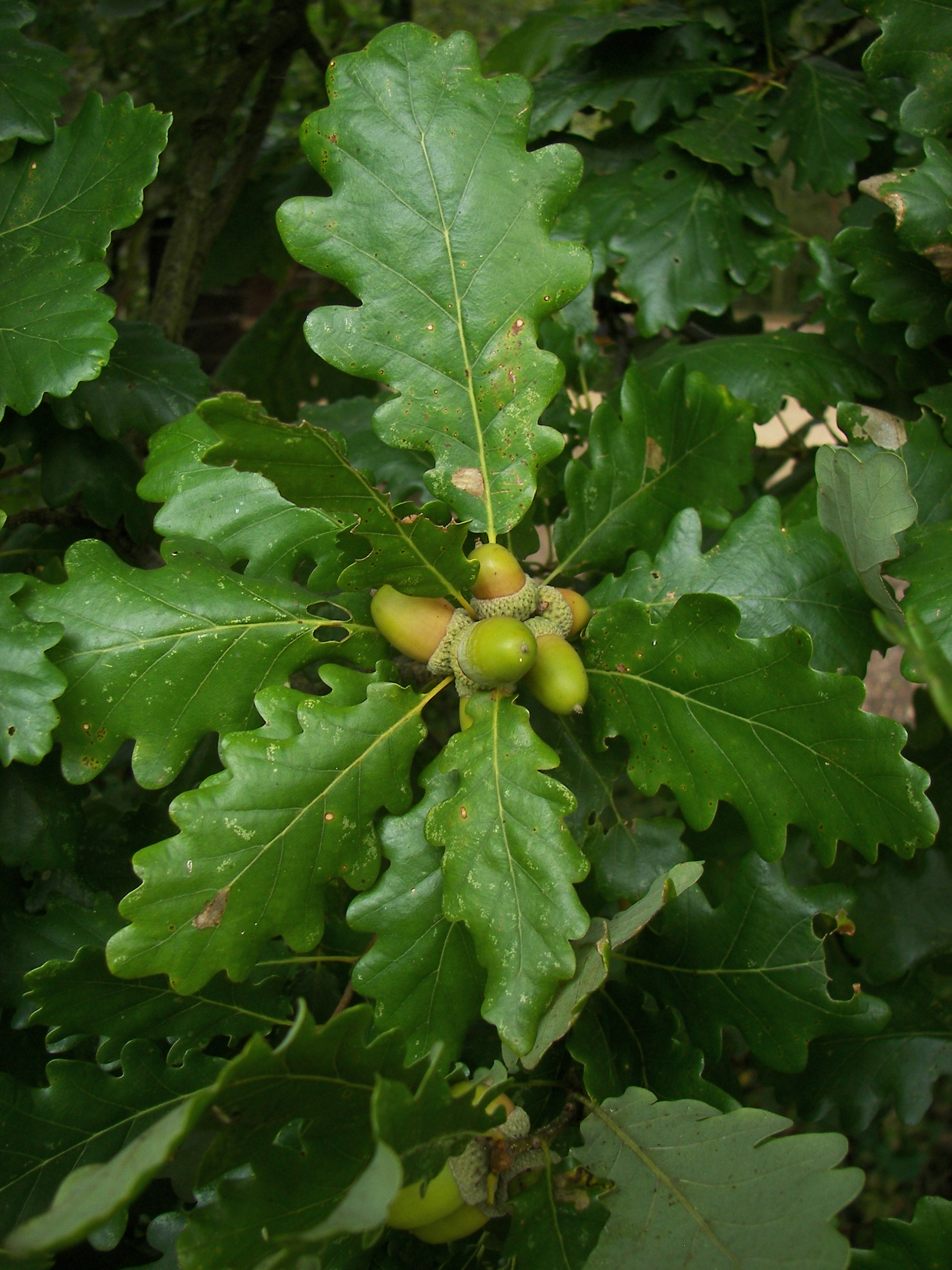
Trauben-Eiche (Quercus petraea)
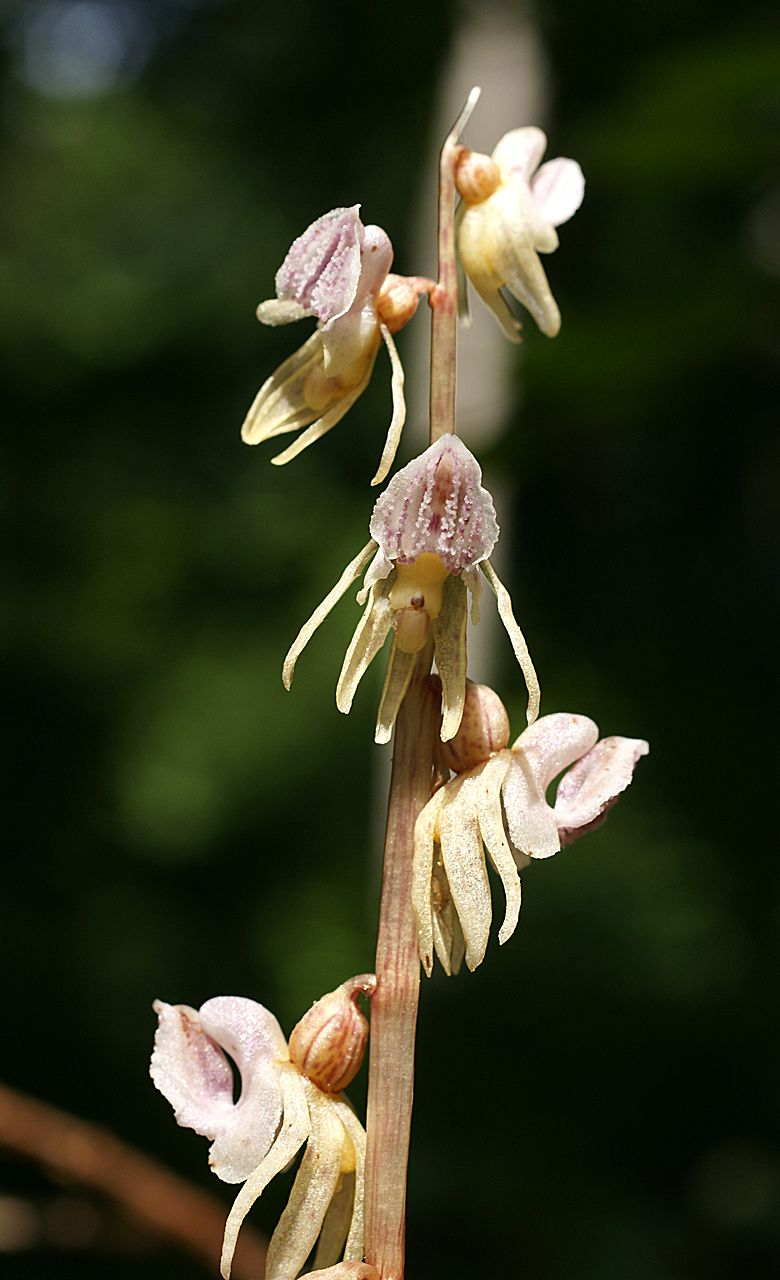
Blattloser Widerbart (Epigonium aphyllum)
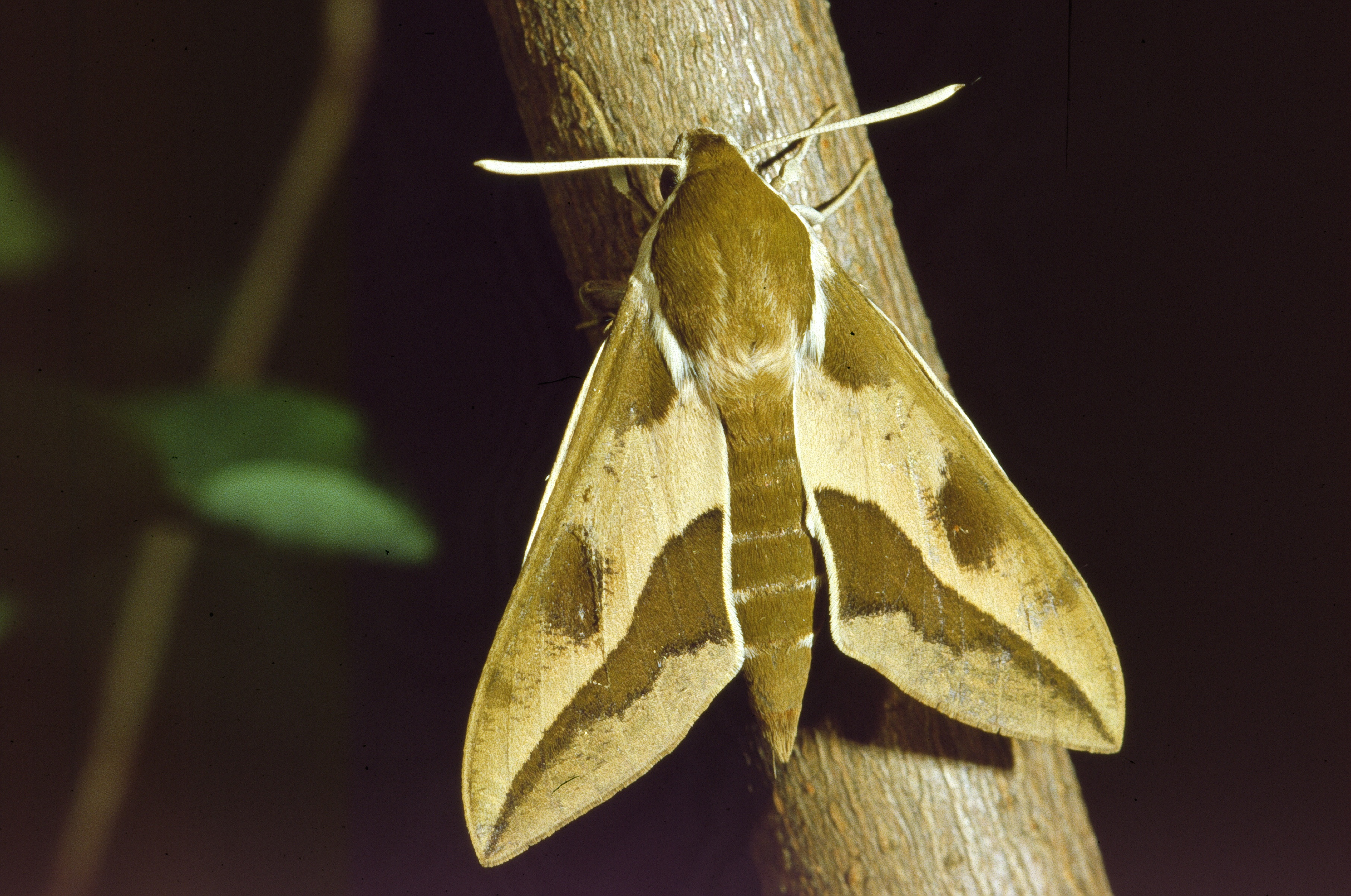
Wolfsmilchschwärmer (Hyles euphorbiae)
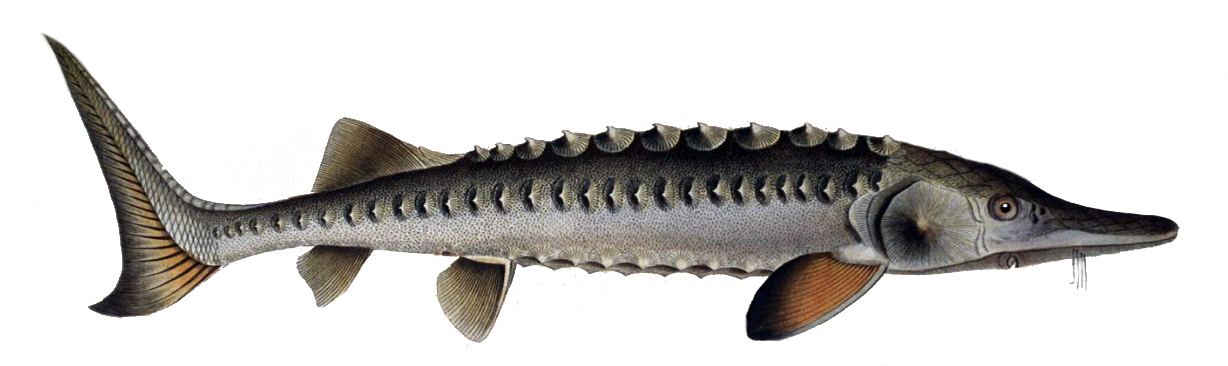
Europäischer Stör (Acipenser sturio)

## Geboren
- 20. Februar: Leonore von Schweden, schwedische Prinzessin
- 10. Dezember: Gabriella von Monaco
- 10. Dezember: Erbprinz Jacques von Monaco

## Gestorben

### Januar
- 02. Januar: Thomas Kurzhals, deutscher Komponist und Musiker (* 1953)
- 03. Januar: Phil Everly, US-amerikanischer Sänger und Musiker (* 1939)
- 05. Januar: Eusébio, portugiesischer Fußballspieler (* 1942)
- 05. Januar: Nelson Ned, brasilianischer Singer-Songwriter (* 1947)
- 06. Januar: Karlheinz Küting, deutscher Betriebswirt und Hochschullehrer (* 1944)
- 09. Januar: Amiri Baraka, US-amerikanischer Dichter und Schriftsteller (* 1934)
- 09. Januar: Winfried Hassemer, deutscher Verfassungsrichter (* 1940)
- 09. Januar: Marc Yor, französischer Mathematiker (* 1949)
- 10. Januar: Sam Berns, Progerieleidender (* 1996)
- 11. Januar: Fritz Molden, österreichischer Verleger (* 1924)
- 11. Januar: Ariel Scharon, israelischer General und Politiker (* 1928)
- 11. Januar: Hans Schroeder, deutscher Puppenbauer und -spieler (* 1928)
- 13. Januar: Joachim Nowotny, deutscher Schriftsteller (* 1933)
- 20. Januar: Claudio Abbado, italienischer Dirigent (* 1933)
- 22. Januar: Fred Bertelmann, deutscher Schlagersänger und Schauspieler (* 1925)
- 22. Januar: Patrick Brooking, britischer Offizier (* 1937)
- 25. Januar: Kurt Krenn, österreichischer Bischof (* 1936)
- 26. Januar: José Emilio Pacheco, mexikanischer Schriftsteller (* 1939)
- 27. Januar: Pete Seeger, US-amerikanischer Folk-Musiker (* 1919)

### Februar
- 01. Februar: Luis Aragonés, spanischer Fußballspieler und -trainer (* 1938)
- 01. Februar: Prospero Nale Arellano, philippinischer Bischof-Prälat (* 1937)
- 01. Februar: Maximilian Schell, österreichischer Schauspieler und Regisseur (* 1930)
- 02. Februar: Gerd Albrecht, deutscher Dirigent (* 1935)
- 02. Februar: Philip Seymour Hoffman, US-amerikanischer Schauspieler (* 1967)
- 04. Februar: Mario Benusiglio, italienischer Automobilrennfahrer (* 1950)
- 04. Februar: Hubert Luthe, deutscher Bischof (* 1927)
- 05. Februar: Robert Alan Dahl, US-amerikanischer Politikwissenschaftler (* 1915)
- 10. Februar: Stuart Hall, britischer Soziologe (* 1932)
- 10. Februar: Shirley Temple, US-amerikanische Schauspielerin (* 1928)
- 11. Februar: Alice Babs, schwedische Sängerin und Schauspielerin (* 1924)
- 12. Februar: Josef Röhrig, deutscher Fußballspieler (* 1925)
- 13. Februar: Georg Huntemann, deutscher evangelischer Theologe und Hochschullehrer (* 1929)
- 14. Februar: Tom Finney, englischer Fußballspieler (* 1922)
- 17. Februar: Peter Florin, deutscher Politiker (* 1921)
- 18. Februar: Hermann Rieger, deutscher Physiotherapeut (* 1941)
- 19. Februar: Simón Díaz, venezolanischer Komponist und Sänger, Comedian, Schauspieler und Fernsehmoderator (* 1928)
- 21. Februar: Cornelius Schnauber, deutscher Professor (* 1939)
- 23. Februar: Alice Herz-Sommer, israelische Pianistin und Holocaust-Überlebende (* 1903)
- 24. Februar: Ute Brinckmann-Schmolling, deutsche Grafikerin und Malerin (* 1924)
- 24. Februar: Harold Ramis, US-amerikanischer Schauspieler und Filmregisseur (* 1944)
- 24. Februar: Günter Reisch, deutscher Filmregisseur und Drehbuchautor (* 1927)
- 25. Februar: Paco de Lucía, spanischer Gitarrist (* 1947)
- 28. Februar: Inge Schulz, deutsche Schauspielerin, Hörspiel- und Synchronsprecherin (* 1923)

### März
- 01. März: Alain Resnais, französischer Filmregisseur (* 1922)
- 04. März: Fritz Marquardt, deutscher Theaterregisseur und Schauspieler (* 1928)
- 05. März: János Gosztonyi, ungarischer Schauspieler, Regisseur und Dramatiker (* 1926)
- 06. März: Jim Jeffords, US-amerikanischer Automobilrennfahrer (* 1926)
- 08. März: Gerard Mortier, belgischer Intendant und Festspielleiter (* 1943)
- 08. März: Justus Pfaue, deutscher Schriftsteller und Drehbuchautor (* 1942)
- 10. März: Ivan Gams, jugoslawischer und slowenischer Geograph und Hochschullehrer (* 1923)
- 10. März: Don Ingalls, US-amerikanischer Drehbuchautor und Fernsehproduzent (* 1918)
- 11. März: Ken Russell, US-amerikanischer American-Football-Spieler (* 1935)
- 13. März: Reubin O’Donovan Askew, US-amerikanischer Politiker (* 1928)
- 13. März: Ahmad Tejan Kabbah, sierra-leonischer Präsident (* 1932)
- 14. März: Tony Benn, britischer Politiker (* 1925)
- 14. März: Werner Rackwitz, deutscher Opernintendant und Kulturpolitiker (* 1929)
- 17. März: Mareike Carrière, deutsche Schauspielerin (* 1954)
- 19. März: Hilderaldo Bellini, brasilianischer Fußballspieler (* 1930)
- 21. März: Moritz-Casimir zu Bentheim-Tecklenburg, deutscher Diplom-Forstwirt und Unternehmer (* 1923)
- 21. März: James Rebhorn, US-amerikanischer Schauspieler (* 1948)
- 21. März: Ignatius Zakka I. Iwas, Patriarch der Syrisch-Orthodoxen Kirche von Antiochien (* 1933)
- 22. März: Friedl Hofbauer, österreichische Lyrikerin und Jugendbuchautorin (* 1924)
- 23. März: Adolfo Suárez, spanischer Politiker (* 1932)
- 26. März: Karl Otmar von Aretin, deutscher Historiker (* 1923)
- 27. März: James R. Schlesinger, US-amerikanischer Politiker (* 1929)
- 30. März: Karl Walter Diess, österreichischer Schauspieler (* 1928)
- 31. März: Frankie Knuckles, US-amerikanischer DJ und Musiker (* 1955)

### April
- 01. April: Jacques Le Goff, französischer Historiker (* 1924)
- 02. April: Urs Widmer, Schweizer Schriftsteller (* 1938)
- 04. April: İsmet Atlı, türkischer Ringer (* 1931)
- 04. April: Anja Niedringhaus, deutsche Fotojournalistin und Kriegsberichterstatterin (* 1965)
- 06. April: Mickey Rooney, US-amerikanischer Schauspieler (* 1920)
- 06. April: Massimo Tamburini, italienischer Motorrad-Designer (* 1943)
- 08. April: Karlheinz Deschner, deutscher Schriftsteller, Religions- und Kirchenkritiker (* 1924)
- 10. April: Sue Townsend, britische Schriftstellerin (* 1946)
- 11. April: Arabella Stanton, britische Schauspielerin (* 2014)
- 14. April: Ekkehard Böhmer, deutscher Fernsehregisseur (* 1929)
- 16. April: Peter Schiff, deutscher Schauspieler und Synchronsprecher (* 1923)
- 16. April: Ernst Florian Winter, österreichisch-US-amerikanischer Historiker und Politologe (* 1923)
- 17. April: Gabriel García Márquez, kolumbianischer Schriftsteller (* 1927)
- 17. April: Giorgio Pianta, italienischer Autorennfahrer und Motorsportfunktionär (* 1935)
- 17. April: Karl Meiler, deutscher Tennisspieler (* 1949)
- 20. April: Rubin Carter, US-amerikanischer Boxer und Bürgerrechtler (* 1937)
- 22. April: Wieland Schmied, österreichischer Kunsthistoriker und Schriftsteller (* 1929)
- 23. April: Michael Glawogger, österreichischer Filmemacher (* 1959)
- 24. April: Hans Hollein, österreichischer Architekt (* 1934)
- 24. April: Tadeusz Różewicz, polnischer Schriftsteller (* 1921)
- 25. April: Tito Vilanova, spanischer Fußballspieler und -trainer (* 1968)
- 25. April: Stefanie Zweig, deutsche Schriftstellerin (* 1932)
- 27. April: Friedel Münch, deutscher Motorradkonstrukteur und -hersteller (* 1927)
- 27. April: Winand Victor, deutscher Maler (* 1918)
- 29. April: Bob Hoskins, britischer Schauspieler (* 1942)
- 30. April: Georg Stollenwerk, deutscher Fußballspieler und -trainer (* 1930)

### Mai
- 01. Mai: Oscar González-Ferrán, chilenischer Vulkanologe (* 1933)
- 01. Mai: Heinz Schenk, deutscher Showmaster und Schauspieler (* 1924)
- 03. Mai: Gary Becker, US-amerikanischer Ökonom und Nobelpreisträger (* 1930)
- 06. Mai: Cornelius Gurlitt, deutscher Kunstsammler (* 1932)
- 12. Mai: HR Giger, Schweizer bildender Künstler (* 1940)
- 13. Mai: David Malet Armstrong, australischer Philosoph (* 1926)
- 15. Mai: Jean-Luc Dehaene, belgischer Politiker (* 1940)
- 16. Mai: Rolf Boysen, deutscher Schauspieler (* 1920)
- 17. Mai: Gerald M. Edelman, US-amerikanischer Mediziner und Nobelpreisträger (* 1929)
- 18. Mai: Dobrica Ćosić, jugoslawisch-serbischer Schriftsteller und Staatsmann (* 1921)
- 18. Mai: Hans-Peter Dürr, deutscher Physiker und Essayist (* 1929)
- 18. Mai: Gordon Willis, US-amerikanischer Kameramann (* 1931)
- 19. Mai: Jack Brabham, australischer Rennfahrer (* 1926)
- 19. Mai: Lothar Domröse, deutscher Offizier (* 1920)
- 20. Mai: Rupert Ludwig Ferdinand zu Loewenstein-Wertheim-Freudenberg, deutsch-britischer Bankier und Finanzmanager der Rolling Stones (* 1933)
- 21. Mai: Jane Adams, US-amerikanische Schauspielerin (* 1918)
- 21. Mai: Digne Meller Marcovicz, deutsche Fotografin und Fotojournalistin (* 1934)
- 24. Mai: Klaus Herm, deutscher Schauspieler (* 1925)
- 25. Mai: Wojciech Jaruzelski, polnischer Militär und Politiker (* 1923)
- 25. Mai: Berniece Baker Miracle, US-amerikanische Schriftstellerin und Halbschwester von Marilyn Monroe (* 1919)
- 27. Mai: Helma Sanders-Brahms, deutsche Filmregisseurin (* 1940)
- 28. Mai: Maya Angelou, US-amerikanische Schriftstellerin und Bürgerrechtlerin (* 1928)
- 29. Mai: Karlheinz Böhm, österreichischer Schauspieler und Stiftungsgründer (* 1928)
- 31. Mai: Martha Hyer, US-amerikanische Filmschauspielerin (* 1924)

### Juni
- 01. Juni: Karlheinz Hackl, österreichischer Schauspieler und Theaterregisseur (* 1949)
- 04. Juni: Joseph Befe Ateba, kamerunischer Bischof (* 1962)
- 05. Juni: Rolf Hachmann, deutscher Prähistoriker (* 1917)
- 07. Juni: Ruprecht Düll, deutscher Botaniker (* 1931)
- 08. Juni: Gloryette Clark, US-amerikanische Filmeditorin und Drehbuchautorin (* 1934)
- 09. Juni: Reinhard Höppner, deutscher Politiker und Ministerpräsident (* 1948)
- 09. Juni: Rik Mayall, britischer Schauspieler und Komiker (* 1958)
- 09. Juni: Gerd Zacher, deutscher Komponist und Organist (* 1929)
- 11. Juni: Ruby Dee, US-amerikanische Schauspielerin (* 1922)
- 11. Juni: Rafael Frühbeck de Burgos, spanischer Dirigent (* 1933)
- 12. Juni: Frank Schirrmacher, deutscher Journalist und Essayist (* 1959)
- 13. Juni: Gyula Grosics, ungarischer Fußballspieler (* 1926)
- 14. Juni: Robert Lebeck, deutscher Fotograf und Fotojournalist (* 1929)
- 15. Juni: Casey Kasem, US-amerikanischer Hörfunkmoderator (* 1932)
- 15. Juni: Daniel Keyes, US-amerikanischer Schriftsteller (* 1927)
- 18. Juni: Horace Silver, US-amerikanischer Jazzmusiker und -komponist (* 1928)
- 20. Juni: María Luisa Landín, mexikanische Sängerin (* 1921)
- 21. Juni: Ghislaine Demonceau, französische Geigerin (* 1921)
- 21. Juni: Johannes Strassmann, deutscher Pokerspieler (* 1985)
- 23. Juni: Kurt Emil Hugo Arentz, deutscher Bildhauer (* 1934)
- 24. Juni: Eli Wallach, US-amerikanischer Schauspieler (* 1915)
- 25. Juni: Harry Arlt, deutscher Fußballspieler (* 1926)
- 25. Juni: Ana María Matute, spanische Schriftstellerin (* 1925)
- 27. Juni: George Gilbert Ashwell, US-amerikanischer Biochemiker (* 1916)
- 27. Juni: Bobby Womack, US-amerikanischer Sänger und Songwriter (* 1944)
- 30. Juni: Christian Führer, deutscher evangelischer Pfarrer (* 1943)
- 30. Juni: Paul Mazursky, US-amerikanischer Filmregisseur und Schauspieler (* 1930)

### Juli
- 01. Juli: Leszek Werner, polnischer Organist und Musikpädagoge (* 1937)
- 05. Juli: Hans-Ulrich Wehler, deutscher Historiker (* 1931)
- 07. Juli: Horst Bollmann, deutscher Schauspieler (* 1925)
- 07. Juli: Alfredo Di Stéfano, argentinisch-spanischer Fußballspieler und -trainer (* 1926)
- 07. Juli: Eduard Schewardnadse, sowjetisch-georgischer Politiker (* 1928)
- 08. Juli: Renato Capriles, venezolanischer Musiker und Orchesterleiter (* 1931)
- 10. Juli: On Kawara, japanischer Konzeptkünstler (* 1933)
- 11. Juli: Charlie Haden, US-amerikanischer Jazzmusiker (* 1937)
- 11. Juli: Horst Köbbert, deutscher Sänger und Moderator (* 1928)
- 11. Juli: Tommy Ramone, US-amerikanischer Musiker (* 1949)
- 13. Juli: Nadine Gordimer, südafrikanische Schriftstellerin und Nobelpreisträgerin (* 1923)
- 13. Juli: Lorin Maazel, US-amerikanischer Dirigent und Komponist (* 1930)
- 13. Juli: Gert Voss, deutscher Schauspieler (* 1941)
- 16. Juli: Karl Albrecht, deutscher Unternehmer (* 1920)
- 16. Juli: Szymon Szurmiej, polnischer Schauspieler, Regisseur und Theaterleiter (* 1923)
- 16. Juli: Manfred Wekwerth, deutscher Theaterregisseur und -intendant (* 1929)
- 16. Juli: Johnny Winter, US-amerikanischer Bluesmusiker (* 1944)
- 17. Juli: Otto Piene, deutscher bildender Künstler (* 1928)
- 17. Juli: Elaine Stritch, US-amerikanische Schauspielerin (* 1925)
- 18. Juli: Dietmar Schönherr, österreichischer Schauspieler und Moderator (* 1926)
- 19. Juli: Iring Fetscher, deutscher Politologe und Autor (* 1922)
- 19. Juli: James Garner, US-amerikanischer Schauspieler (* 1928)
- 20. Juli: Victor George Atiyeh, US-amerikanischer Politiker (* 1923)
- 20. Juli: Manfred Sexauer, deutscher Moderator (* 1930)
- 28. Juli: Stanisław Manturzewski, polnischer Schauspieler, Drehbuchautor und Regisseur (* 1928)
- 30. Juli: Harun Farocki, deutscher Filmemacher (* 1944)
- 30. Juli: Manfred Roeder, deutscher Rechtsextremist (* 1929)

### August
- 01. August: Ernst Maria Lang, deutscher Architekt und Karikaturist (* 1916)
- 01. August: Gert von Paczensky, deutscher Journalist und Schriftsteller (* 1925)
- 02. August: Barbara Prammer, österreichische Politikerin und Präsidentin des Nationalrats (* 1954)
- 05. August: Elfriede Brüning, deutsche Schriftstellerin (* 1910)
- 06. August: Ralph Bryans, britischer Motorradrennfahrer (* 1941)
- 10. August: Günter Junghans, deutscher Schauspieler (* 1941)
- 11. August: Vladimir Beara, jugoslawischer Fußballspieler und -trainer (* 1928)
- 11. August: Simon Leys, belgischer Schriftsteller (* 1935)
- 11. August: Robin Williams, US-amerikanischer Schauspieler und Komiker (* 1951)
- 12. August: Lauren Bacall, US-amerikanische Schauspielerin (* 1924)
- 13. August: Frans Brüggen, niederländischer Dirigent und Flötist (* 1934)
- 13. August: Kurt Tschenscher, deutscher Fußballschiedsrichter (* 1928)
- 15. August: Jan Ekier, polnischer Pianist, Komponist und Musikpädagoge (* 1913)
- 16. August: Peter Scholl-Latour, deutsch-französischer Journalist und Schriftsteller (* 1924)
- 17. August: Wolfgang Leonhard, deutscher Historiker und Autor (* 1921)
- 19. August: Kåre Kolberg, norwegischer Komponist und Organist (* 1936)
- 24. August: Richard Attenborough, britischer Schauspieler und Filmregisseur (* 1923)
- 27. August: Benno Pludra, deutscher Schriftsteller (* 1925)
- 27. August: Peret, spanischer Sänger und Gitarrist (* 1935)
- 29. August: Björn Waldegård, schwedischer Rallyefahrer (* 1943)
- 31. August: Jimi Jamison, US-amerikanischer Sänger (* 1951)
- 31. August: Jacques Grelley, französischer Unternehmer und Automobilrennfahrer (* 1936)

### September
- 01. September: Ralf Bendix, deutscher Schlagersänger (* 1924)
- 01. September: Gottfried John, deutscher Schauspieler (* 1942)
- 04. September: Wolfhart Pannenberg, deutscher evangelischer Theologe (* 1928)
- 04. September: Joan Rivers, US-amerikanische Entertainerin und Moderatorin (* 1933)
- 04. September: Dick Thompson, US-amerikanischer Automobilrennfahrer (* 1920)
- 08. September: Eberhard Schlotter, deutscher Maler und Grafiker (* 1921)
- 08. September: Yaqui Núñez del Risco, dominikanischer Journalist, Fernsehmoderator und -Produzent (* 1939)
- 10. September: Richard Kiel, US-amerikanischer Schauspieler (* 1939)
- 11. September: Joachim Fuchsberger, deutscher Schauspieler und Entertainer (* 1927)
- 12. September: Hans-Joachim Blau, deutscher Mediziner und Hochschullehrer (* 1934)
- 12. September: Ian Paisley, nordirischer Politiker (* 1926)
- 12. September: Joe Sample, US-amerikanischer Jazzmusiker (* 1939)
- 12. September: Herbert Vorgrimler, deutscher katholischer Theologe (* 1929)
- 16. September: Ofelia Ramón, venezolanische Sängerin (* 1924)
- 17. September: Wolfgang Held, deutscher Schriftsteller und Drehbuchautor (* 1930)
- 18. September: Kenny Wheeler, kanadischer Jazzmusiker (* 1930)
- 19. September: Guntram Brattia, österreichischer Schauspieler und Theaterregisseur (* 1966)
- 20. September: Anatoli Beresowoi, sowjetischer Kosmonaut (* 1942)
- 20. September: Polly Bergen, US-amerikanische Schauspielerin und Sängerin (* 1930)
- 20. September: Hans-Dieter Dechent, deutscher Unternehmer, Rennstallbesitzer und Automobilrennfahrer (* 1940)
- 20. September: Anton Günther Herzog von Oldenburg, deutsches Oberhaupt des Hauses Oldenburg (* 1923)
- 23. September: Gilles Latulippe, kanadischer Theaterleiter, Schauspieler, Regisseur und Schauspielautor (* 1937)
- 24. September: Ernst Feuerbaum, deutscher Betriebswirt (* 1926)
- 24. September: Christopher Hogwood, britischer Cembalist und Dirigent (* 1941)
- 30. September: Martin Lewis Perl, US-amerikanischer Physiker und Nobelpreisträger (* 1927)

### Oktober
- 02. Oktober: Heinz-Horst Deichmann, deutscher Unternehmer (* 1926)
- 02. Oktober: M. Rainer Lepsius, deutscher Soziologe (* 1928)
- 03. Oktober: Peer Augustinski, deutscher Schauspieler und Synchronsprecher (* 1940)
- 04. Oktober: Jean-Claude Duvalier, haitianischer Politiker und Staatspräsident (* 1951)
- 04. Oktober: Heinrich Jaenecke, deutscher Journalist, Publizist und Historiker (* 1928)
- 05. Oktober: Andrea de Cesaris, italienischer Automobilrennfahrer (* 1959)
- 06. Oktober: Feridun Buğeker, türkischer Fußballspieler und Architekt (* 1933)
- 07. Oktober: Siegfried Lenz, deutscher Schriftsteller (* 1926)
- 09. Oktober: Udo Reiter, deutscher Hörfunkjournalist und Intendant (* 1944)
- 14. Oktober: Marcello Argilli, italienischer Rechtsanwalt, Journalist, Schriftsteller, Kinderbuchautor und Comicautor (* 1926)
- 15. Oktober: Marie Dubois, französische Schauspielerin (* 1937)
- 17. Oktober: Gero Bisanz, deutscher Fußballspieler und -trainer (* 1935)
- 20. Oktober: Gerd Bonk, deutscher Gewichtheber (* 1951)
- 20. Oktober: René Burri, Schweizer Fotograf (* 1933)
- 21. Oktober: Gough Whitlam, australischer Politiker (* 1916)
- 23. Oktober: Alvin Stardust, britischer Musiker (* 1942)
- 24. Oktober: Victor Ash, britischer Jazz-Klarinettist und Saxophonist (* 1930)
- 25. Oktober: Jack Bruce, britischer Musiker (* 1943)
- 28. Oktober: Eberhard Prüter, deutscher Schauspieler und Synchronsprecher (* 1945)

### November
- 01. November: Klaus Bölling, deutscher Publizist (* 1928)
- 02. November: Hans Detlev Becker, deutscher Journalist (* 1921)
- 02. November: Acker Bilk, britischer Jazzmusiker (* 1929)
- 03. November: Gordon Tullock, US-amerikanischer Wirtschaftswissenschaftler (* 1922)
- 06. November: Giampiero Biscaldi, italienischer Automobilrennfahrer (* 1937)
- 06. November: Manitas de Plata, französischer Gitarrist (* 1921)
- 08. November: Hannes Hegen, deutscher Grafiker und Comiczeichner (* 1925)
- 09. November: Stefano Mingardo, italienischer American-Football-Spieler und Schauspieler (* 1959)
- 11. November: Carol Ann Susi, US-amerikanische Film- und Theaterschauspielerin (* 1952)
- 12. November: Little Joe Washington, US-amerikanischer Bluesmusiker (* 1939)
- 13. November: Armand V. Feigenbaum, US-amerikanischer Ökonom (* 1920)
- 13. November: Alexander Grothendieck, französischer Mathematiker (* 1928)
- 14. November: Glen A. Larson, US-amerikanischer Fernsehproduzent (* 1937)
- 16. November: Serge Moscovici, französischer Sozialpsychologe (* 1925)
- 17. November: Jimmy Ruffin, US-amerikanischer Soulsänger (* 1936)
- 19. November: Mike Nichols, US-amerikanischer Regisseur (* 1931)
- 21. November: Robert Richardson, britischer Offizier (* 1929)
- 22. November: Fiorenzo Angelini, italienischer Kardinal (* 1916)
- 24. November: Wiktor Tichonow, sowjetischer Eishockeyspieler und -trainer (* 1930)
- 26. November: Helmut Arntzen, deutscher Literaturwissenschaftler, Essayist, Aphoristiker und Fabelautor (* 1931)
- 26. November: Annemarie Düringer, Schweizer Schauspielerin (* 1925)
- 26. November: Sabah, libanesische Sängerin und Schauspielerin (* 1927)
- 27. November: P. D. James, britische Schriftstellerin (* 1920)
- 28. November: Roberto Gómez Bolaños, mexikanischer Schauspieler und Regisseur (* 1929)
- 30. November: Go Seigen, chinesisch-japanischer Go-Spieler (* 1914)

### Dezember
- 02. Dezember: Jean Béliveau, kanadischer Eishockeyspieler (* 1931)
- 03. Dezember: Ian McLagan, britischer Musiker (* 1945)
- 05. Dezember: Fabiola Mora y Aragón, belgische Königin (* 1928)
- 06. Dezember: Ralph Baer, US-amerikanischer Spieleentwickler (* 1922)
- 07. Dezember: Ruth Glöss, deutsche Schauspielerin (* 1928)
- 07. Dezember: Marie Marcks, deutsche Karikaturistin und Autorin (* 1922)
- 09. Dezember: José Feghali, brasilianischer Pianist und Musikpädagoge (* 1961)
- 09. Dezember: Jorge María Mejía, argentinischer Kurienkardinal (* 1923)
- 09. Dezember: Karl Otto Pöhl, deutscher Staatssekretär und Bundesbankpräsident (* 1929)
- 10. Dezember: Ralph Giordano, deutscher Journalist und Schriftsteller (* 1923)
- 10. Dezember: Otto Pöggeler, deutscher Philosoph (* 1928)
- 11. Dezember: Giorgio Ardisson, italienischer Schauspieler (* 1931)
- 13. Dezember: Ernst Albrecht, deutscher Politiker und Ministerpräsident (* 1930)
- 13. Dezember: Claus Küchenmeister, deutscher Schriftsteller (* 1930)
- 13. Dezember: Roger Masson, französischer Automobilrennfahrer und Landwirt (* 1923)
- 13. Dezember: Andreas Schockenhoff, deutscher Politiker (* 1957)
- 16. Dezember: Karl-Heinz Kurras, deutscher Polizeibeamter und Todesschütze (* 1927)
- 17. Dezember: Maurice Duverger, französischer Jurist und Politologe (* 1917)
- 17. Dezember: Fritz Rudolf Fries, deutscher Schriftsteller und Übersetzer (* 1935)
- 18. Dezember: Virna Lisi, italienische Schauspielerin (* 1936)
- 19. Dezember: Arthur Gardner, US-amerikanischer Schauspieler und Filmproduzent (* 1910)
- 21. Dezember: Udo Jürgens, österreichischer Sänger und Komponist (* 1934)
- 21. Dezember: Billie Whitelaw, britische Schauspielerin (* 1932)
- 22. Dezember: Joe Cocker, britischer Sänger (* 1944)
- 22. Dezember: Fritz Sdunek, deutscher Amateurboxer und Boxtrainer (* 1947)
- 24. Dezember: Buddy DeFranco, US-amerikanischer Jazz-Klarinettist (* 1923)
- 26. Dezember: Leo Tindemans, belgischer Politiker (* 1922)
- 27. Dezember: Tomaž Šalamun, slowenischer Dichter (* 1941)
- 29. Dezember: Hermann Weber, deutscher Historiker (* 1928)
- 30. Dezember: Ernst Kölz, österreichischer Komponist und Blockflötist (* 1929)
- 30. Dezember: Luise Rainer, deutsche Schauspielerin (* 1910)
- 31. Dezember: Edward Herrmann, US-amerikanischer Schauspieler (* 1943)

### Sterbedatum unbekannt
- Hanna Jäger, Malerin, Licht- und Installationskünstlerin (* 1927)
- Helga Regenstein, deutsche Grafikerin (* 1939)

### Galerie der Verstorbenen

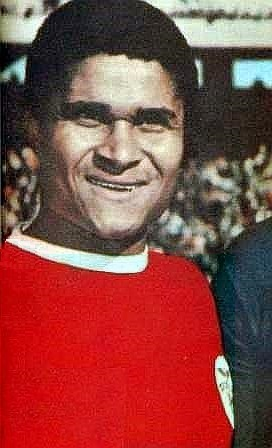
5. Januar: Eusébio (1968)
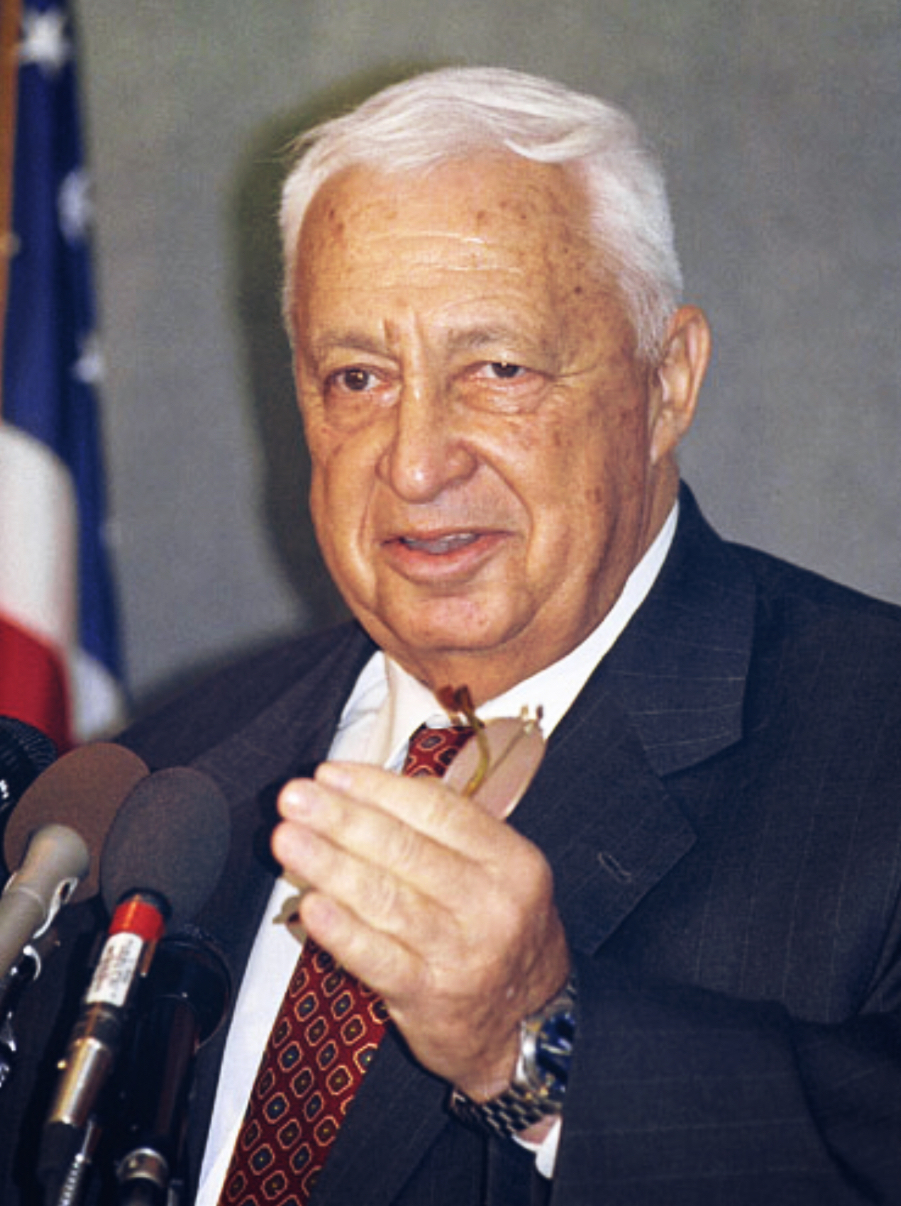
11. Januar: Ariel Scharon (2004)
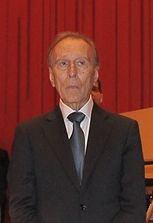
20. Januar: Claudio Abbado (2012)
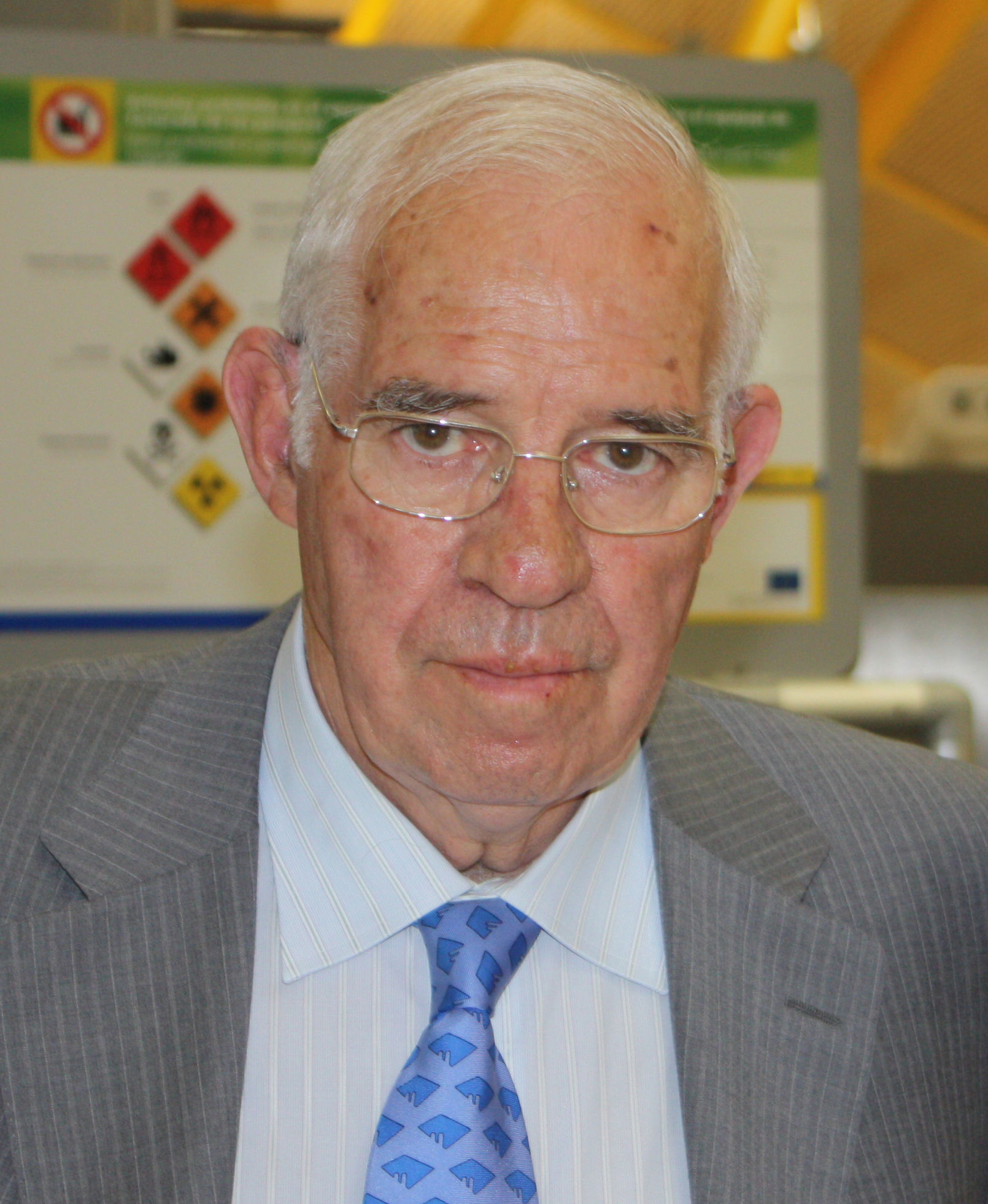
1. Februar: Luis Aragonés (2008)
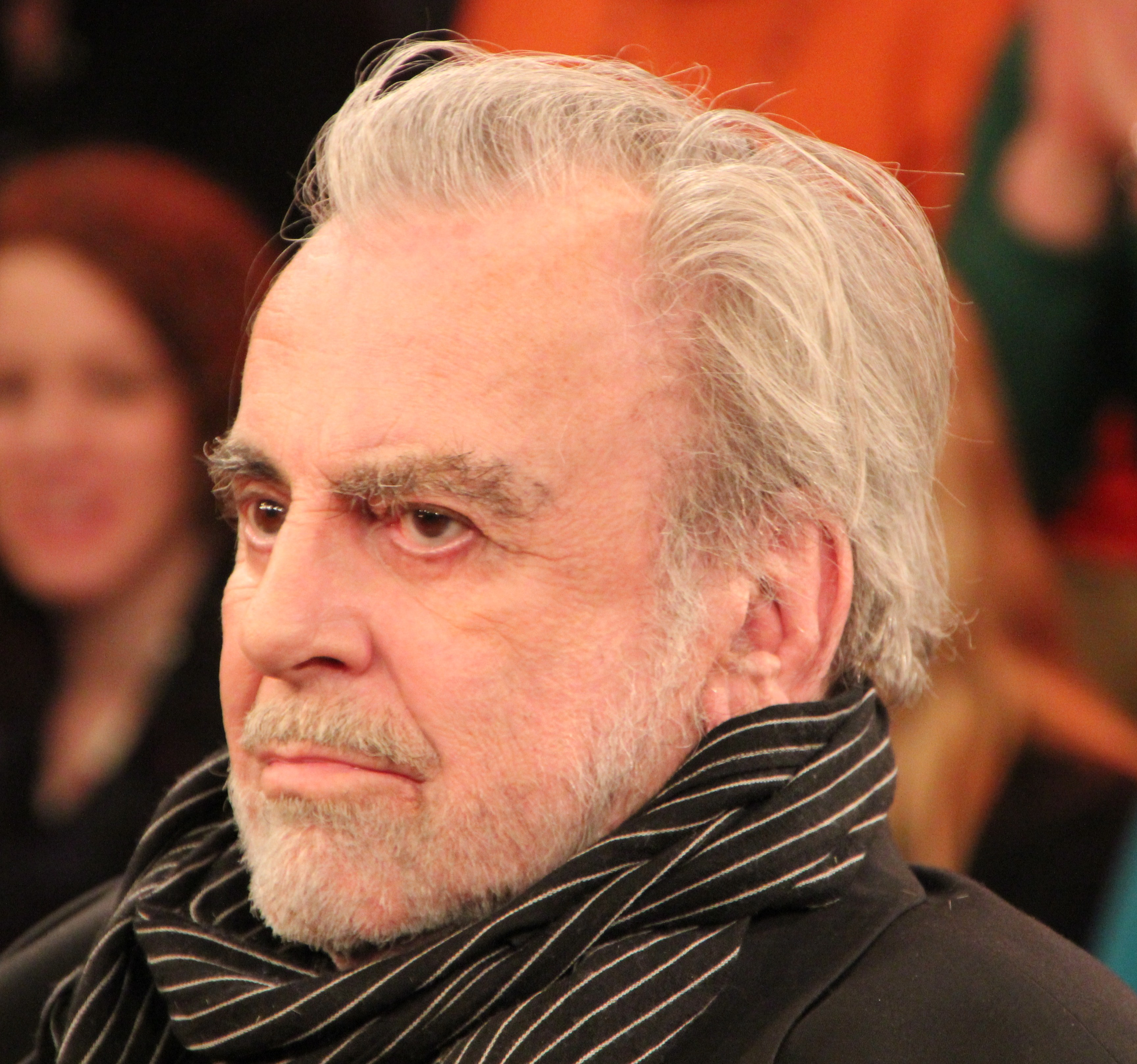
1. Februar: Maximilian Schell (2011)
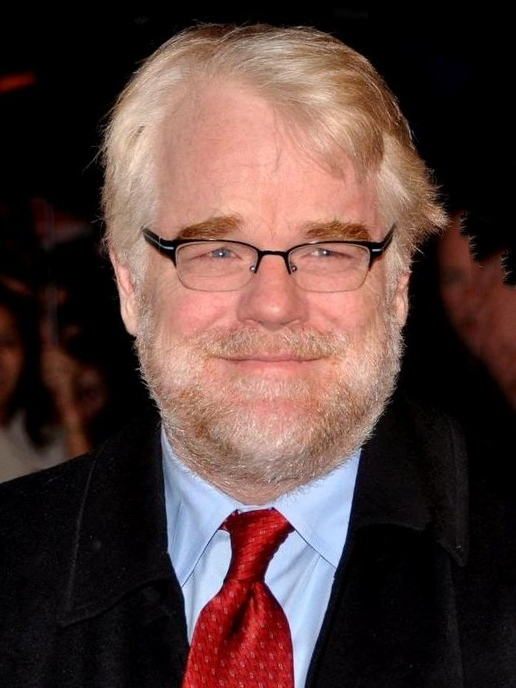
2. Februar: Philip Seymour Hoffman (2011)
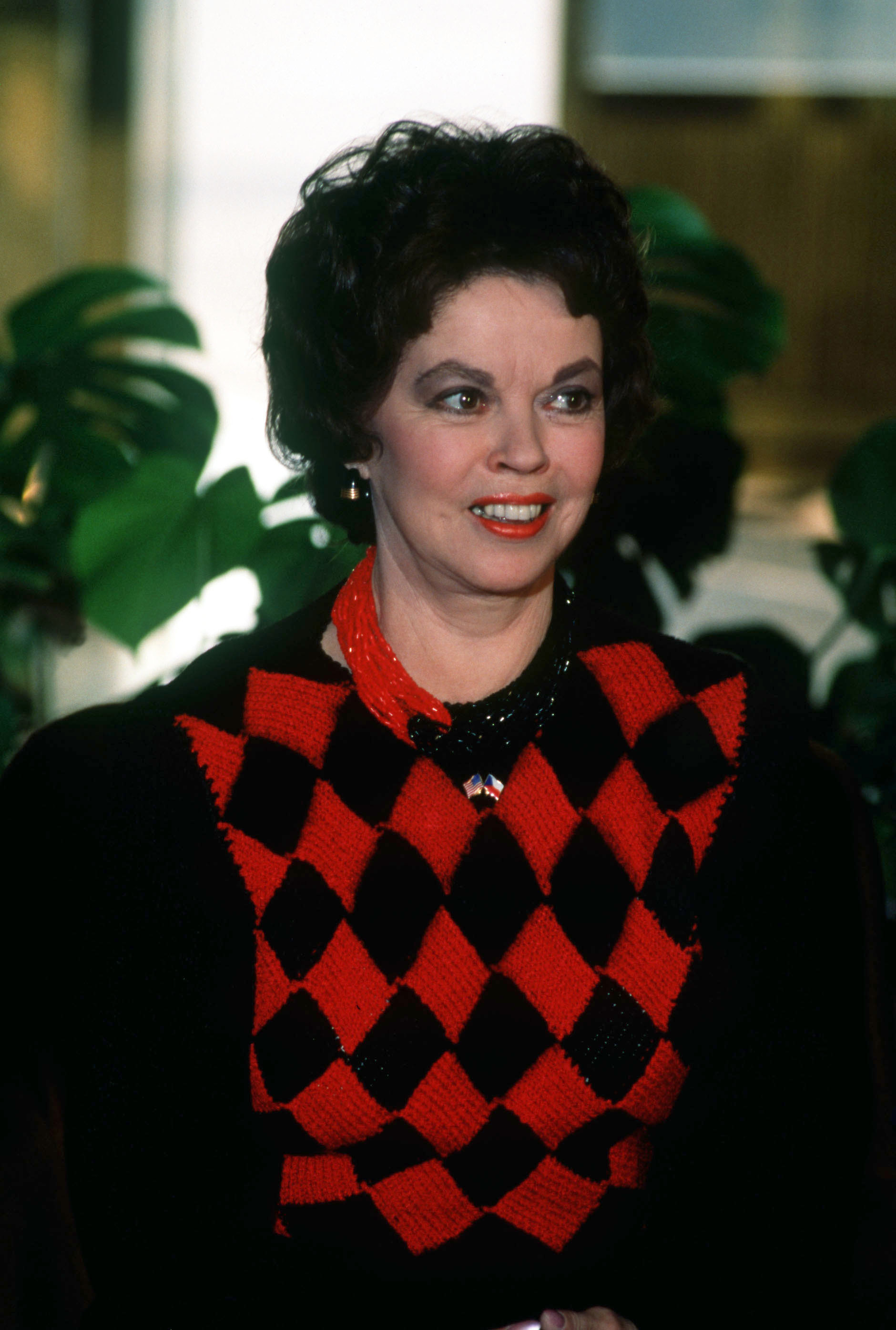
10. Februar: Shirley Temple (1990)
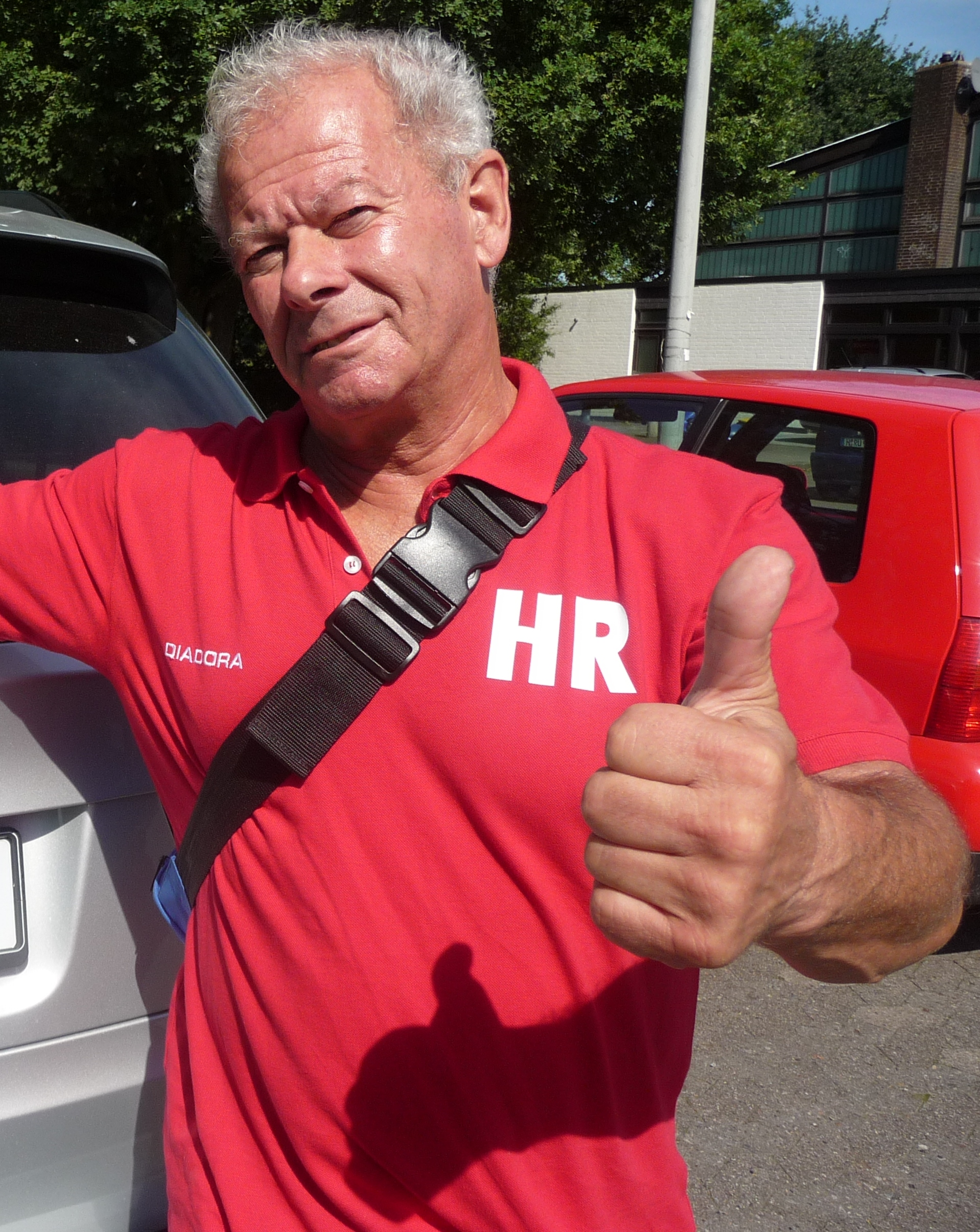
18. Februar: Hermann Rieger (2008)
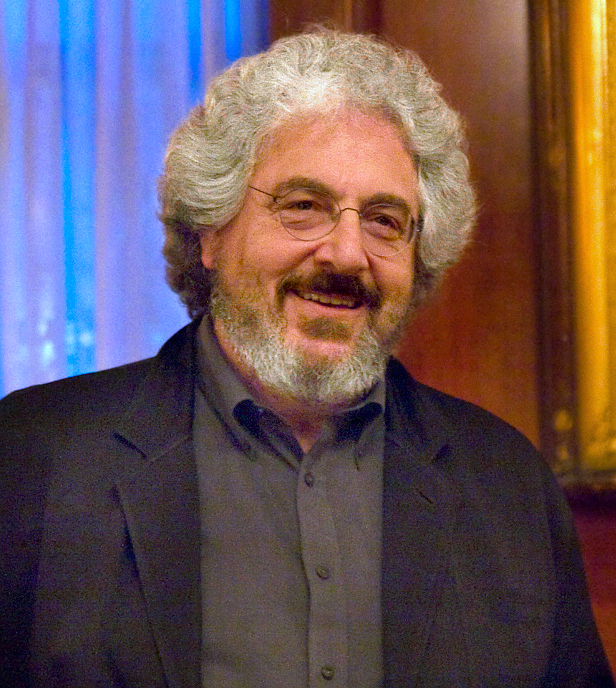
24. Februar: Harold Ramis (2009)
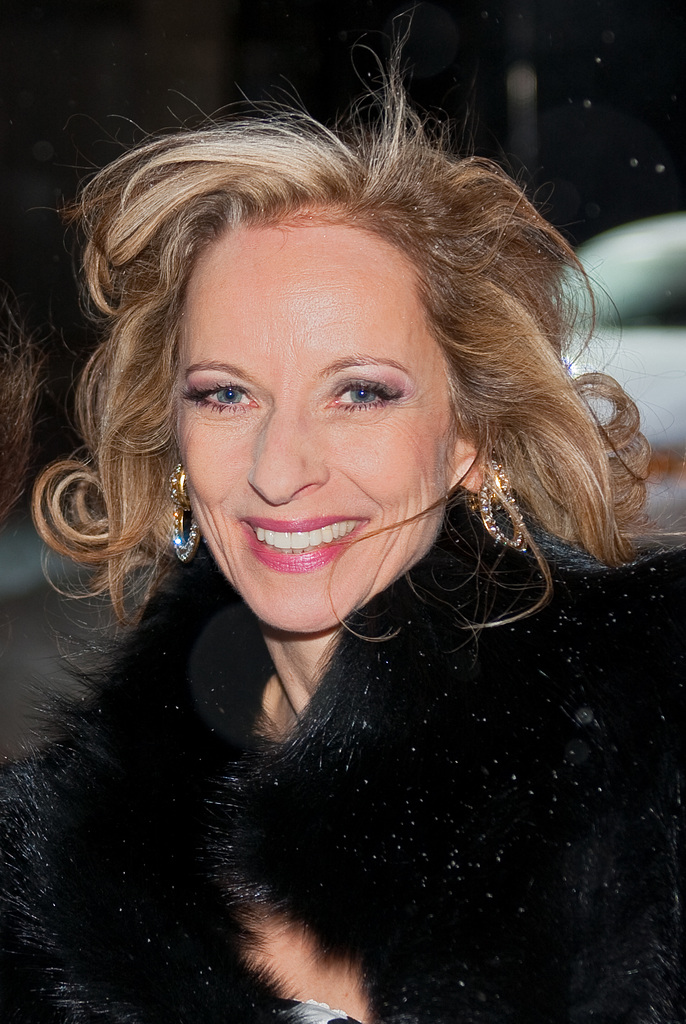
16. März: Mareike Carrière (2010)
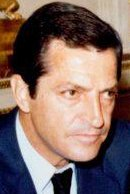
23. März: Adolfo Suárez (1981)
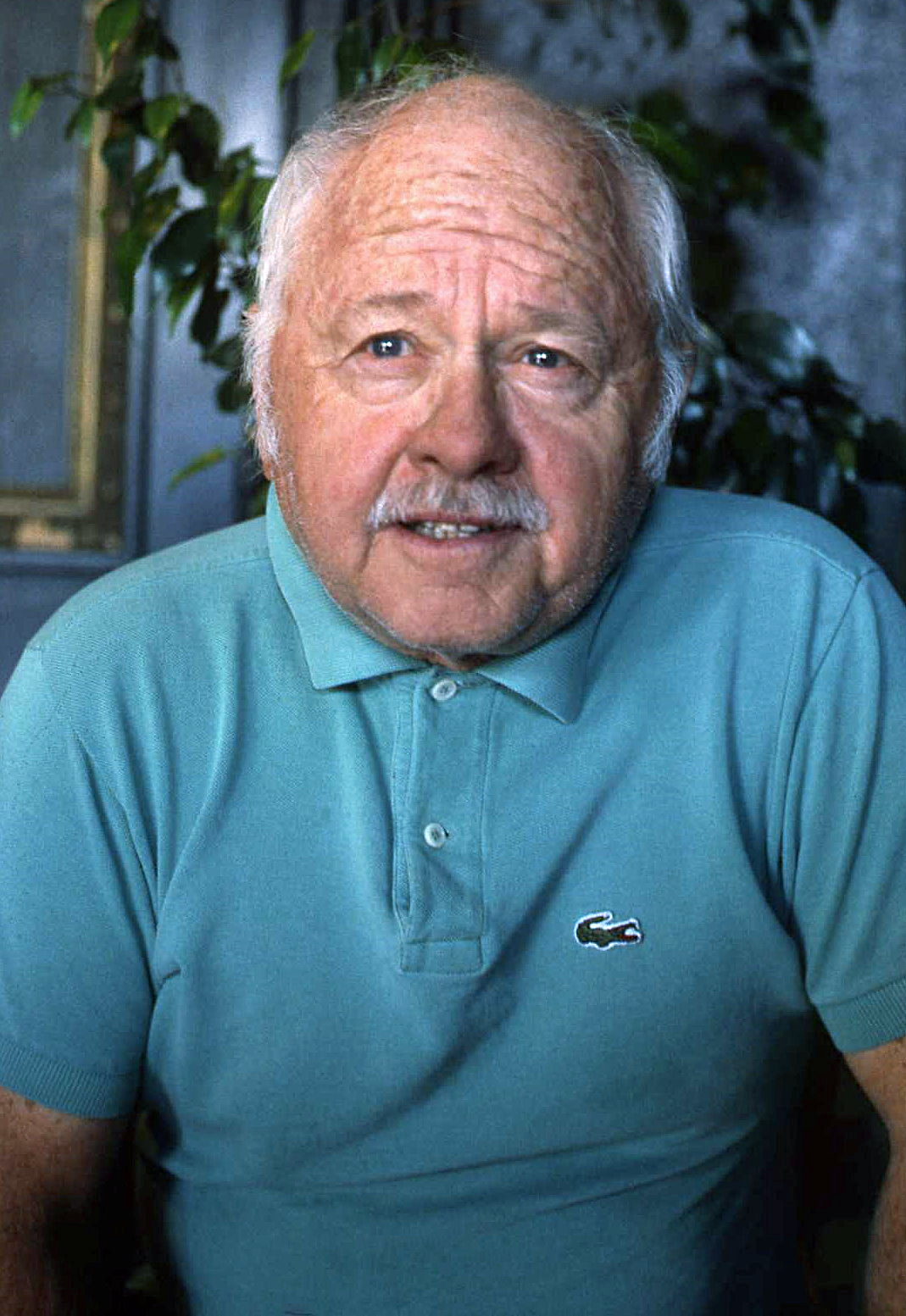
6. April: Mickey Rooney (1986)
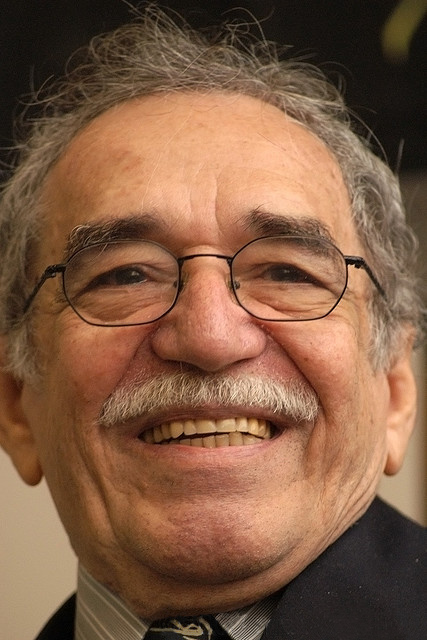
17. April: Gabriel García Márquez (2002)
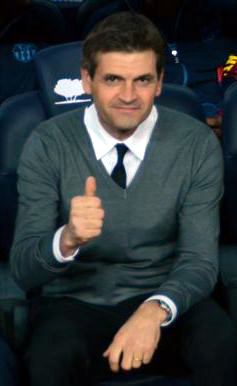
25. April: Tito Vilanova (2012)
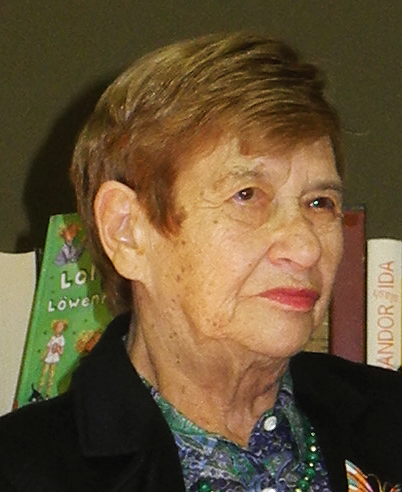
25. April: Stefanie Zweig (2012)
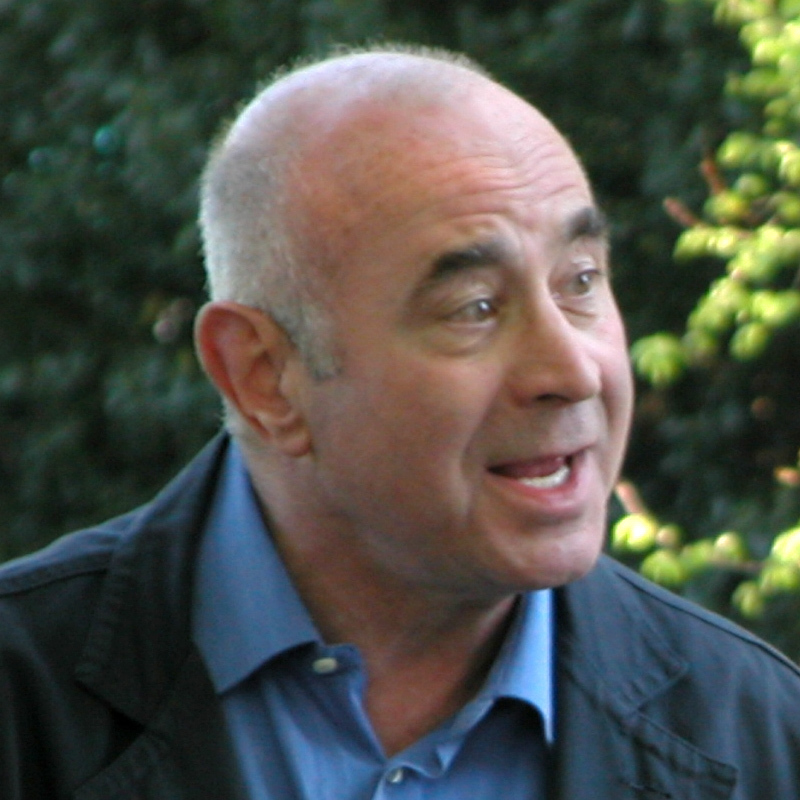
29. April: Bob Hoskins (2007)
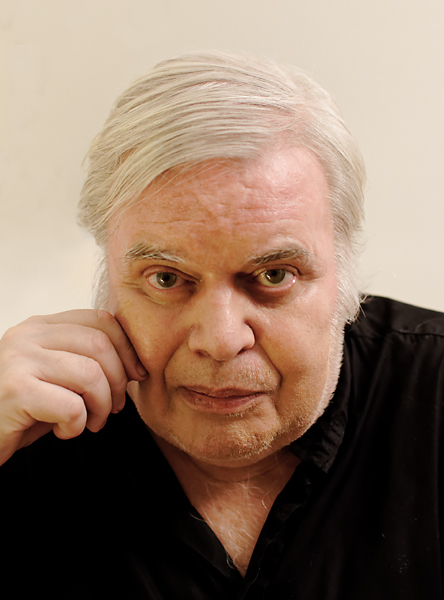
12. Mai: HR Giger (2012)
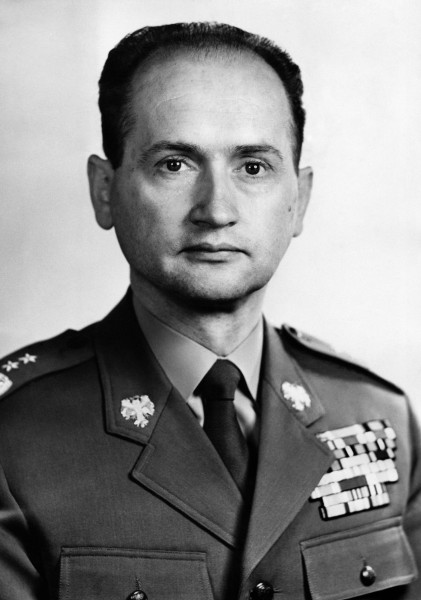
25. Mai: Wojciech Jaruzelski (1968)
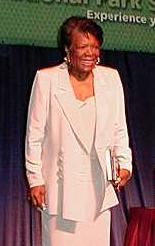
28. Mai: Maya Angelou (2000)
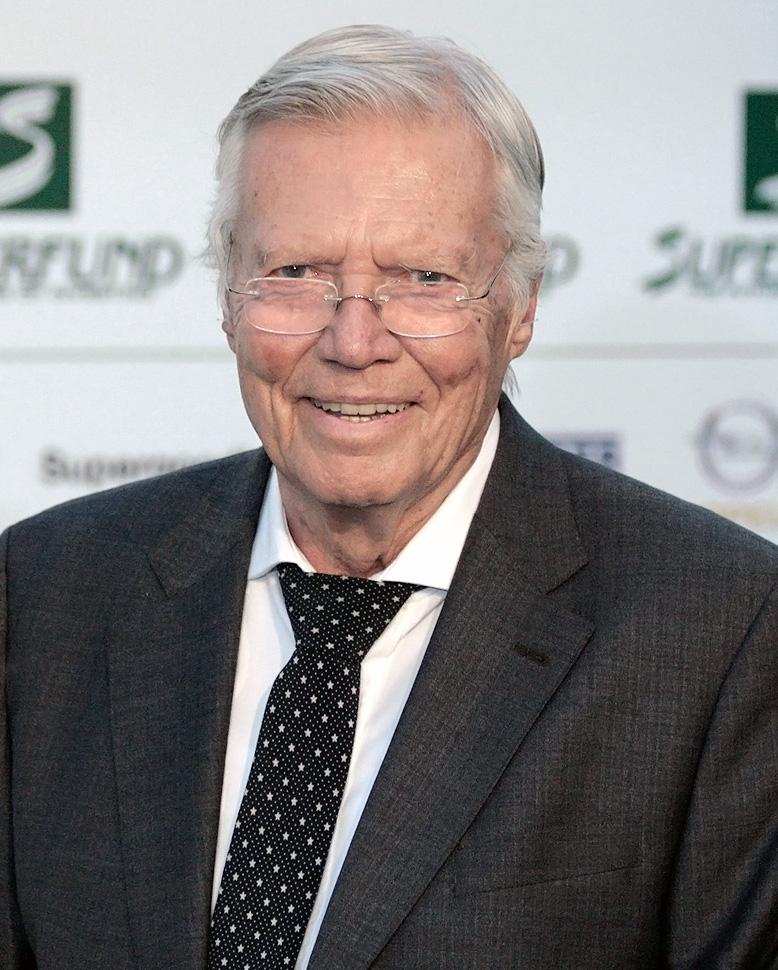
29. Mai: Karlheinz Böhm (2009)
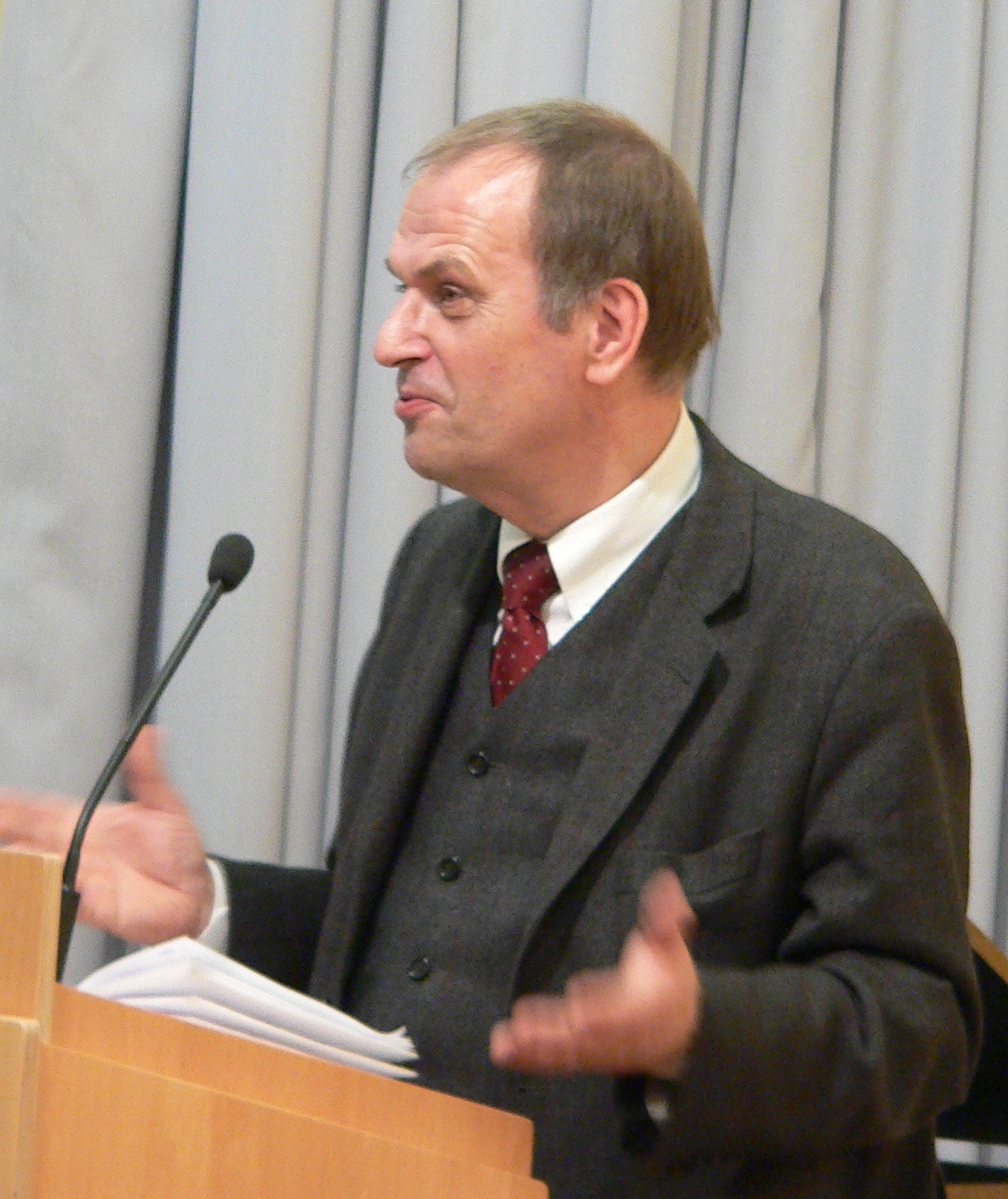
9. Juni: Reinhard Höppner (2006)
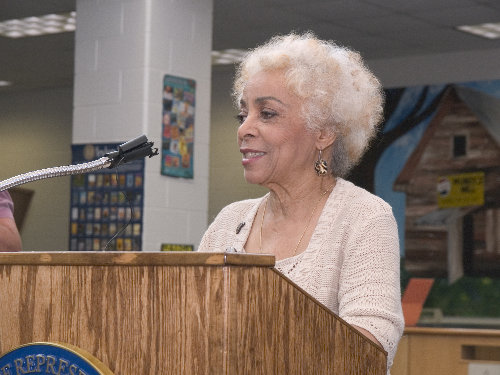
11. Juni: Ruby Dee (2006)
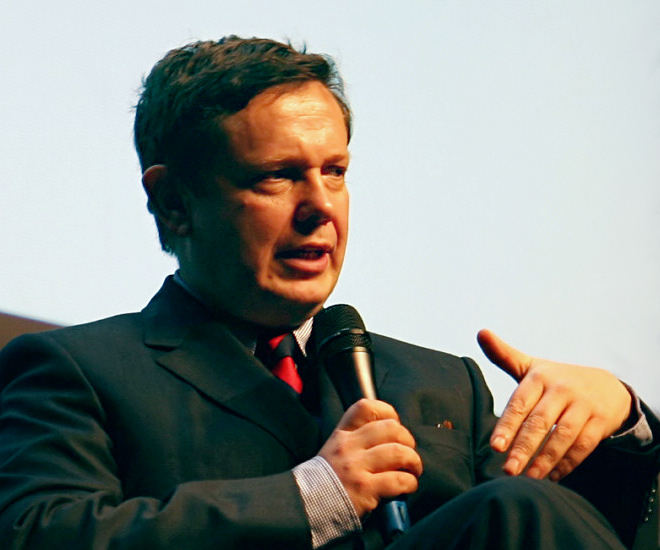
12. Juni: Frank Schirrmacher (2007)
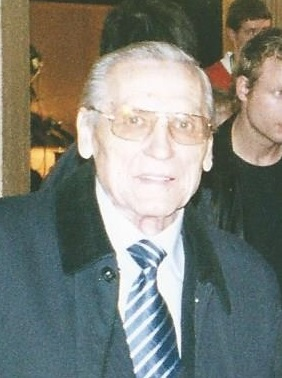
13. Juni: Gyula Grosics (2005)
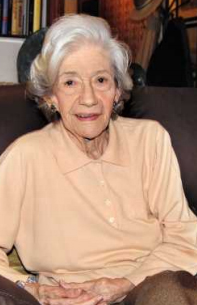
25. Juni: Ana María Matute (2011)
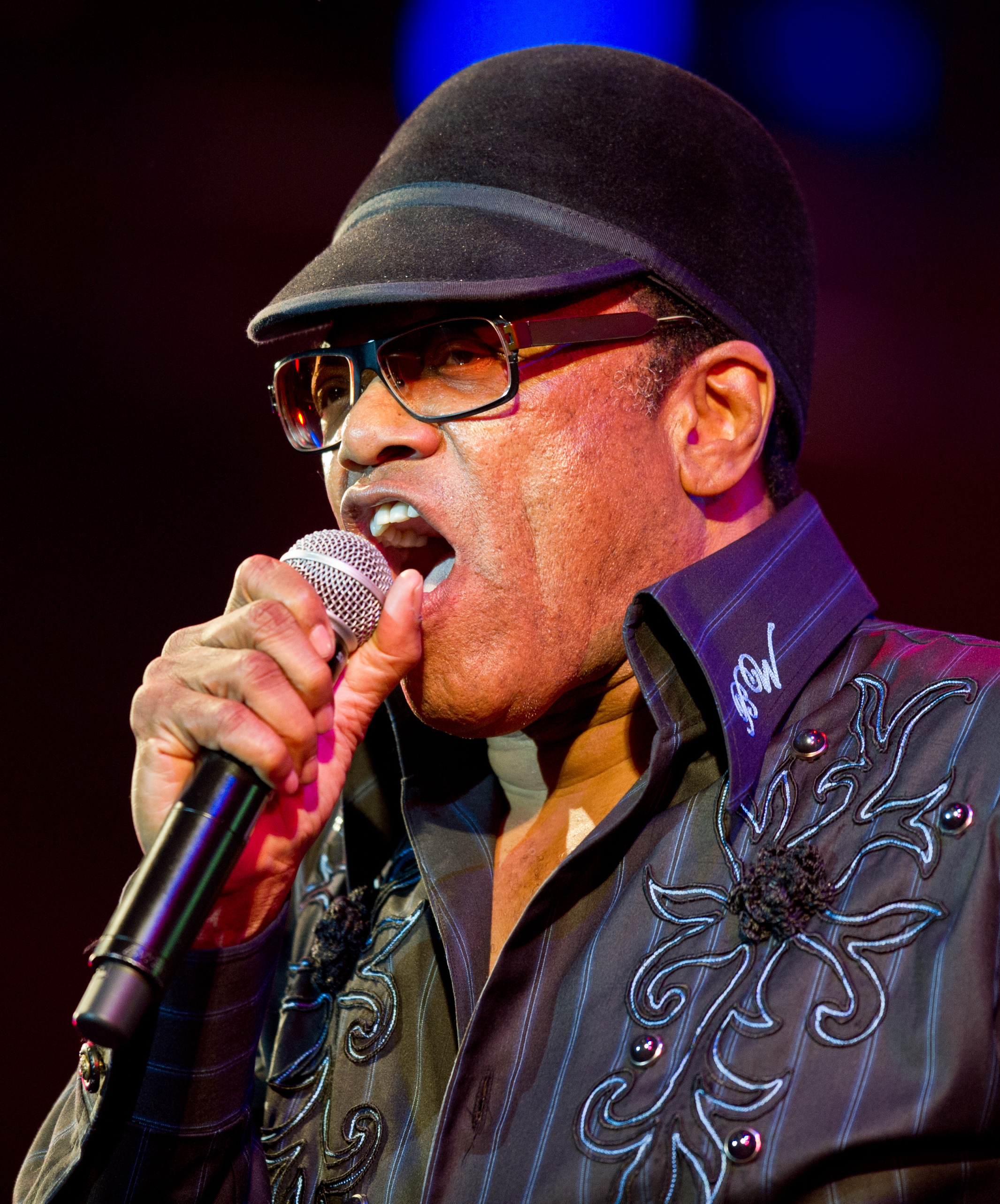
27. Juni: Bobby Womack (2010)
30. Juni: Christian Führer (2009)
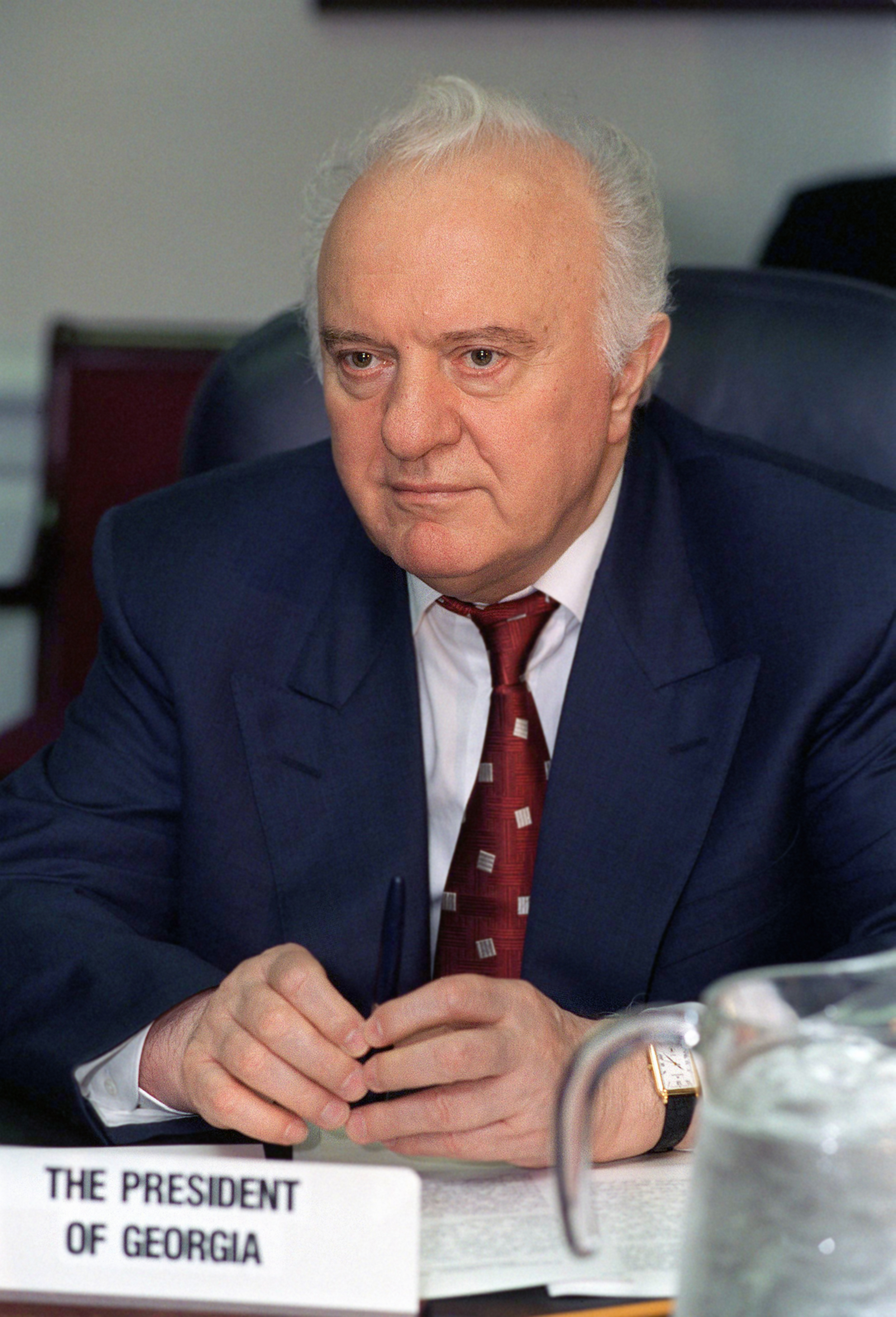
7. Juli: Eduard Schewardnadse (1997)
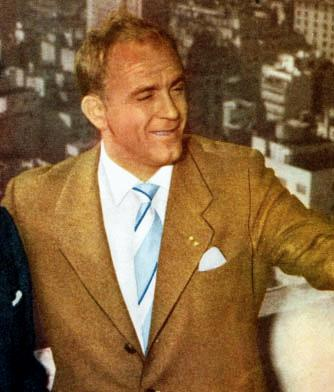
7. Juli: Alfredo Di Stéfano (1958)
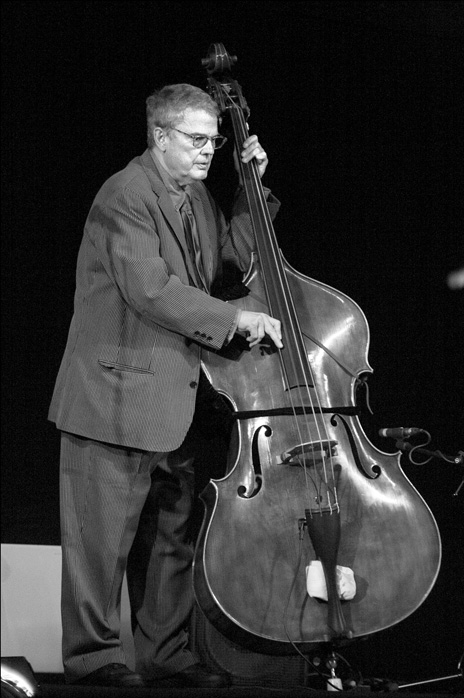
11. Juli: Charlie Haden (2007)
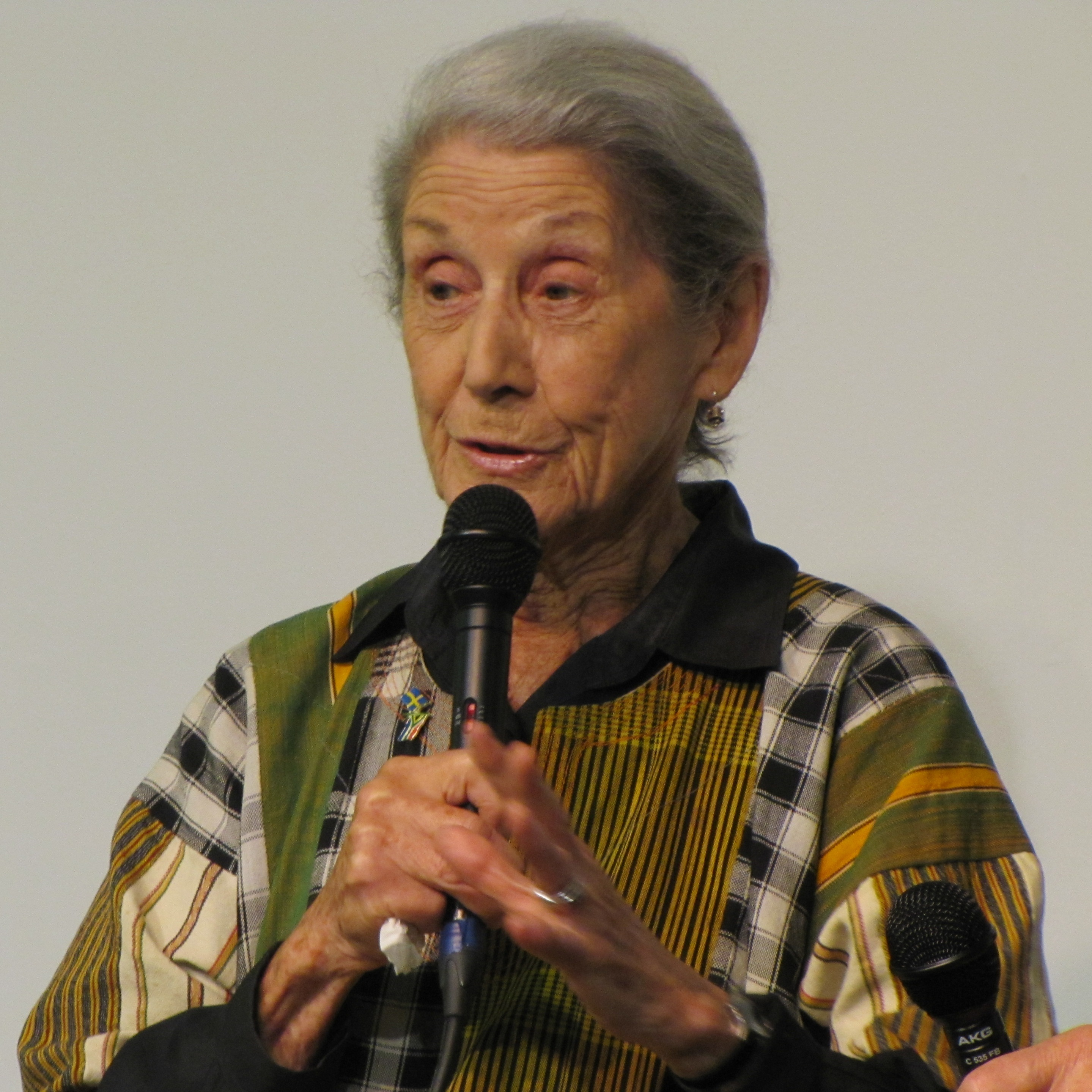
13. Juli: Nadine Gordimer (2010)
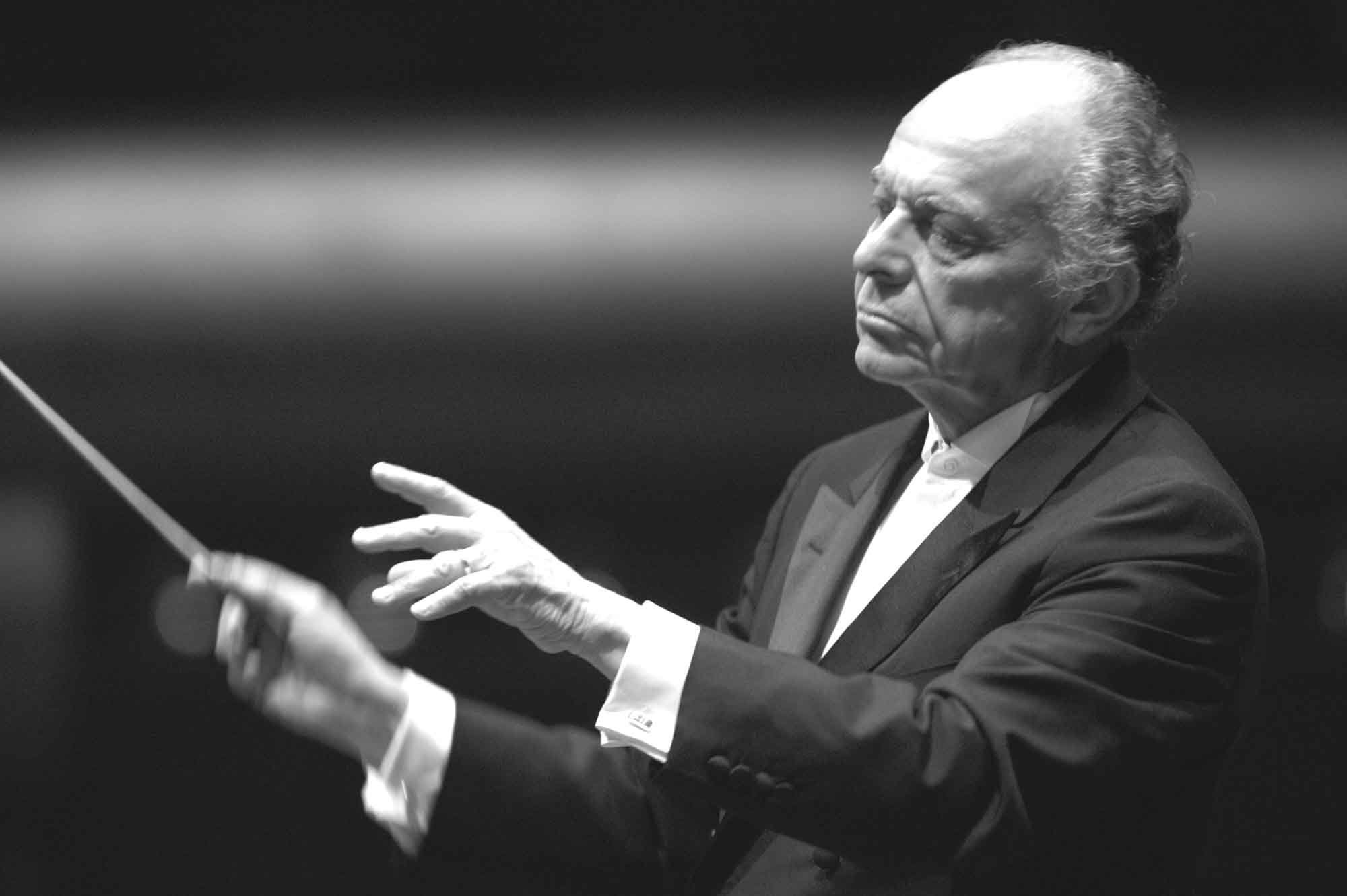
13. Juli: Lorin Maazel (2003)
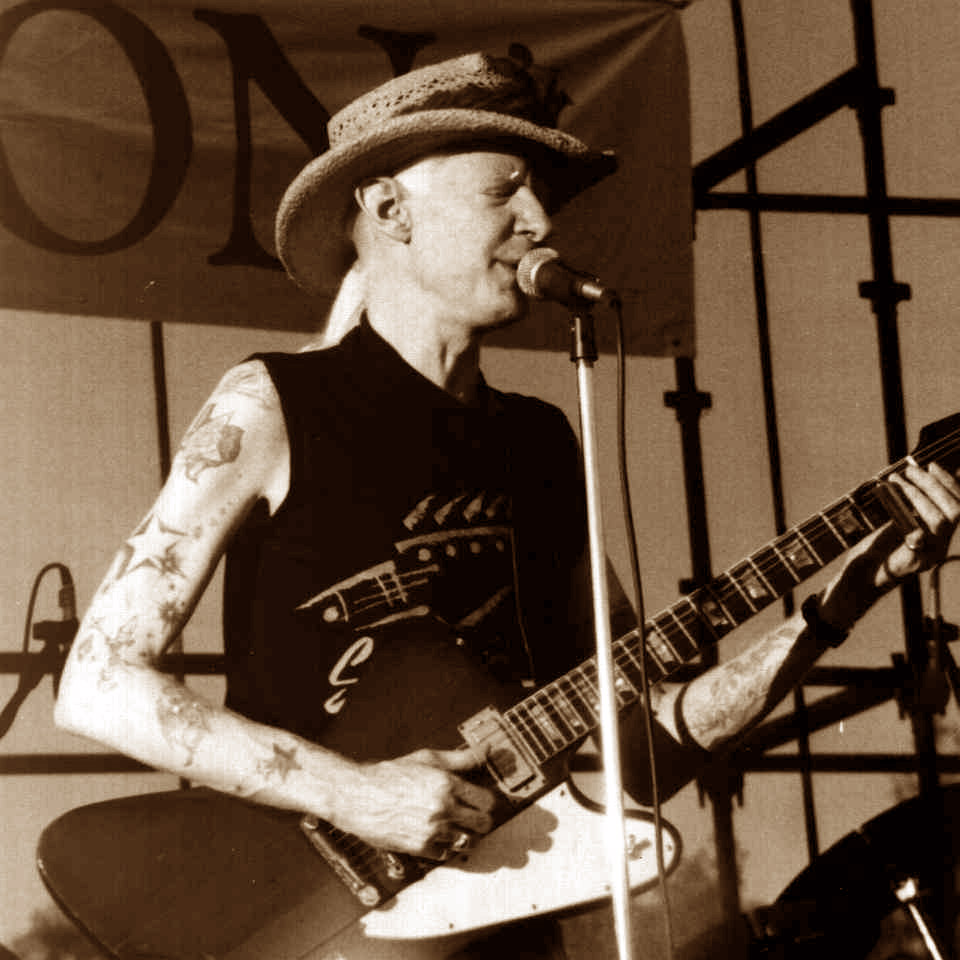
16. Juli: Johnny Winter (1990)
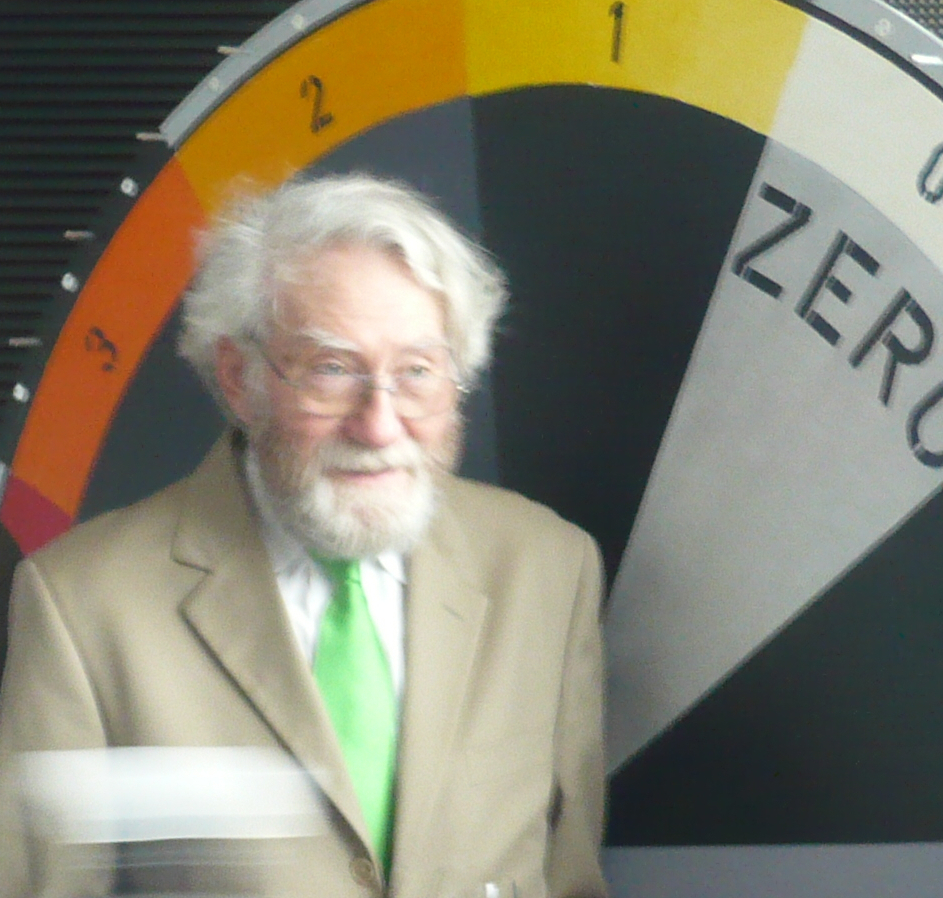
17. Juli: Otto Piene (2009)
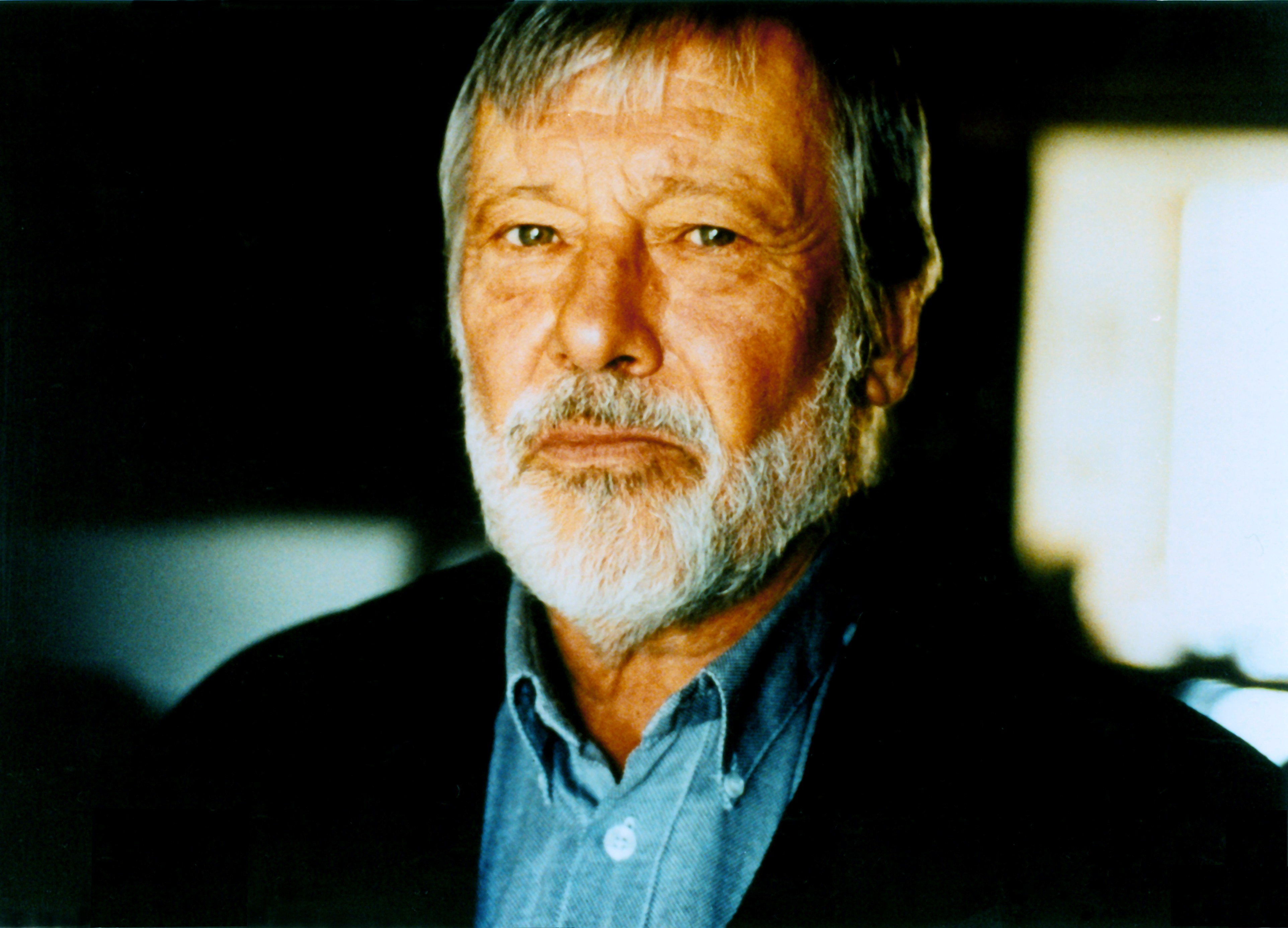
18. Juli: Dietmar Schönherr (2006)
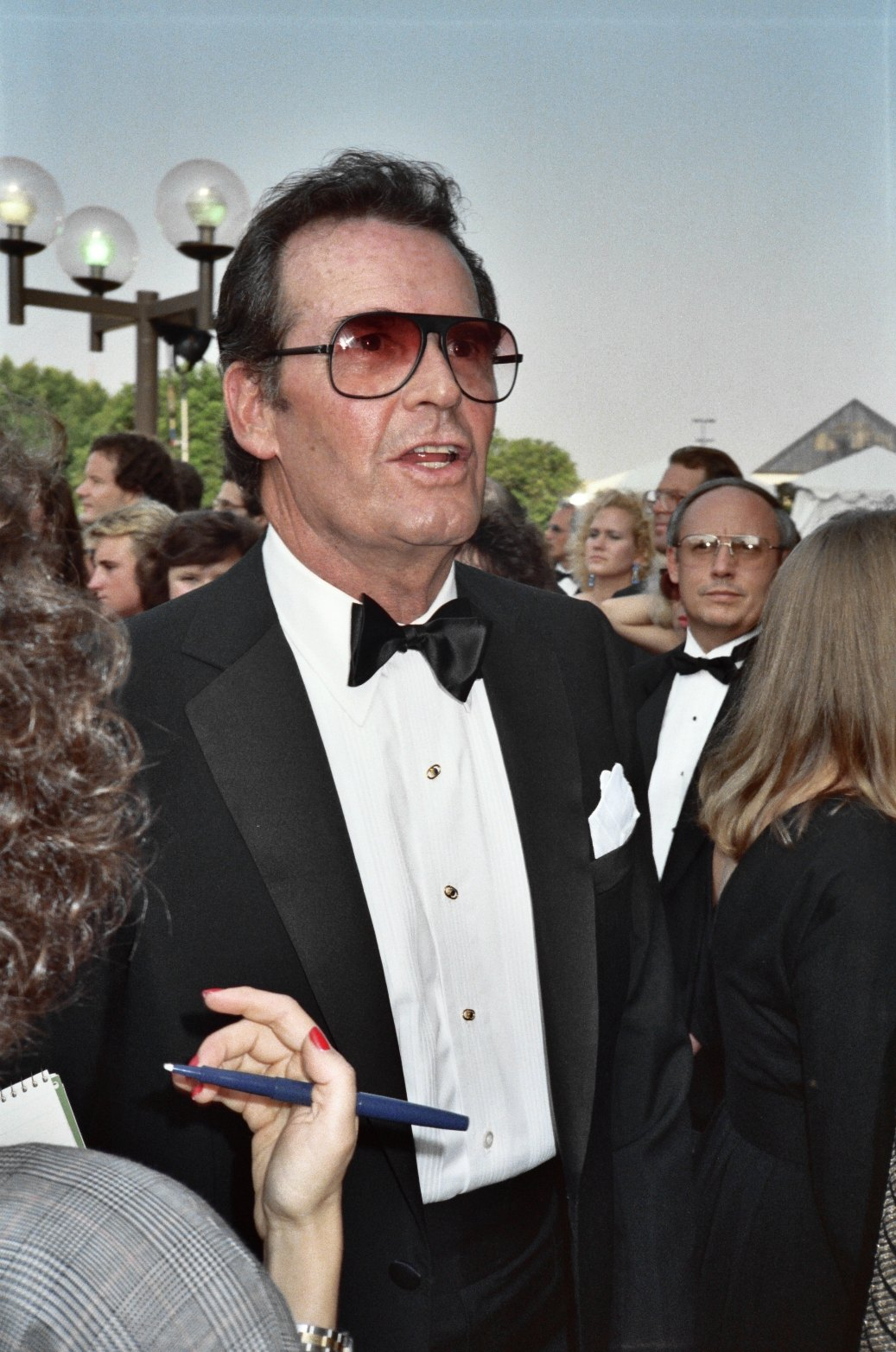
19. Juli: James Garner (1987)
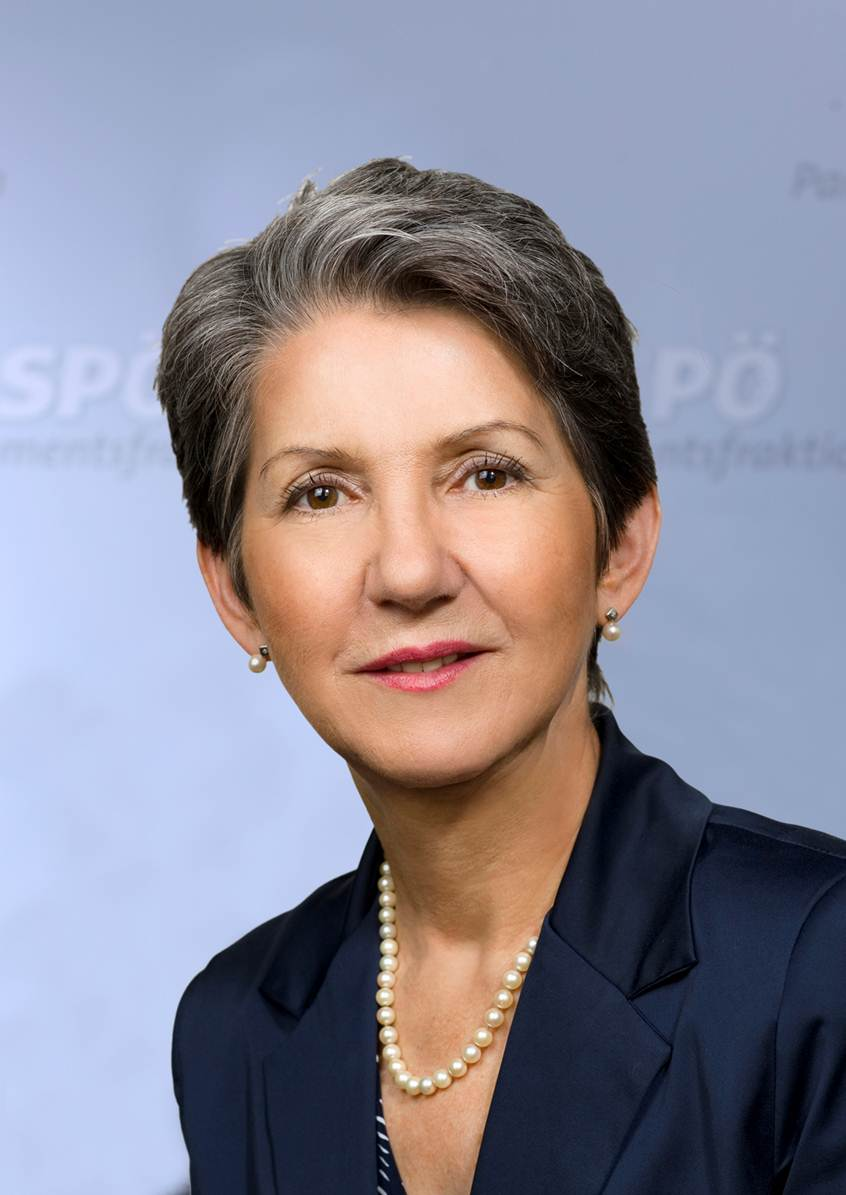
2. August: Barbara Prammer (2014)
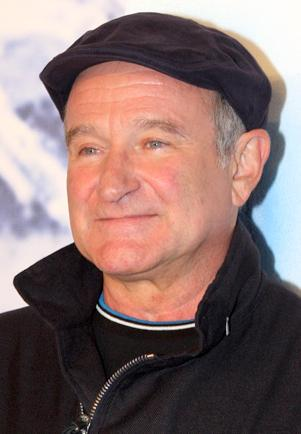
11. August: Robin Williams (2011)
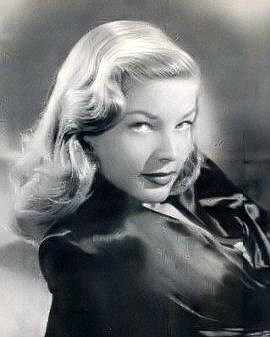
12. August: Lauren Bacall (1944)
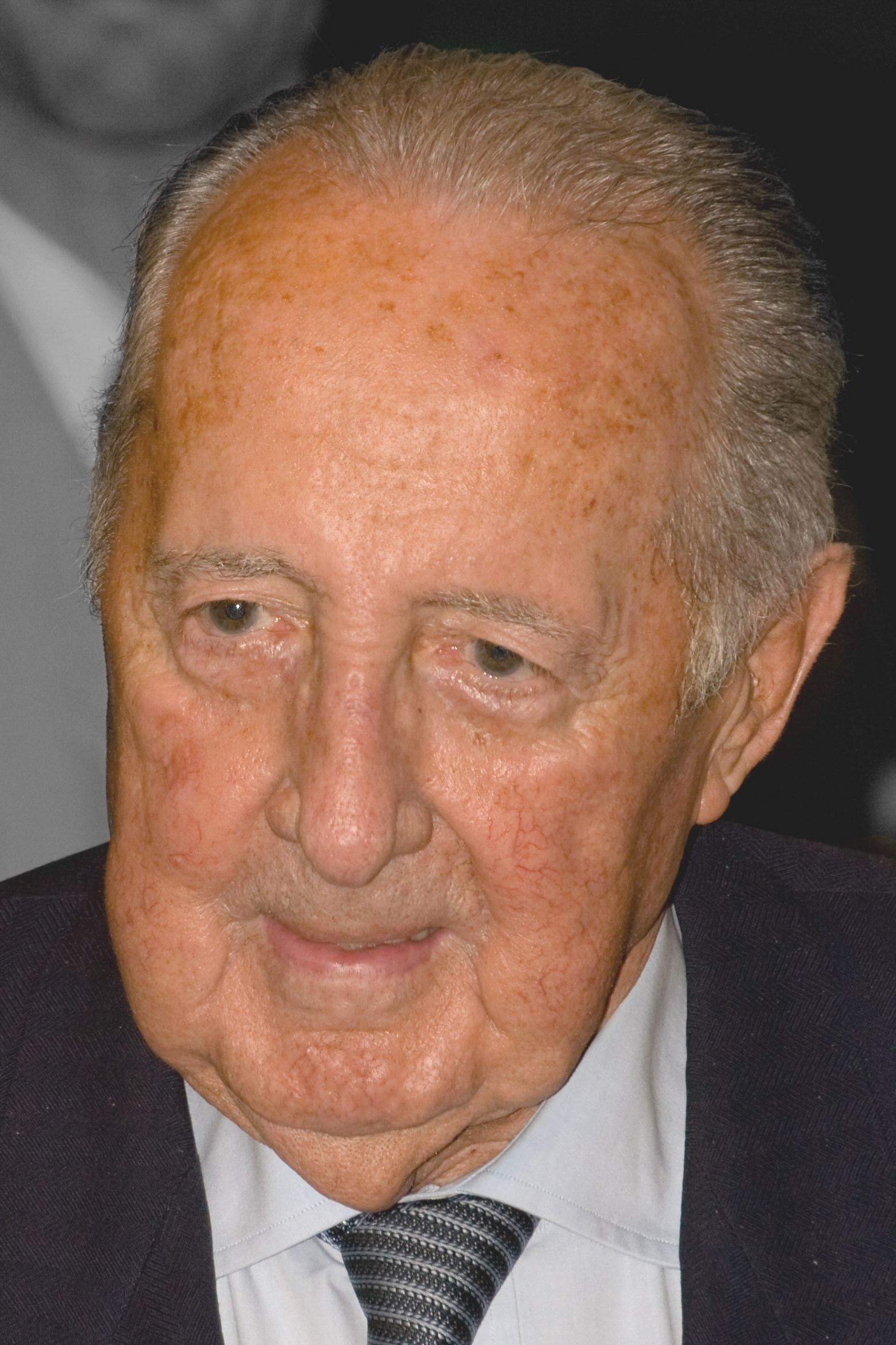
16. August: Peter Scholl-Latour (2008)
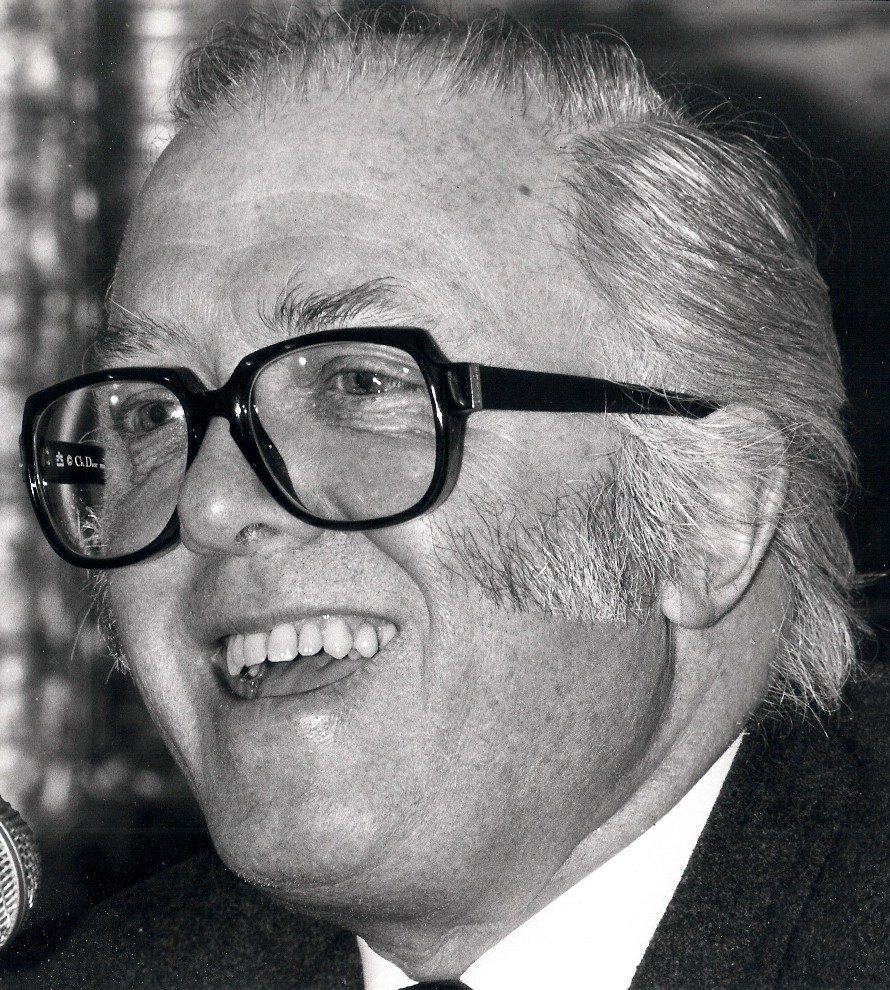
24. August: Richard Attenborough (1983)
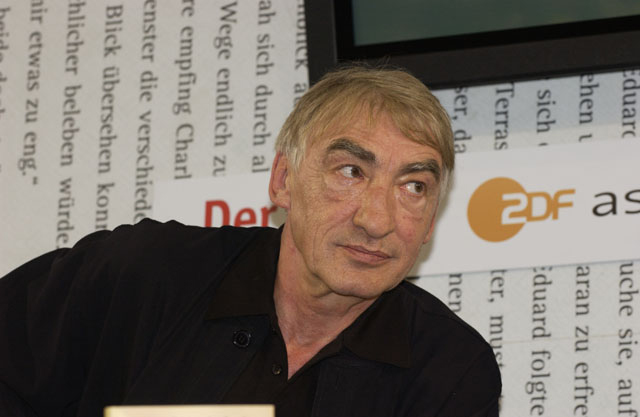
1. September: Gottfried John (2003)
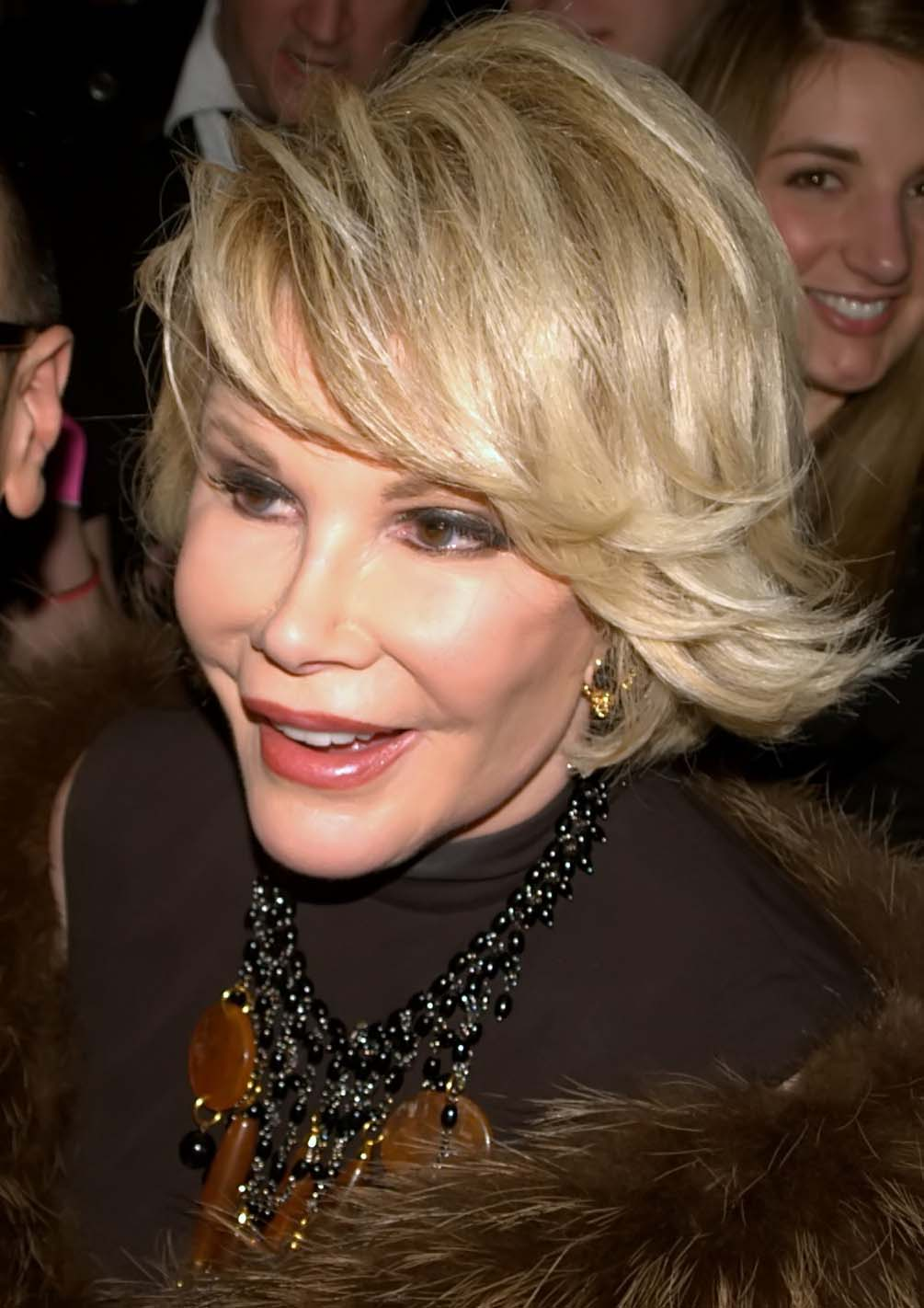
4. September: Joan Rivers (2010)
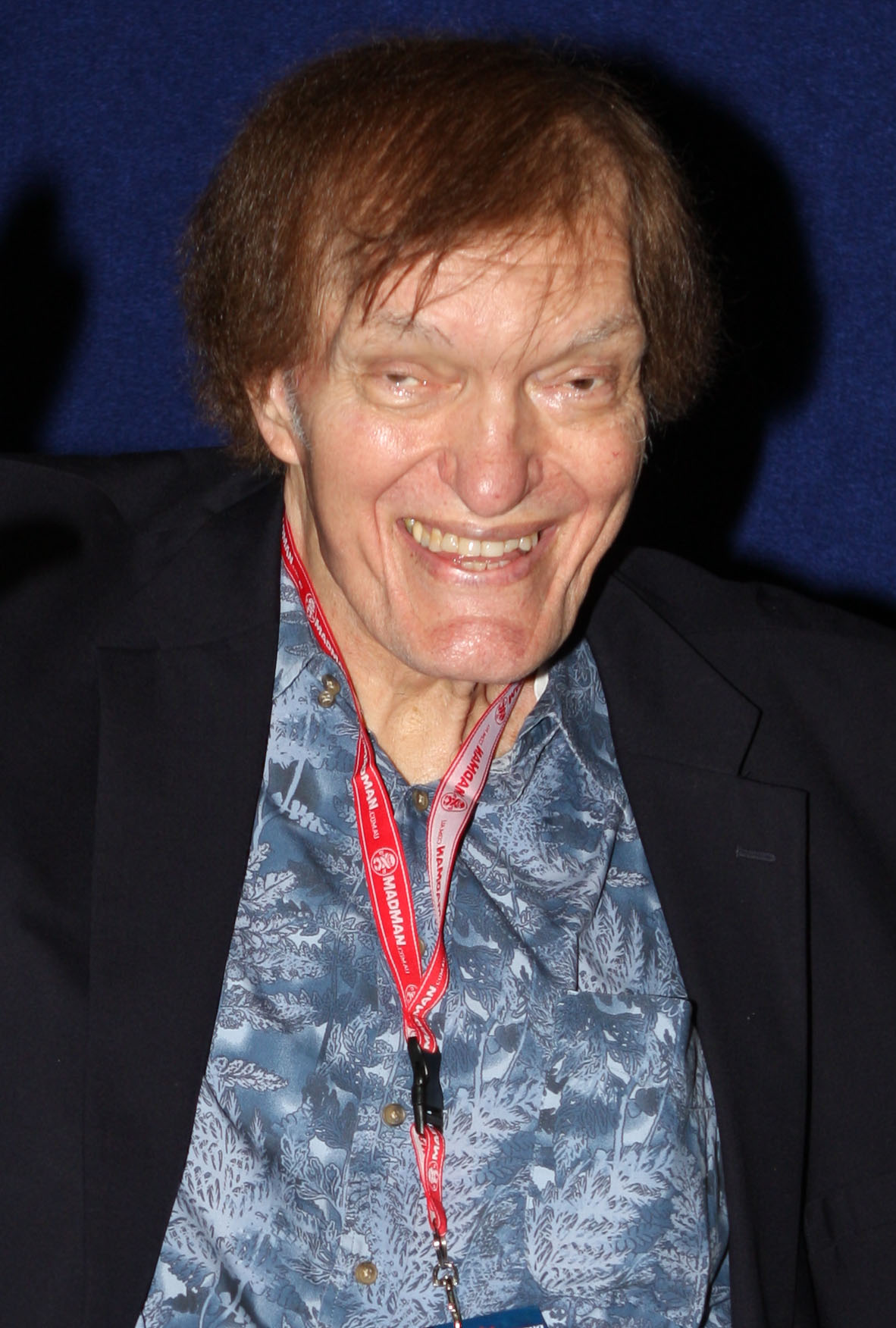
10. September: Richard Kiel (2014)
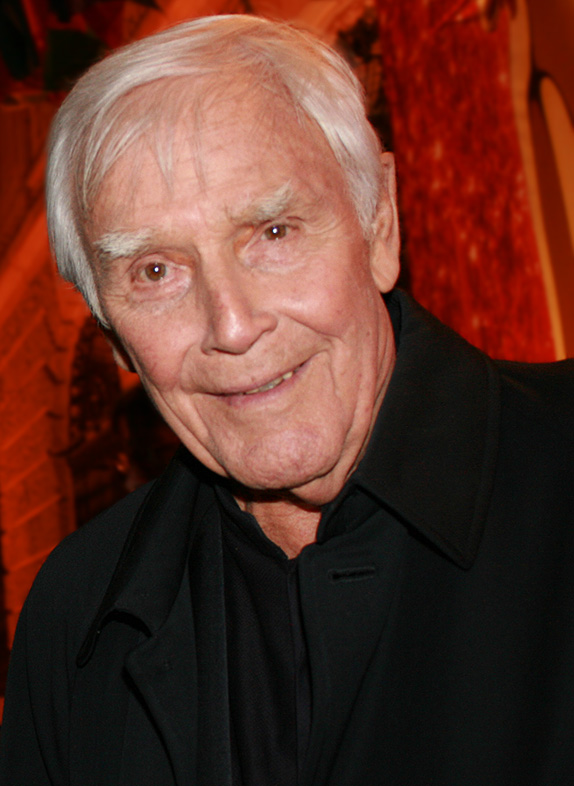
11. September: Joachim Fuchsberger (2008)
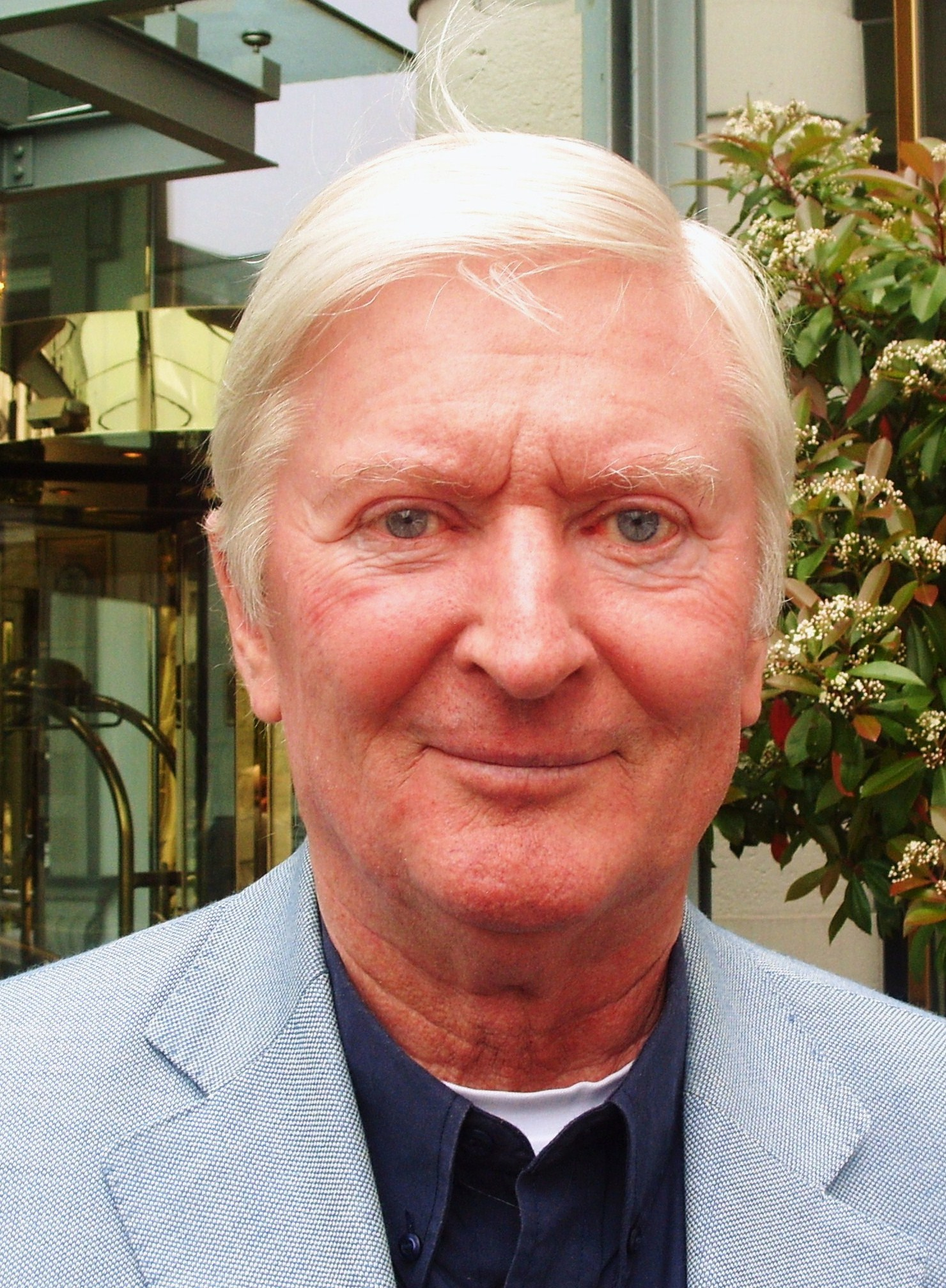
3. Oktober: Peer Augustinski (2009)
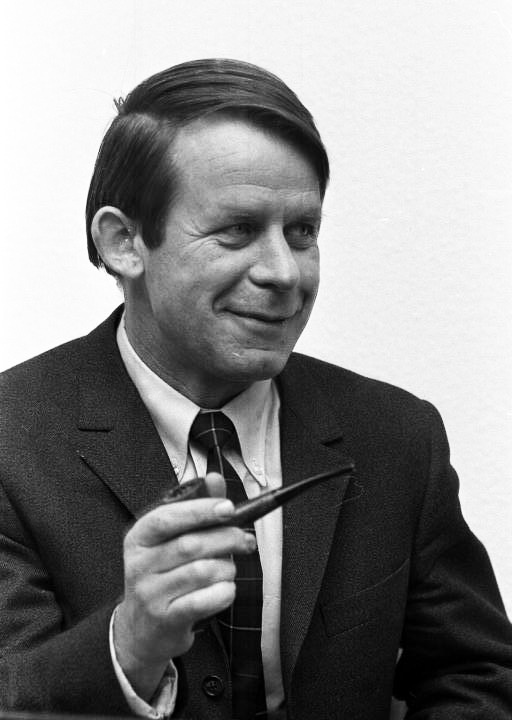
7. Oktober: Siegfried Lenz (1969)
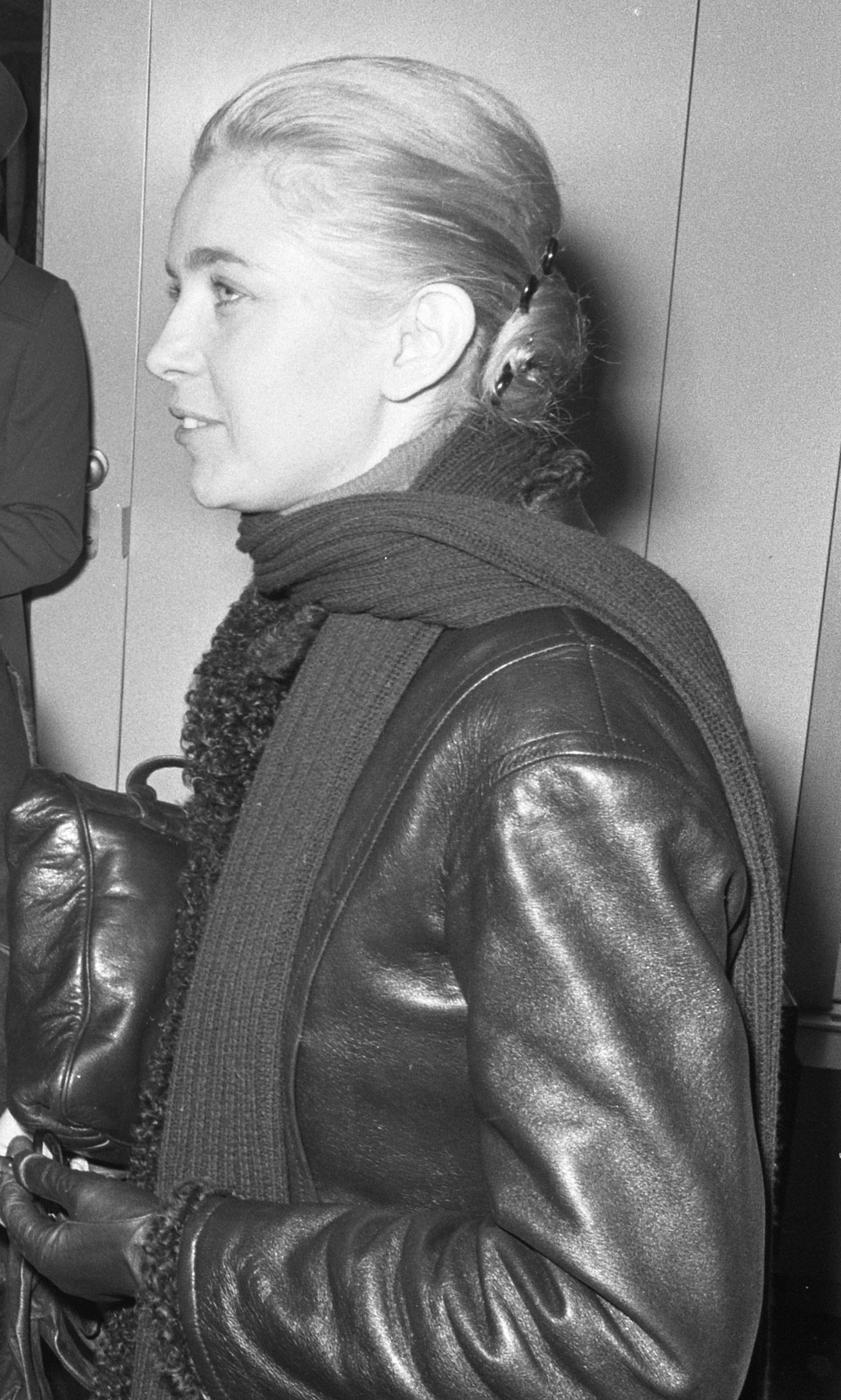
15. Oktober: Marie Dubois (1972)
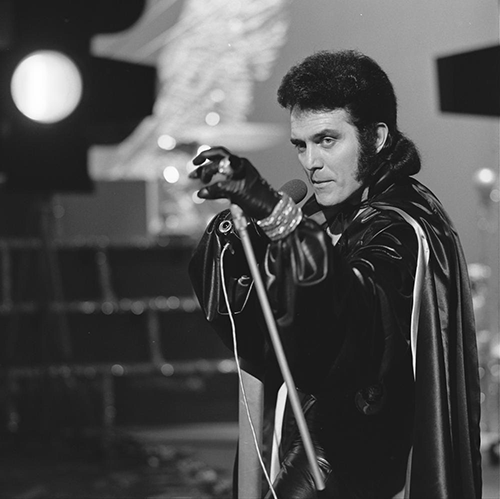
23. Oktober: Alvin Stardust (1974)
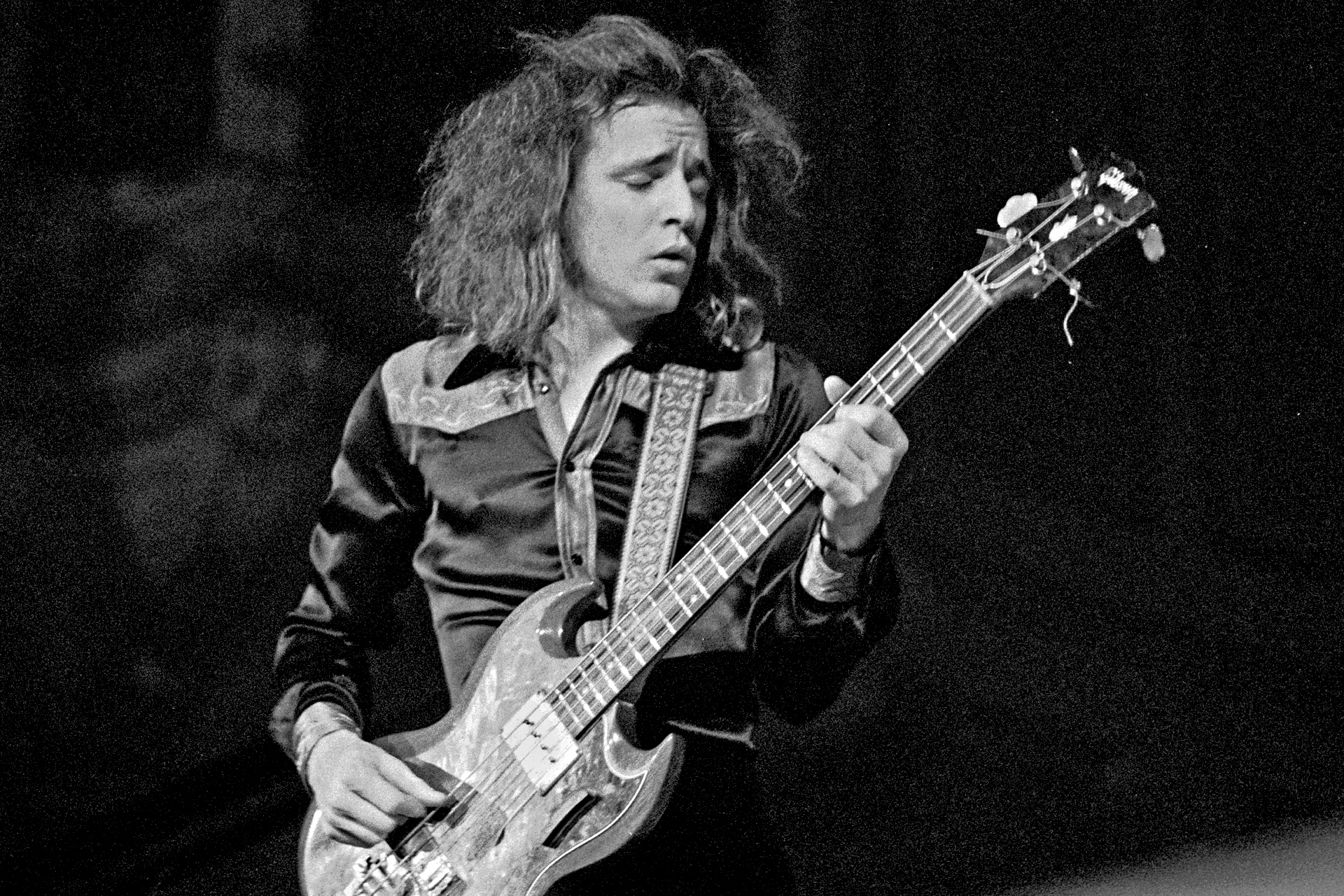
25. Oktober: Jack Bruce (1972)
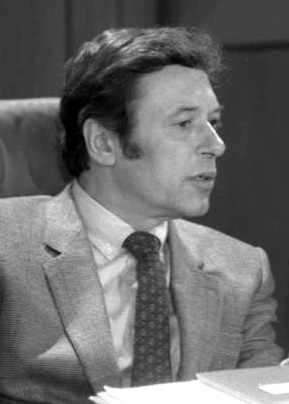
2. November: Klaus Bölling (1980)
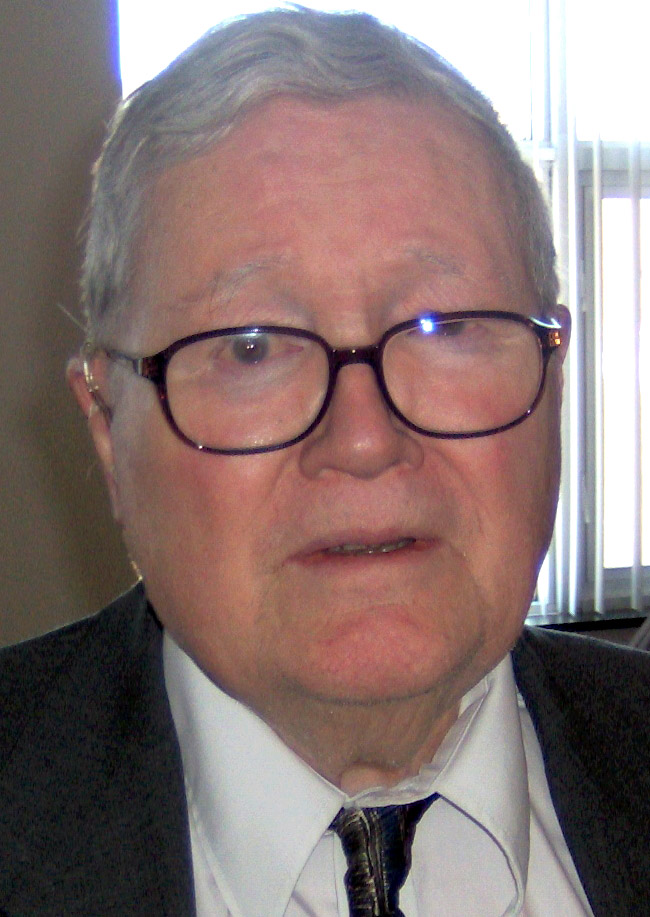
3. November: Gordon Tullock (2007)
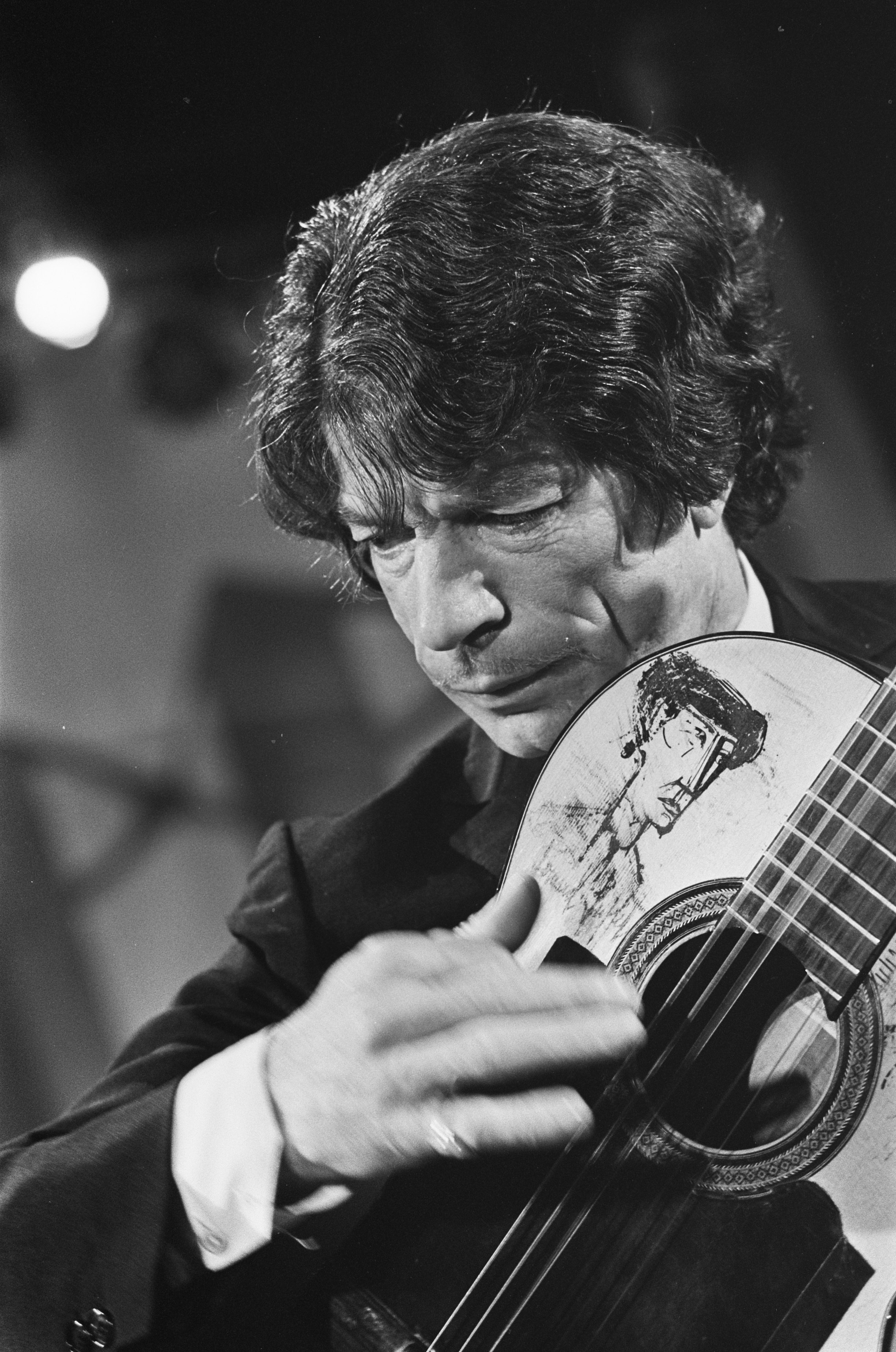
5. November: Manitas de Plata (1968)
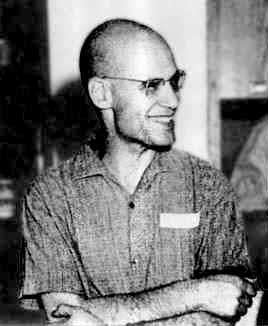
13. November: Alexander Grothendieck (1970)
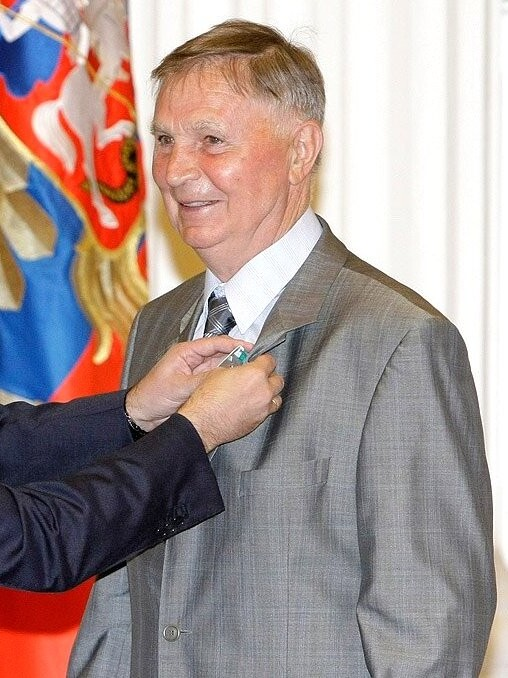
24. November: Wiktor Tichonow (2010)
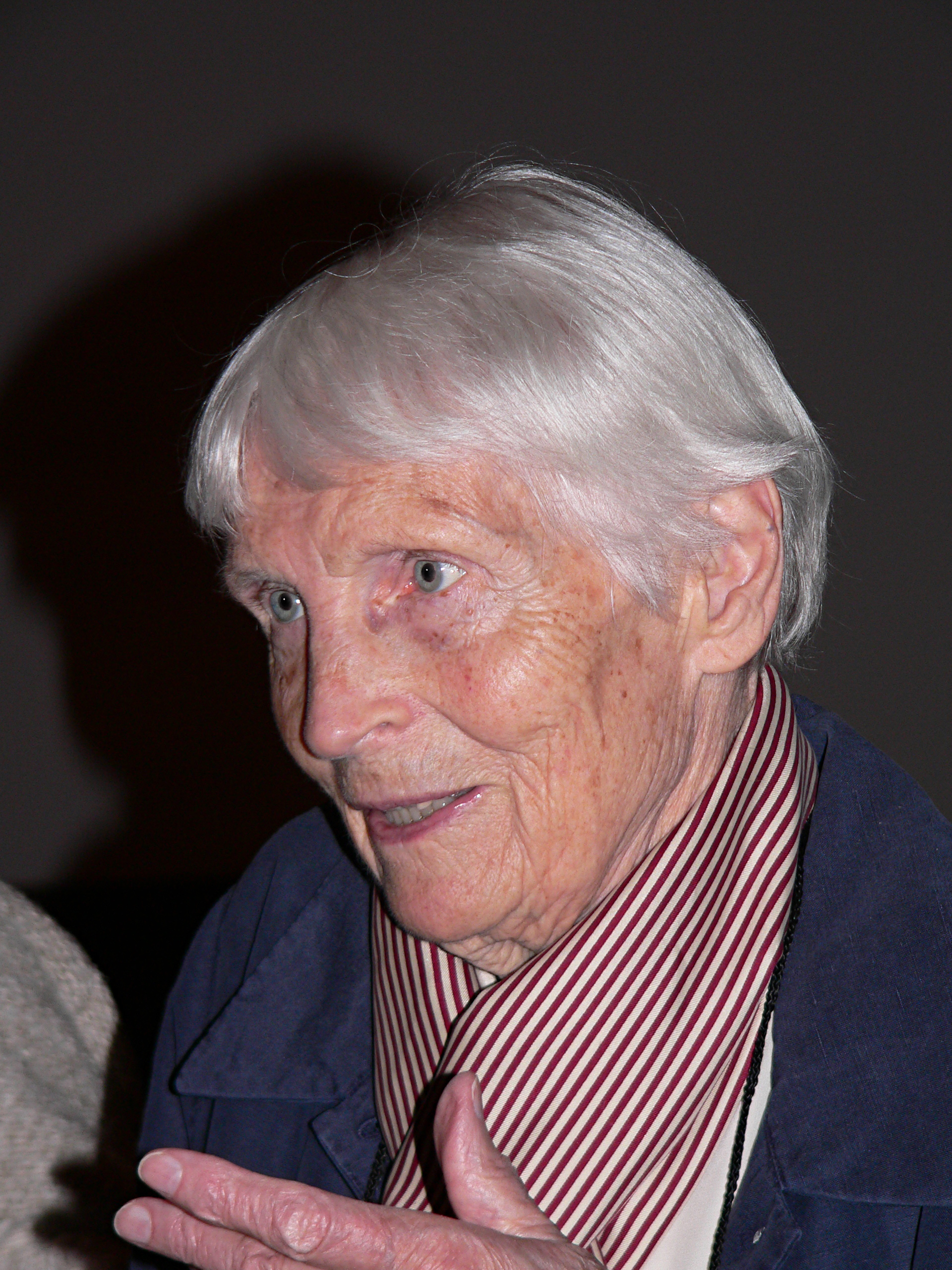
7. Dezember: Marie Marcks (2006)
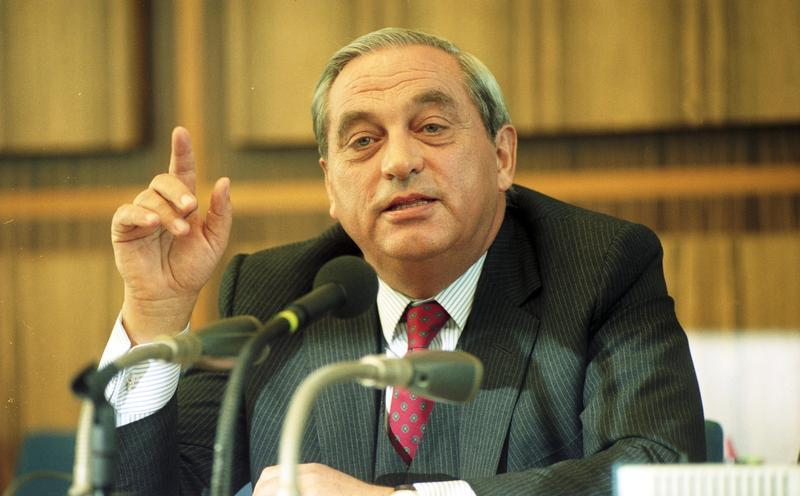
9. Dezember: Karl Otto Pöhl (1990)
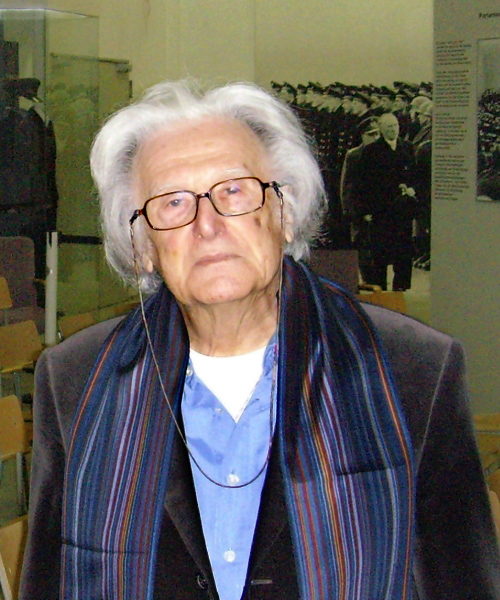
10. Dezember: Ralph Giordano (2008)
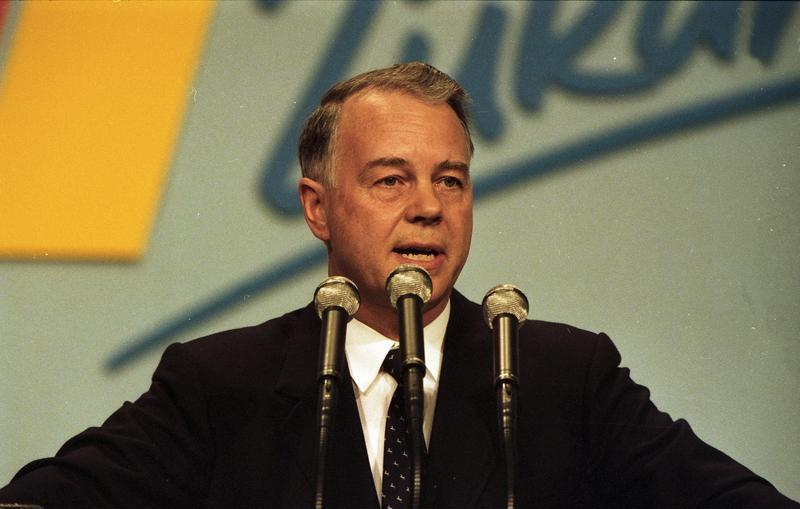
13. Dezember: Ernst Albrecht (1988)
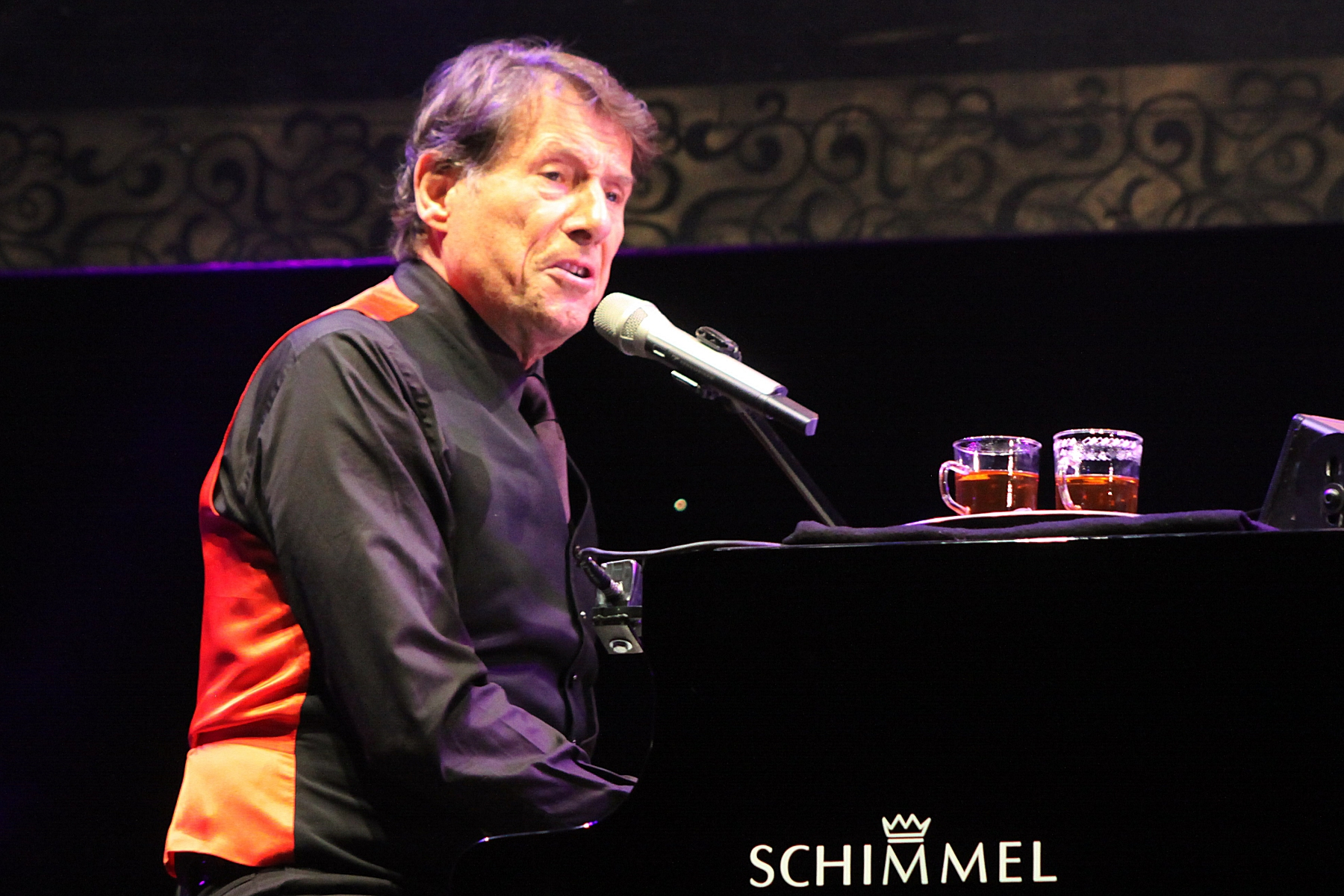
21. Dezember: Udo Jürgens (2010)
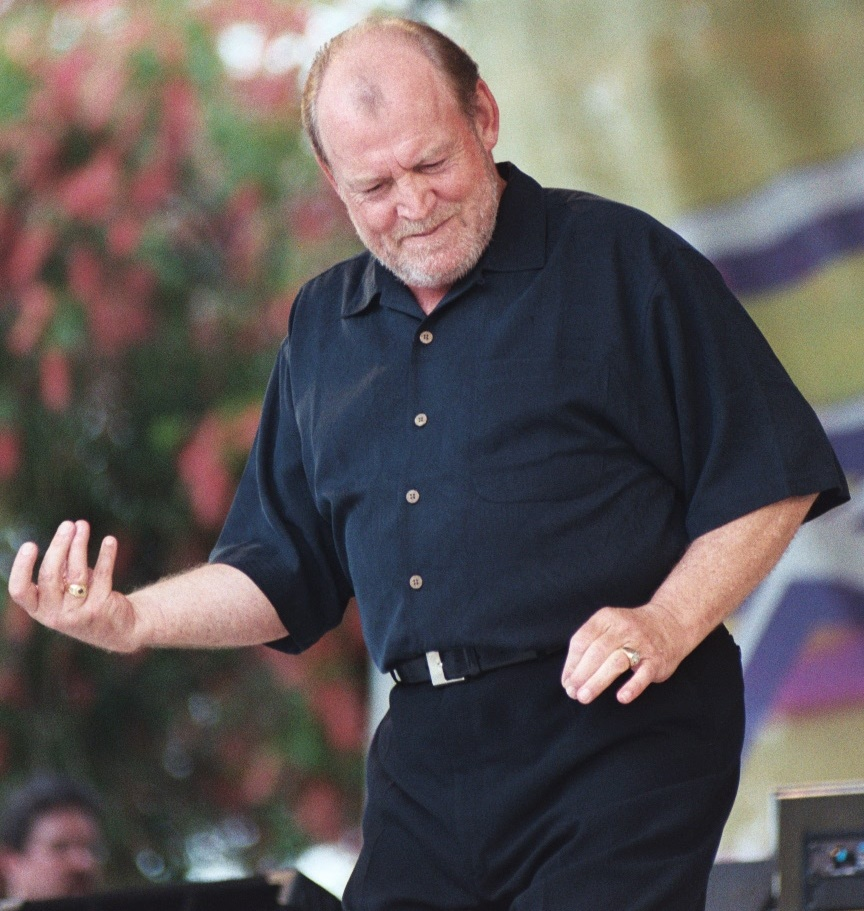
22. Dezember: Joe Cocker (2003)
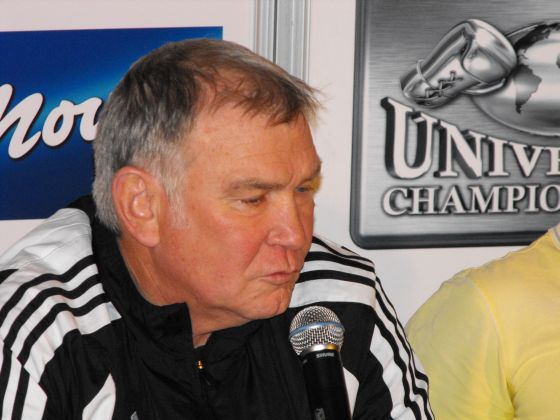
22. Dezember: Fritz Sdunek (2009)
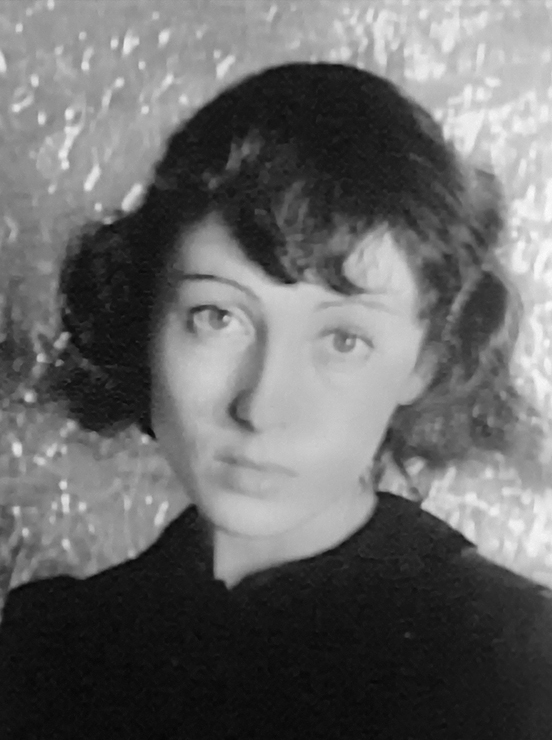
30. Dezember: Luise Rainer (1937)